# アメリカ合衆国の鉄道史
アメリカ合衆国の鉄道史（アメリカがっしゅうこくのてつどうし）では、アメリカ合衆国における鉄道の歴史を解説する。

## 概略
鉄道が建設されるまで、アメリカの交通網は貧弱なものしかなく、道路も整備が始まったばかりで水路に頼るところが多かった。当初は重力や獣力によって運行するトロッコから始まり、やがてイギリスの影響などにより蒸気機関車の運行が始まった。最初の蒸気機関車による営業運転は1830年に始まり、以後急速に蒸気機関車による鉄道が広まっていった。
1850年頃までにはミシシッピ川以東に鉄道網がほぼ完成したが、政府は鉄道に対する規制や規格化をほとんど行わなかったので、ばらばらな規格でそれぞれの思惑で建設が進められた。1850年になると、連邦政府による初の鉄道建設支援の取り組みとして、鉄道を建設した会社に無償で線路周辺の土地を払い下げる土地供与政策が始まった。
南北戦争では鉄道の輸送力が軍隊の機動力に大きな影響をもたらし、その後20世紀半ばまで鉄道が軍事輸送に決定的な役割を果たす先がけとなった。また合衆国の連繋を固めるためにも鉄道が必要とされ、カリフォルニアへ至る大陸横断鉄道建設のきっかけとなった。大陸横断鉄道にも土地供与による政府の支援が行われ、建設に当たった会社はより多くの支援を獲得するために激しい建設競争を繰り広げた。
19世紀末になるとほぼアメリカの鉄道網は完成に近づいた。資本家が鉄道網を買収して独占を形成し、それが運賃の高止まりを招いて利用者の不満につながったことから、連邦政府が州際通商委員会を設置して鉄道の規制を始めるきっかけとなった。鉄道各社は豪華列車の運行を競い、また鉄道がもたらした輸送技術の革新がアメリカ国民の生活を変えていった。一方、歴史上初めてとなる大企業であった鉄道会社では労働問題も発生し、その解決に向けた動きが以後の労働問題対処の基本となった。
第一次世界大戦下では、アメリカの鉄道網は一時的に国有化され、軍事輸送に充てられた。大戦が終わると本格的に自動車など他の交通機関との競争が始まり、鉄道も無煙化やエアコンの装備など、競争力の向上に努めることとなった。第二次世界大戦では国有化されることなく軍事輸送に努め、一時的に他の交通機関との競合が収まったこともあり、一息をつくことができた。
第二次世界大戦後は、自動車や航空機への旅客と貨物の逸走が激しくなり、鉄道に対する規制政策が古い時代の考えのままで続けられた事もあって、鉄道の経営は深刻な状態となっていった。1970年代には大きな鉄道会社が次々に経営破綻し、連邦政府の資金を投じて救済しなければならなくなった。これを受け、1971年には不採算となっていた旅客輸送を連邦政府管理下に移管する形でアムトラックが発足。1980年代には鉄道に対する規制緩和が実施され、これにより運賃設定の自由などを得た鉄道は再び貨物輸送で活気を取り戻していく事となった。

## アメリカにおける鉄道の創業

### アメリカの鉄道前史

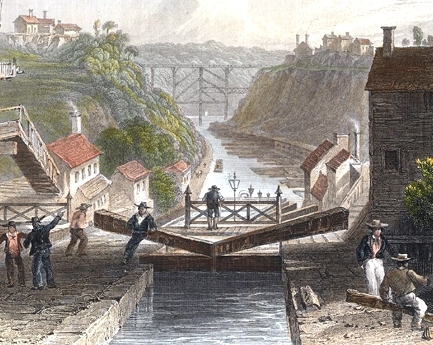
エリー運河

アメリカ合衆国は18世紀後半にイギリスの支配から独立したが、人口は東部に集中しており、1790年の第1回国勢調査では人口約392万9000人、最大の都市はニューヨークで人口約33,000人と、工業も未発達な弱小国に過ぎなかった。歴史のあるヨーロッパと異なり、開拓が始まってからの歴史が短いアメリカでは、道路や運河も未発達で、交通網は極めて劣悪な状態に置かれていた。19世紀初頭の時点でニューイングランドにおいてのみ道路網が発達しており、主要都市を結んで郵便馬車の運行が行われていた。しかしそれ以外の地方では道路網は貧弱なもので、水路が主な交通路として利用されていた。このことは現代のアメリカ英語にも名残があり、「輸送する」をイギリスでは"to transport"と言うのが普通であるのに対して、アメリカでは"to ship"（ship = 船）という言葉を使うのが普通である。こうした状況で新たに入植してくる人は、自分の入植する土地まで大変な旅行をして到達した後は、そこから外へ出ることなく一生を終えるというのが一般的であった。独立後のアメリカではこうした状況から、徐々に交通網の整備が進められていった。
まず道路網は、伝統的に各州に整備がゆだねられていたが、アパラチア山脈の西側にも州が設置されるようになると、こうしたまだ弱小の州は連邦政府に頼るところが多くなり、1811年になり連邦政府は自ら道路網の建設を開始することとなった。最初に建設された道路はメリーランド州カンバーランドとウェストバージニア州ホイーリングを結ぶカンバーランド道路と呼ばれる、馬車の走行を想定した舗装道路であった。これをきっかけとして次第に道路網が建設されていった。
一方、ニューヨーク州知事を務めたデウィット・クリントンの肝いりで、ニューヨーク州のハドソン川沿いの町オールバニとエリー湖に面するバッファローの間を結ぶ全長363マイル（約581 km）のエリー運河が建設され、1825年に開通した。ニューヨークとバッファローの間の輸送には、それまで1トンあたり100ドルの費用と20日の時間を要していたが、エリー運河とハドソン川を経由することにより1トンあたり5ドルの費用と6日の時間で済むようになり、五大湖地方と大西洋の間の交流が促進され、ニューヨークが東部第一の都市として発達することを決定付けた。
またロバート・フルトンは1807年に最初の蒸気船を送り出した。蒸気船は外洋の航路ではたちまち帆船を置き換えていった。一方アメリカにおいては、蒸気船は平底外輪船として内陸水路の航行に広く用いられるようになった。この内陸水路航行用の蒸気船は「川蒸気」と呼ばれる。川蒸気によりミシシッピ川やオハイオ川などが重要な交通路となり、アメリカの開拓の推進に大きな役割を果たした。

### 蒸気機関車以前の鉄道

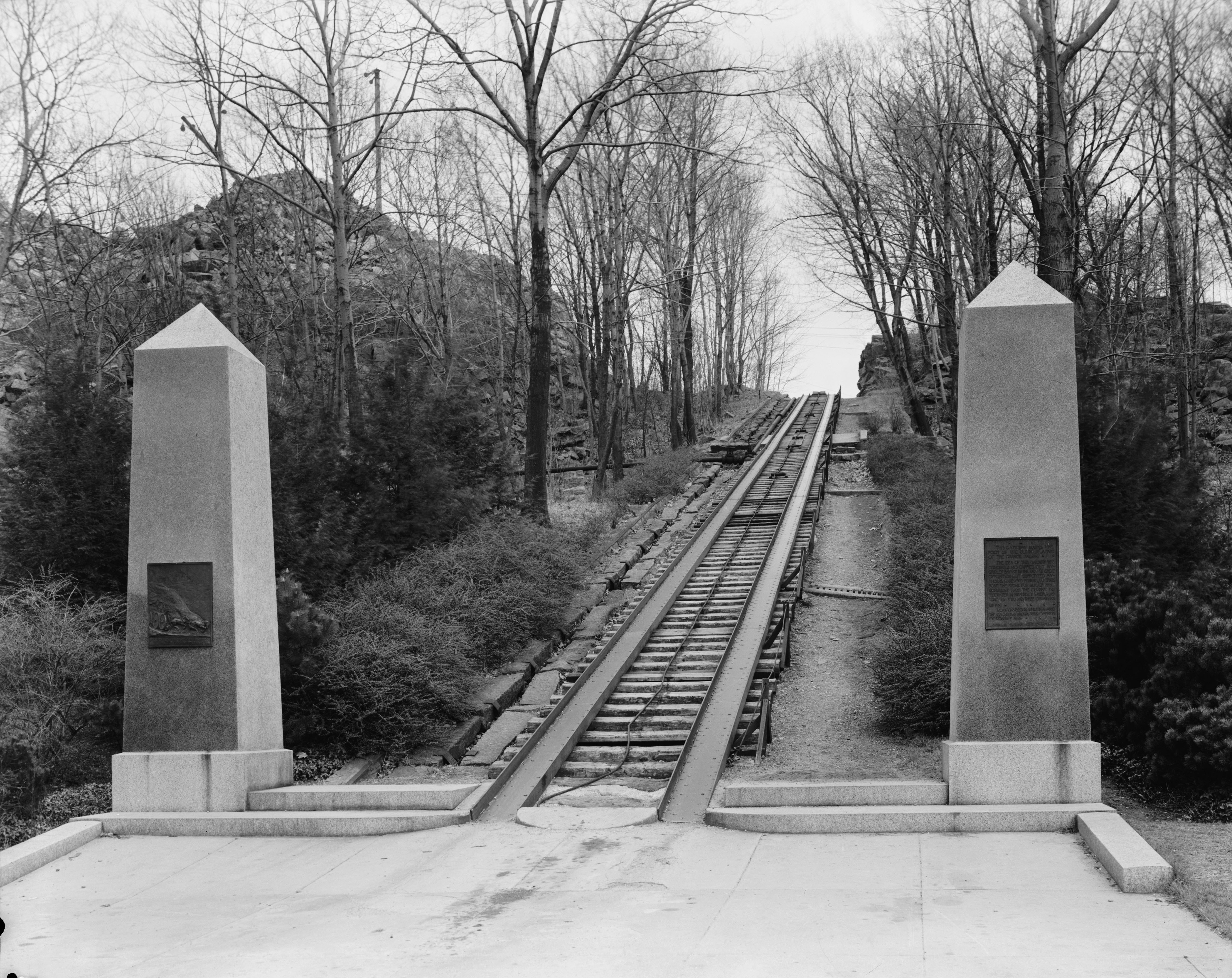
グラニット鉄道のインクライン

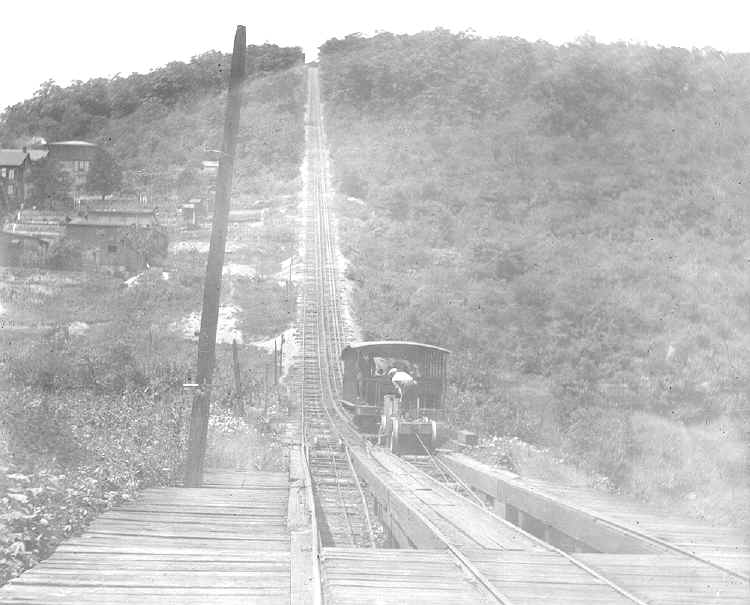
モーク・チャンク・スイッチバック鉄道、ピスガ山付近

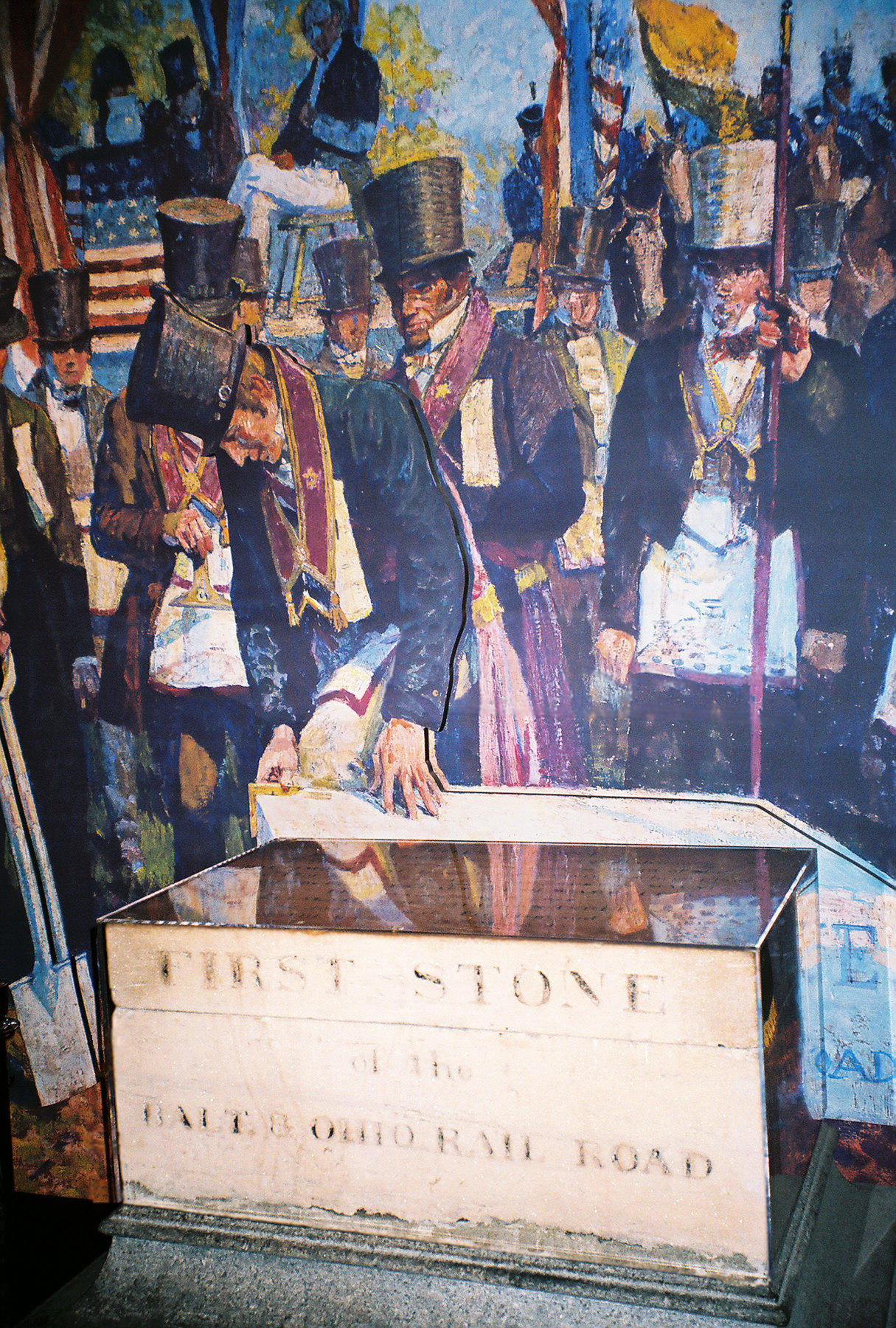
ボルチモア・アンド・オハイオ鉄道の起工式を描いた絵画

アメリカでは、蒸気機関車が発明される以前に既にレールと車輪を組み合わせた輸送機関が存在していた。マサチューセッツ州のボストンにおいて、ビーコンヒルという丘で焼かれた煉瓦や陶磁器を運搬するために1795年頃に木製のレールが敷かれていた記録がある。これは牛車や馬車が通行するためのものであった。1809年にはフィラデルフィア近郊のグラムクリークに石材輸送用の鉄道が、1811年頃にはバージニア州リッチモンド近郊のフォーリングクリークに火薬工場の輸送用の鉄道が敷設されるなど、機械的な動力によらない短区間の鉄道が次第に建設され始めていた。
一般に「アメリカ最初の鉄道」とされているのは、マサチューセッツ州クインシーに建設されたグラニット鉄道である。それまでにあったような工場などに付属する鉄道ではなく、鉄道を運営するための会社としてグラニット・レールウェー・カンパニー (Granite Railway Company) が1826年3月4日に設立された。グラニットは花崗岩という意味で、石材の積み出し用の鉄道であった。1826年4月1日に着工し、10月7日に開通した。技術的にはグリッドリー・ブライアントが担当した。路線にはほとんど曲線がなく、緩い登り勾配の区間と、終点にケーブル牽引によるインクライン区間があった。石の枕木の上に木製のレールを敷き、これに鉄製のストラップを取り付けてあった。ただし、公道と交差する場所およびインクライン区間では石材製のレールが使われていた。軌間は5フィート（1,524 mm）であった。車輪も木製で周囲に鉄製ストラップをまきつけてあった。牽引は馬によっていた。石材を積む貨車は大きな車輪を備えており、2軸の車軸で台枠を支え、荷台は台枠の上ではなく下に鎖で吊り下げられていた。荷台をまずレール間に置いてこれに石材を載せ、貨車をその上に移動させてきて、台枠に設置されたウインチで鎖を巻き上げて荷台を持ち上げる仕組みであった。この鉄道はバンカーヒル記念塔の石材を運搬するために用いられるなど、成功裏に運用された。
続いて、ペンシルベニア州モーク・チャンク（Mauch Chunk、1953年に改称されてジム・ソープとなる）で石炭輸送用の鉄道が建設され、1827年5月に完成した。この鉄道は、リーハイ川に面するモーク・チャンクと、炭鉱のあるサミット・ヒルを結ぶ重力式鉄道であった。モーク・チャンクからサミット・ヒルへは登り勾配になっており、ラバが貨車を牽いて引き上げる。サミット・ヒルでは貨車に石炭を搭載し、さらに貨車のうちの1両にラバを乗せて、制動手が手作業でブレーキを掛けながら下り勾配を重力で走ってモーク・チャンクへ戻った。ローラーコースターのような仕組みの鉄道である。レールは初めて鉄製のものになり、イギリスから輸入された。軌間は3フィート6インチ (1,067 mm) で、ジョザイア・ホワイトによる指導で建設され、リーハイ炭鉱汽船が鉄道を運営した。
1844年になり、従来の路線を下り線として、別に上り用の線を増設する複線化が実施された。この際に、ピスガ山とジェファーソン山に定置式蒸気機関を備えたインクラインが設置されて、獣力による運行を廃止した。モーク・チャンクからまずピスガ山の山頂に設置された蒸気機関によるケーブル牽引で貨車をピスガ山に引き上げ、そこからジェファーソン山の麓まで重力で走行する。さらにそこでジェファーソン山の山頂に設置された蒸気機関によるケーブル牽引で貨車をジェファーソン山に引き上げ、そこからサミット・ヒルまで重力で走行した。帰りは従来からの線路を使ってまっすぐモーク・チャンクへと帰着した。この際に、ピスガ山の山頂からジェファーソン山の麓までは、直接結ぶと勾配が急になりすぎることから、スイッチバックが採用された。貨車が下り勾配を下ってくると、やがて水平になり、登り勾配になっている区間に入って止まり、そこで逆に走り始める。途中にある分岐器がその間に切り替わっており、今度は別な線路に入ってさらに下へ下っていく、というジグザグの線路が採用されていた。このことから、この鉄道はモーク・チャンク・スイッチバック鉄道と呼ばれていた。
3番目の鉄道はデラウェア・アンド・ハドソン鉄道であった。当初はデラウェア・アンド・ハドソン運河会社の名前で、ペンシルベニア州カーボンデールに発見された炭鉱からの石炭を搬出するために、デラウェア川とハドソン川を結ぶ運河を建設した。この運河の起点ホーンズデールまでムーシック山脈を越えてカーボンデールからの石炭を運び出すために、全長約27 km、軌間4フィート3インチ (1,295 mm) の重力式鉄道が建設され、1829年10月9日に開通した。主任の技師を務めたのはジョン・ジャービスであった。当初の路線では、カーボンデールからムーシック山脈の山頂へ向かって5つのインクラインが、そこからホーンズデールへ下る区間に3つのインクラインが設置されていた。カーボンデールから登る区間では定置式蒸気機関により貨車を牽引し、ホーンズデールへ下る区間では、石炭を積んだ貨車が勾配を下る力を利用して空車の貨車を引き上げるケーブルカーのような構造になっていた。後にカーボンデールより西へも延長され、また双方向の路線を完全に別路線に分離して多数の定置式蒸気機関によるインクラインが設置されるなど、大規模な重力式鉄道へと発展していった。
アメリカで最初に一般営業を始めた鉄道は、ボルチモア・アンド・オハイオ鉄道であった。これ以前の鉄道は特定の物品を運ぶためのものであったが、ボルチモア・アンド・オハイオ鉄道は運賃さえ払えば誰でも利用することのできる鉄道であった。これはエリー運河の開通によって、西部との交通がニューヨークへ集まってしまったことに危機感を抱いたボルチモアの商人が、アレゲーニー山脈を越えて西部への運河を建設することが技術的にほとんど無理であったことを解決するために鉄道建設に至ったものであった。1827年2月28日にメリーランド州の特許を得て、1828年7月4日に着工に至った。起工式ではアメリカ独立宣言の署名者で当時唯一生存していた、92歳のチャールズ・キャロル・オヴ・カロルトンが鍬入れを行い、「これは独立宣言への署名に次いで、私の生涯で2番目に重要な出来事だ」と語った。しかしこの鉄道が営業を開始した1830年5月24日の時点ではまだ馬の牽引であった。

### 蒸気機関車牽引による鉄道

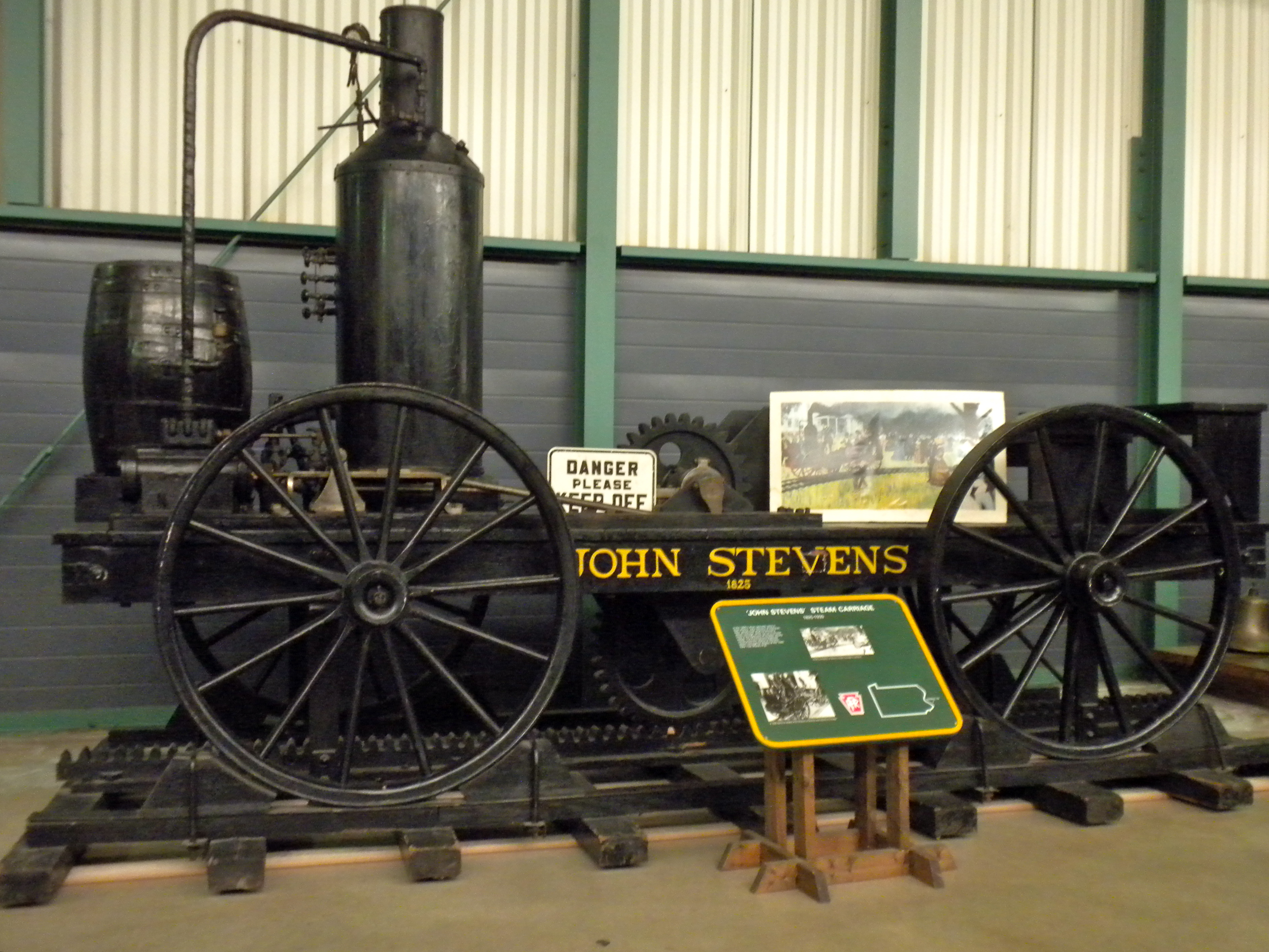
ジョン・スティーブンスの造った蒸気機関車のレプリカ

ニュージャージー州ホーボーケンに住んでいた元陸軍大佐で弁護士・技術者・発明家であったジョン・スティーブンスは、蒸気鉄道の導入を提唱し、1815年にはニュージャージー州の州議会から鉄道建設の許可を取り付けた。1823年にはペンシルベニア州の州議会からも鉄道建設の許可を取り付けたが、反対も強く、また鉄道建設に必要な資金を集めることができなかった。そこで、スティーブンスは1825年に自宅の庭に円形の線路を敷いて、自力で開発した蒸気機関車を走らせた。これは線路に設けた突起に機関車の歯車を噛み合わせて前進するラック式鉄道で、最高速度は19 km/hほど出した。これがアメリカにおいて最初に走った機関車である。

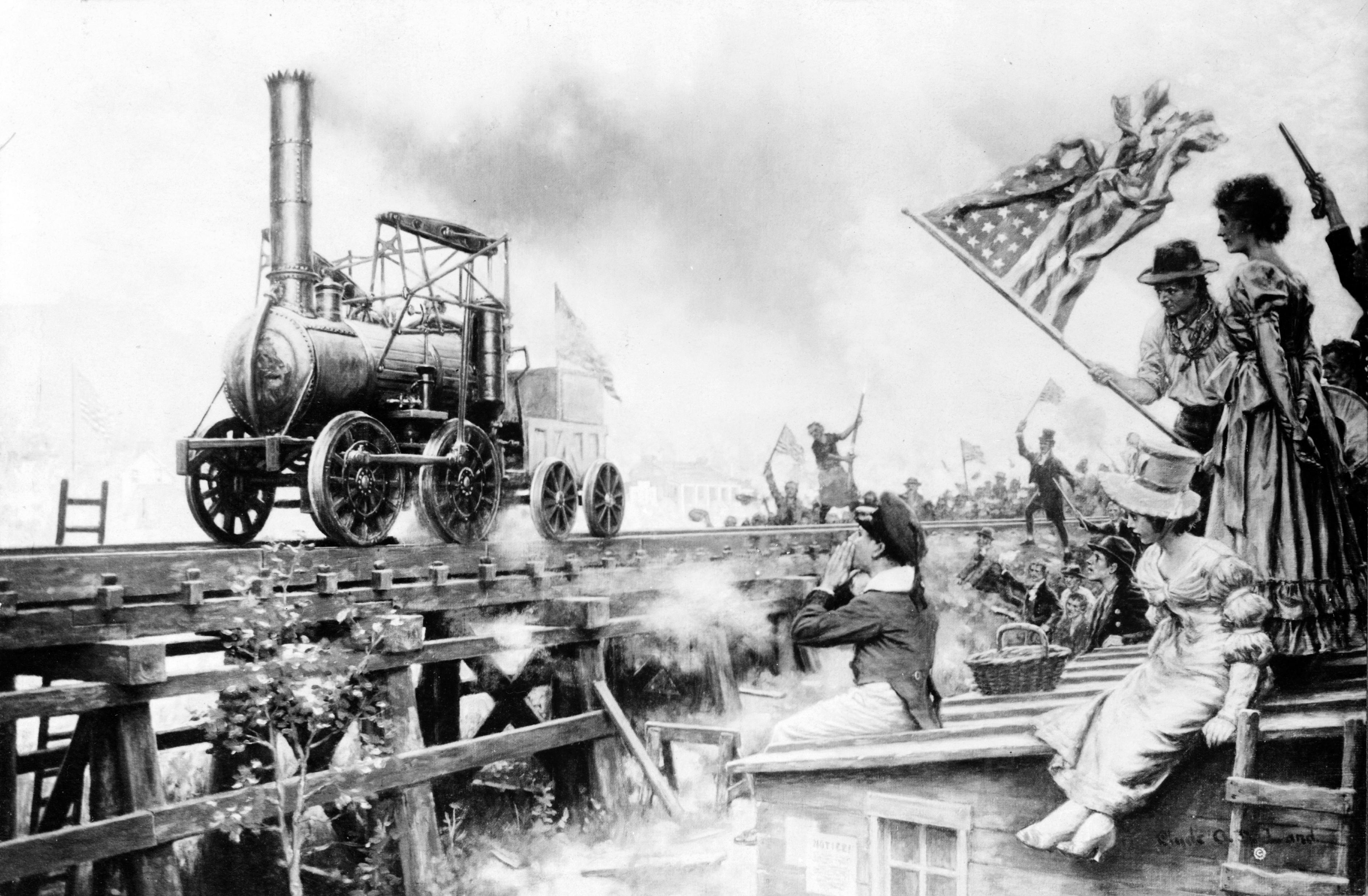
スタウアブリッジ・ライオンの試運転、1916年頃の絵画

イギリスでは次第に蒸気機関車とそれによる鉄道が発達しつつあり、この時期にイギリスに視察に行ったアメリカ人の報告により次第にアメリカでも蒸気鉄道への理解が深まりつつあった。重力式鉄道を建設したデラウェア・アンド・ハドソン鉄道でも、インクラインの間にある平坦な区間において牽引に馬ではなく蒸気機関車を用いることを計画した。このためにジョン・ジャービスは部下の技術者であるホレイショ・アレンをイギリスへ送った。アレンはイギリスで、蒸気機関車の実用化をしたジョージ・スチーブンソンと面会し、ストックトン・アンド・ダーリントン鉄道を見学した。そしてロバート・スチーブンソン・アンド・カンパニーに1両、フォスター・ラストリック・アンド・カンパニーに3両の蒸気機関車を発注してアメリカに持ち帰った。ロバート・スチーブンソン製の機関車は「プライド・オブ・ニューカッスル」(Pride of Newcastle)、フォスター・ラストリック製の機関車は「デラウェア」(Delaware)、「ハドソン」(Hudson)、「スタウアブリッジ・ライオン」と名づけられたが、デラウェアとハドソンについてはその後の記録が残っておらずはっきりしない。またプライド・オブ・ニューカッスルも、解体されて部品取りに使われたものと考えられている。実際にデラウェア・アンド・ハドソン鉄道で走ったのはスタウアブリッジ・ライオンで、1829年8月8日のことであった。機関車の性能は良好であったが、木製のレールや橋梁は機関車の重量に耐えられず、とても実用には耐えないと判断されて、デラウェア・アンド・ハドソン鉄道での蒸気機関車の使用はこの時点では見送られてしまった。
アレンは、蒸気機関車購入の条件として、重量五トンまでとの指示を受けていたが、届いたスタウアブリッジ・ライオン号は、7.5トンあった。このため、試運転の前から、線路を壊す危険を承知で、他に犠牲者を出さないようにと、アレンが、一人で、運転をした。結果、線路は壊れた。
スタウアブリッジ・ライオン号は、その後、野ざらしにされ、売りに出されたが、買い手がつかず、車輪を外して、ホイラーとして使われた。のちに、回収されて、リストアされ、現在は、スミソニアン博物館にあるとされる。
一方ボルチモア・アンド・オハイオ鉄道では、曲線がきついことから蒸気機関車の利用は不可能であるというジョージ・スチーブンソンの意見により馬の牽引で開業していた。しかし実業家で政治家でもあるピーター・クーパーは、購入した蒸気機関を搭載した機関車を試作してみた。この機関車は「トム・サム」という名で、1830年8月に試運転を行った。これは、アメリカで一般営業をする路線において初めて走行した機関車となったが、まだ試作・試運転に留まり、営業運行には用いられなかった。馬が牽引する列車との競走を1830年8月25日に行い、トム・サムは故障のために馬に敗れはしたが、蒸気機関車が実用に足ることを示し、またスチーブンソンの意見に反して急曲線でも走行可能であることが分かった。このためボルチモア・アンド・オハイオ鉄道では翌年実用機関車を選定するコンテストを開催し、7月から蒸気機関車による定期旅客営業を開始した。

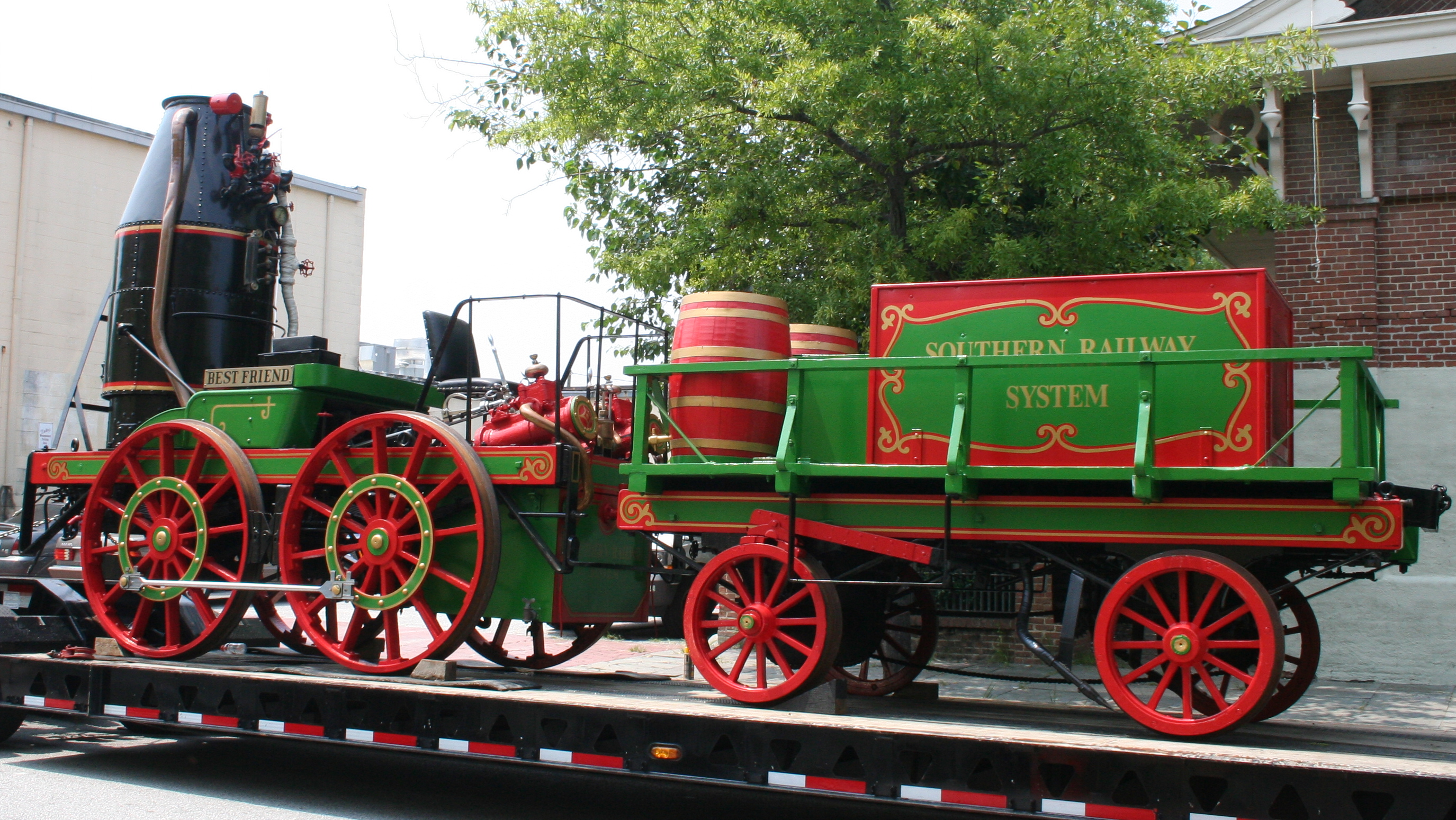
ベスト・フレンド・オブ・チャールストンのレプリカ

サウスカロライナ州においてサウスカロライナ運河鉄道でも蒸気機関車の運転を開始した。技師長はデラウェア・アンド・ハドソン鉄道から移ってきたホレイショ・アレンだが、アメリカで製造された蒸気機関車第一号の提案は、E.L.ミラー、設計は、C.E.デトモールで、ニューヨークのウェスト・ポイント・ファウンドリーに発注、製造させた。完成したのは「ベスト・フレンド・オブ・チャールストン」で、1830年12月25日に運転が開始された。この鉄道の軌間は5フィートで、これ以降南部の標準的な軌間としてしばらく使用された。これがアメリカで最初に営業運転に使用された実用蒸気機関車となった。
「ベスト・フレンド・オブ・チャールストン」は、1831年に、黒人機関士助手のミスから、ボイラー爆発事故を起こし、修理にまわる。この間、アレンが設計した、アメリカで製造された蒸気機関車第二号となる、「ウエスト・ポイント」が作られる。
修理を終えた「ベスト・フレンド・オブ・チャールストン」は、「フィニックス」と改名された。
こうして蒸気機関車が実用に用いられるようになると、アメリカ各地でその使用は広がっていった。1832年にペンシルベニア州・バージニア州、1833年にノースカロライナ州、1834年にケンタッキー州、1835年にワシントンD.C.・ロードアイランド州、1836年にフロリダ州・メイン州・ミシガン州・ウェストバージニア州、1837年にミシシッピ州・ジョージア州、1838年にコネティカット州・イリノイ州・ニューハンプシャー州といった州で蒸気鉄道の運行が開始され、1840年には鉄道の総延長が4,500 kmに達した。これは当時のヨーロッパのすべての鉄道を合計した距離の2倍にもなった。
鉄道の運行に必ずしも皆が好意的というわけではなく、特に鉄道の進出によって影響を受けることになる運河の所有会社からは激烈な反対を受けた。巨大な資本を投じて建設され、長年をかけて償還される運河は、建設に際してその地域の輸送を独占する免許を与えられて公共事業として保護されることが常であったため、鉄道の建設に対して訴訟を起こすなどして抵抗した。しかし実際には、特にかさばるばら積み貨物などに関しては長く鉄道より運河の輸送の方が運賃が低廉で、1854年時点で1トンを1マイル (1.6 km) 輸送するためにかかる費用は運河では1セント前後であったのに対して鉄道では2セントを超えており、鉄道網が発達しても依然として運河による輸送量は増加していた。とはいえ、鉄道は輸送速度が運河より絶対的に速く、緯度の高い地方にある運河は冬季に凍結して長期間輸送不能になることや、平地にしか建設できず支線網を伸ばすことが困難で、馬車との積み替えがどうしても発生することなど、鉄道の方が有利な点が数多くあり、旅客輸送や郵便物輸送、軽量な物品の輸送などから鉄道に転換していくことになった。一方一般の人々からも、事故に対する恐怖や沿線に火災を引き起こす、家畜が驚いて牛の乳の出が悪くなるといった理由を挙げて反発を受けることがあった。

## 鉄道網の拡大

### ミシシッピ川までの鉄道網の拡大
| 地域                         | 1830年 | 1840年 | 1850年 | 1860年 | 1870年 | 1880年 | 1890年  |
| ---------------------------- | ------ | ------ | ------ | ------ | ------ | ------ | ------- |
| ニューイングランド           | 0      | 513    | 2,596  | 3,644  | 4,326  | 5,866  | 6,878   |
| 大西洋岸北部                 | 30     | 1,280  | 2,722  | 5,993  | 9,973  | 14,245 | 18,596  |
| 五大湖周辺東部               | 0      | 198    | 1,018  | 5,934  | 8,319  | 14,307 | 21,719  |
| 大西洋岸中部                 | 10     | 651    | 958    | 2,650  | 3,013  | 4,691  | 9,032   |
| 中西部南部および大西洋岸南部 | 0      | 81     | 1,124  | 5,257  | 7,596  | 8,568  | 18,624  |
| 五大湖周辺中部               | 0      | 0      | 107    | 4,380  | 9,705  | 22,475 | 37,463  |
| 西部北部                     | 0      | 0      | 0      | 0      | 35     | 2,542  | 8,887   |
| 五大湖周辺西部               | 0      | 0      | 0      | 656    | 3,960  | 7,600  | 20,349  |
| テキサス周辺                 | 0      | 21     | 46     | 382    | 661    | 3,041  | 9,854   |
| 太平洋岸                     | 0      | 0      | 0      | 22     | 1,578  | 4,388  | 12,160  |
| アメリカ合衆国合計           | 40     | 2,755  | 8,571  | 28,920 | 49,168 | 87,724 | 163,562 |

蒸気機関車による鉄道が発達し始めると、まもなくそれは大きな利益の上がる事業であると判明し、鉄道への投資が殺到した。いわゆる鉄道狂時代（鉄道熱）である。これにより、アメリカ合衆国の東部では急速に鉄道網の整備が進み、1850年代までにミシシッピ川以東に路線網ができあがってきた。
エリー鉄道は、エリー運河と同様にニューヨークとエリー湖を結ぶことを目指して建設された。エリー鉄道は独特の特徴を持っており、故意に他の鉄道と異なる軌間を採用して連絡を拒絶することで輸送を独占すべく、6フィートの広軌を採用しており、また他の鉄道がまだ木製レールを採用していた時代にイギリスから輸入した鉄製のレールを使用していた。さらに木造のトレッスル橋を建設して全線を高架化することを目指した。このエリー鉄道が、鉄製レールの輸入費用を削減するために資金提供を行ってスクラントンに建設させた製鉄所が、アメリカにおける製鉄業の嚆矢となった。しかし1837年恐慌を受けて困窮し、さらにニューヨークで発生した大火により多くの線路を失ってしまい行き詰まった。1845年に再建され、高架で建設する方針を放棄して地上路線で建設を再開し、1851年にエリー湖に到達した。
ペンシルバニア鉄道は、ニューヨークやボルチモアが西部と結ぶ鉄道を建設し始めていたことに対抗してフィラデルフィアが計画したもので、フィラデルフィアとピッツバーグを結ぶことを目指していた。ボルチモア・アンド・オハイオ鉄道と同様に、アレゲーニー山脈を越える難所を抱えていたが、こちらはさらに標高が高く困難な工事となった。ガリツィントンネルやホースシューカーブなどの当時としては困難な土木工事を行い、1857年までにフィラデルフィアとピッツバーグが結ばれた。他社と連絡してシカゴまでの運行を確保し、大鉄道会社として発展していった。一方、ペンシルバニア鉄道と長く激しい競争を繰り広げることになるニューヨーク・セントラル鉄道は、もともとエリー運河への接続路線として建設された多くの群小鉄道を買収・合併してその間を連絡していくことによって、エリー運河と並行する鉄道路線を形成していくことによって発展した。こちらはペンシルバニア鉄道に比べて距離は長かったものの山を越える必要が無かったため、建設上も開業後の運行上も有利であった。
ミシシッピ川に初めて鉄道が到達したのは1854年のことであった。そしてそこに橋を架けて初めて越えた鉄道はシカゴ・ロック・アイランド・アンド・パシフィック鉄道で、1856年のことであった。しかしこの橋は、川を行く蒸気船が衝突して火災を起こし、完成して3週間で焼け落ちてしまった。この件は、橋が河川水運を妨害したとして訴訟となり、鉄道会社側の弁護士を務めたのは後に大統領になるエイブラハム・リンカーンであった。リンカーンは、船員が通常の注意を払ってさえいれば橋は障害とならないこと、鉄道にミシシッピ川の架橋を許可しなければ、西部の発展が大きく遅れることを論じて、鉄道会社の勝訴に貢献した。リンカーンはこの後も弁護士として、そして大統領として、鉄道の問題にかかわり続けることになる。
こうした鉄道網の整備に連邦政府はほとんど関与せず、規制も規格化も行わなかったため、民営の鉄道各社がそれぞれの思惑でそれぞれの規格により鉄道を建設することになった。このため、鉄道は2地点を結ぶのみで異なる鉄道路線との連絡への配慮がほとんどなく、同じ都市でも異なる場所に駅があるために、長距離を旅行する際は各都市で駅の間を馬車で移動するなどの手間がかかることになった。運賃や輸送手続きなどの制度も各社ばらばらで、旅客や荷主にとっては大きな負担となっていた。
軌間についていえば、ジョージ・スチーブンソンの定めた標準軌である4フィート8.5インチ (1,435 mm) を採用する鉄道が多かったが、各商業都市が市場となる土地を求めて建設した鉄道が多かったことから、相互連絡を故意に拒絶するためにあえて異なる軌間を採用する鉄道もあった。1871年の時点では実に23種類の軌間が存在しており、乗換や貨物の積み替えの便宜の必要性から主要な鉄道が標準軌に統一されたのは1887年になってからであった。
また鉄道ができるまで、各都市はそれぞれの地点において時刻を定めており（地方時）、標準時の考え方はなかった。したがって、近くにある都市でも数分の時差があることは珍しくなかった。人の移動がゆっくりであった時代には大した問題ではなかったが、鉄道によって各都市が短時間で結ばれるようになると大きな問題となり、特に鉄道会社にとってはダイヤグラムの編成上の困難があった。そこで、各鉄道はその鉄道会社の本社がある都市の時刻を「鉄道時刻」として定め、その会社の全路線で適用していた。本社所在地以外の駅では、駅の時刻と現地の時刻に時差が発生することになる。鉄道会社が多く乗り入れる都市ではそれだけ多くの鉄道時刻があることになり、例としてピッツバーグでは現地の時刻のほかに6つの鉄道時刻が定められていた。やがて、総合時刻会議 (General Time Convention) が開催されてアメリカを4つの時間帯に分割してその中では共通の時刻を採用する「鉄道標準時」が決められ、1883年11月18日からすべての鉄道がこの鉄道標準時によって運行されるようになった。多くの人々や工場が鉄道の時刻に合わせて行動するようになったことから自然にこの鉄道標準時の制度は社会へも普及していき、ついに議会も1918年に標準時法を制定して正式にアメリカ全土が鉄道標準時を採用することになった。また、総合時刻会議は後にアメリカ鉄道協会の母体ともなった。
人口が多く産業も比較的発展していたアメリカ合衆国東部では、完全に民間に任せておいても鉄道は利益が上がり、鉄道網が伸びていった。裕福な投資家が出資して鉄道会社を設立し、鉄道事業で利益を上げて償還するビジネスモデルが成立していた。しかし鉄道網の建設が西へ進むにつれて、次第に条件は悪化していった。そこで、鉄道会社への支援を行うために地元の州や町が建設費の一定額を補助し、あるいは開業後の免税特権を与えるなどの動きが出てきた。場合によっては公益企業として州や町の出資で鉄道会社が設立されることもあった。イリノイ州の政策に基づき州内を縦貫して建設されたイリノイ・セントラル鉄道では、初めて連邦政府も鉄道への支援に乗り出し、1850年に土地供与法が成立した。この法律では、鉄道を建設した会社に対して、その路線の両側一定幅の国有地を無償で供与する（土地供与）ことを定めていた。鉄道会社は線路を建設して連邦政府から国有地の無償払い下げを受け、この土地を開拓希望者に分譲することで土地の売却益を上げると共に沿線への人口と産業の定着を図ることになった。鉄道がなければ広大な土地もほとんど無価値であるが、鉄道を建設して適切な輸送サービスを提供すれば発展が望めることになり、定着した人口と産業はその鉄道の利用者となる。したがって、鉄道会社が利益を上げるためにはよい鉄道サービスを提供して沿線の発展に努める必要があり、これが自然と鉄道の公益性を発揮することが期待されていた。土地供与を受けた鉄道会社は競って移民の誘致に努め、これがアメリカの開拓を推進し、国力の発展につながった。一方で無償で連邦政府の財産を払い下げる制度は、数々のスキャンダルに見舞われることにもなった。
鉄道の建設は、アメリカの社会を大きく変えていった。広大な国土は鉄道によって短時間で結び付けられ、開拓が促進された。また鉄道会社はそれまでにない大企業であり、経営や労務などの点で初めてとなる制度を作っていき、資本主義的な仕組みの根幹を形成した。技術的な開発を促進し、特にレールに大量の鉄材を消費することから、製鉄業を中心とした重工業の発展を促した。そして多くの労働者を使用する最大の雇用先ともなり、移民が最初の就職先として鉄道会社を選ぶことも多かった。

### アメリカの鉄道の制度と資本
イギリスにおいては、初期から政府が鉄道に関与し、許認可と規制を行った。運賃制度や従業員の労働規則、旅客および貨物に関する営業規則などを法規制で定めて、運賃を一定の額以内に抑えることや、輸送契約は公示した営業規則に基づき、営業規則によらない個別契約を認めないことなど、社会全体にとっての公平性と公益性を重視した規制が行われていた。これに対してアメリカでは連邦政府が鉄道の営業に直接的な関与を行うことはなく、関連事項は州に任されていた。運賃の最高水準こそ各州で許認可が行われていたものの、会社ごとに多くの営業制度上の相違があって混乱をもたらした。しかしこうした混乱は政府の関与によって収束されるのではなく、概して大きな鉄道会社が小さな鉄道会社を買収するなどの形で、社内問題化して次第に解消が図られていった。
アメリカにおける鉄道の建設自体は、州政府が発行する特許 (Charter) に基づいて行われた。州によって制度は異なっていたが、鉄道会社に対してある経路での鉄道建設の独占権限を与えたり、運賃に対する規制を定めたりしていた。また既存の運河に与える影響を考慮して、貨物輸送への制限が設定されている場合もあった。ニューヨーク州ではエリー運河を保護するために、エリー運河周辺で運行している鉄道会社の旅客や貨物に対しても運河の通航料を払わせる立法をしたほどであった。多くの鉄道会社は資本が不足していたことから、州が貸付を行ってその後の株式募集への呼び水とすることも行われた。しかし鉄道会社の経営がうまくいかずに莫大な損失に終わることも多かった。特に1837年に発生した恐慌による影響は大きく、イリノイ州ではこの損失が高額な税金となって跳ね返り、移民の減少をもたらした。銀行の支払停止が相次ぎ、いくつかの州政府が対外債務の不履行に陥っても連邦政府が救済を拒否したことから合衆国の対外的な信用が崩壊した。
1840年代初期になるとこの恐慌から次第に回復して、再び土地と鉄道への投機が行われるようになった。鉄道は今度は州より地元の市や町の援助に頼って建設されるようになり、株式や鉄道債券の購入やそれに対する保証の供与、土地や設備の寄付、税金の免除などが行われた。実際に建設するつもりの無い経路を測量だけ行って、本来の予定線上にある町からの援助を吊り上げるといったことも行われた。土地を担保に株式を買う沿線の農民も多かった。しかし、計画を作って出資を集め、自分はその計画に建設業者として参加して建設費用を吊り上げることで莫大な収益を上げるが、鉄道は完成に漕ぎ着けられずに出資者に莫大な損失が残るような詐欺的な行為が横行した。建設途中の鉄道を完成させるためにはさらなる「犠牲者」を必要とすることになった。鉄道にまつわる汚職も広まった。1857年に再度発生した恐慌により、1マイルの線路も敷くことができずに倒産する鉄道会社も相次いだ。
アメリカの鉄道では、1840年代半ばには旅客輸送の利益を貨物輸送の利益が上回り、以降現代に至るまでずっと貨物輸送が鉄道経営の中心となっている。このため、鉄道旅客輸送は「男の乳房」であると言った鉄道経営者もいる。マイルあたりの賃率は安く、1880年時点でイギリスでは一等車で1マイルあたり4.42セントであったのに対して、アメリカでは2.18セントであった。しかしアメリカでは平均乗車距離が長いため、旅客の負担は軽いものではなかった。

### アメリカの鉄道の技術
アメリカの鉄道は、ヨーロッパの鉄道とは異なる技術的な特徴を備えていた。まず線路が大きく異なっており、ヨーロッパ、特にイギリスの鉄道が目的地へ向けてできるだけ直線的に建設されたのに対して、アメリカの鉄道は地形に逆らわずに曲がりくねって敷かれていた。労働力が相対的に安く土地代が高いイギリスでは、できるだけ土地を買わずに済むように最短距離で線路を敷こうとし、多大な労働力を投入してでも切通しやトンネル、築堤を建設した。これに対して土地代はただ同然であるアメリカにおいては、山や谷をできるだけ迂回して曲がりくねった線路を敷くことで建設費を安くしようとした。1857年にイギリス議会下院に提出された報告によれば、アメリカの鉄道の1マイルあたりの建設費用は、イギリスのそれの3分の1であったという。

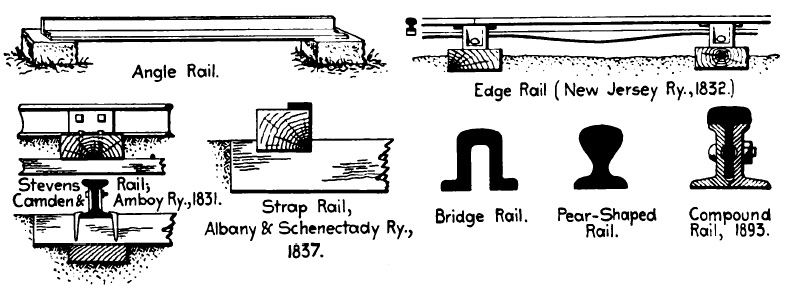
19世紀に使われていた各種のレール

この線路に敷かれていたレールはまだ鋼製ではなく、木製のレールの表面にだけストラップアイアン (strap iron) と呼ばれる薄い鉄の板を釘で打ち付けてあるものであった。この時代のアメリカの工業力では、すべて鉄でできたレールをまだ生産できなかったのである。また初期には石を敷いてその上にレールを並べていたが、これは費用が高くついたため、1830年代には枕木を使用してレールを止める現代でも見られる方式に移行した。レールはオークで作られていることが一般的で、表面に0.25インチ（約6 mm）ほどの厚さのストラップアイアンが貼り付けられていた。このレールは繰り返し使用されているうちにストラップアイアンを止めている釘が緩み、ストラップアイアンが外れて車輪に巻きついて車両を脱線させることがあり、酷いときにはストラップアイアンが客車の床を突き破って飛び出してきて、中の乗客を死傷させることすらあった。この現象はスネークヘッド（snake head、蛇の頭）と呼ばれて恐れられた。カムデン・アンド・アンボイ鉄道の技師長を務めていたロバート・スティーブンス（アメリカで最初の実験的な蒸気機関車を造ったジョン・スティーブンスの息子）は、現代の鉄道でも使用されている逆T字の形のレールを考え出し、イギリスの会社に発注して作らせて1831年に自社の路線に敷設した。これは安全性の点で大変な進歩であり、幹線鉄道に次第に普及していったが、財政的に余裕の無い鉄道は1860年代になってもまだストラップアイアンつきのレールを使っていた。スティーブンスが発明した逆T字レールはまだ鋳鉄や錬鉄によるものであったが、1856年にイギリスのヘンリー・ベッセマーがベッセマー法を開発したことにより鋼鉄の量産が可能になったことを受けて、1857年にイギリスのミッドランド鉄道から鋼圧延レールの採用が始まった。1890年には鋼製レールが全体の90%に達している。

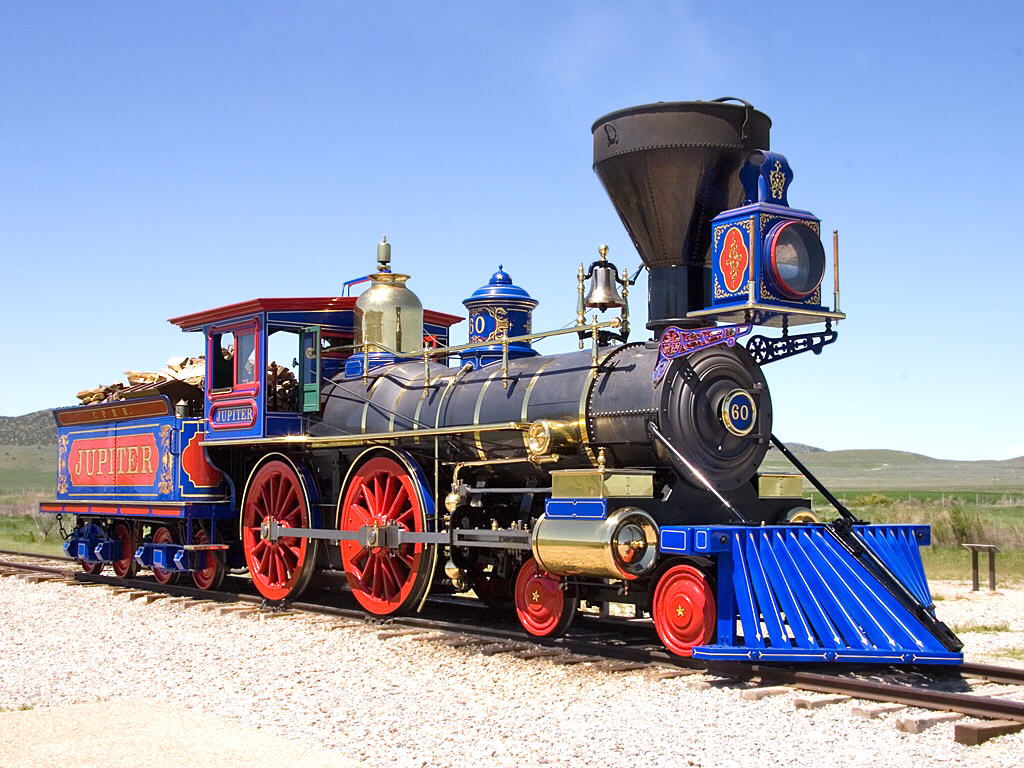
アメリカン型（車軸配置4-4-0）の機関車

一方鉄道車両は、この曲線が多く貧弱な線路に対応した改良をする必要があった。まず蒸気機関車について、この曲線を安定して走行することができる車両が求められた。イギリスでは規格のよい線路が前提とされていたため固定車軸、すなわち車体に対して車軸の向きが変わらないような機関車しか製造されていなかった。既に車体に対して向きを変えることができるボギー台車という発想はイギリスにあったが、必要が無かったために採用されていなかったのである。デラウェア・アンド・ハドソン鉄道からモホーク・アンド・ハドソン鉄道に移ったジョン・ジャービスは、ジョージ・スチーブンソンから学んだボギー台車の技術を適用した「ブラザー・ジョナサン」(Brother Jonathan) を1832年に試作した。この機関車では、前方に2軸のボギー台車を置いて曲線に合わせて首を振ることができるようにし、後方に1軸の固定車軸の駆動軸を配置した、車軸配置4-2-0の方式であった。前方に配置された回転できる「先台車」により、複雑な曲線でも安定して走ることができ、また先台車と固定車軸の間で重量配分を最適化する3点支持の構成を作ることで、線路に多少の歪みがあっても車輪が線路に吸い付くように走って脱線を防いだ。
ジャービスは、イギリスに既にボギー台車の発想があったことからこの発明に対して特許をとらず、アメリカの鉄道会社に広まっていった。しかし駆動力などで不満もあり、フィラデルフィア・ジャーマンタウン・アンド・ノーリスタウン鉄道 (Philadelphia, Germantown and Norristown Railroad) の技師ヘンリー・キャンベル (Henry R. Campbell) が、2軸動輪の機関車に2軸先台車を組み合わせた機関車を1837年に開発した。これが車軸配置4-4-0として開発された初めての機関車である。これには3点支持の工夫が入っておらず脱線が多かったので、ジョセフ・ハリソン (Joseph Harrison) がイコライザーによる3点支持の工夫と組み合わせた機関車を1839年に完成させた。これは大成功を収め、「アメリカン型」と呼ばれる典型的な機関車となって、アメリカの鉄道だけで25,000両を超えるアメリカン型機関車が使われることになった。この機関車は鉄道先進国とされていたヨーロッパにも輸出されている。これに薪を燃料として燃やすために飛ぶ火の粉を抑える太いダイヤモンド型の煙突や、線路に入り込む動物を避けるカウキャッチャー、ワゴントップ型ボイラーや棒台枠の採用といった要素が組み合わされて、アメリカの特徴的な機関車が生み出された。この機関車が19世紀後半のアメリカ史を支えたことから「アメリカは鉄道を創り、鉄道はアメリカを創った」とも呼ばれる。
この時代のアメリカの蒸気機関車は、薪を燃やして走るものがほとんどで、石炭を燃やすのが主流だったイギリスとは異なっていた。これは、広大なアメリカ大陸には無尽蔵に思えた豊富な森林資源があったためであった。
蒸気機関車の製造を担う機関車メーカーとしては、マサイアス・ボールドウィンが興したボールドウィン・ロコモティブ・ワークスが大手として発展した。ボールドウィンは1831年にレクリエーション目的の機関車を製作するところから参入し、煙管の工夫をして大きな蒸気の圧力を実現するなどして強力な機関車を製造することに成功して、会社を大きくしていった。やがてボールドウィンの会社は、世界最大の機関車メーカーとして成長することになった。
客車についても独自の工夫が見られた。もともとイギリスで実用的な鉄道の運行が開始された時点では客車にはあまり手がかけられておらず、馬車の車体を貨車に載せただけで使用していた。やがて輸送力が増強されるにつれて客車の車体は長くなっていったが、この馬車の車体をいくつも連結して長くしていく方式を採ったため、中は向かい合わせの座席ごとに部屋が別になっており、部屋ごとに外へ出る扉が付けられたコンパートメント式の客車となっていた。この頃、車内での車室間移動はまったく不可能であった。しかしアメリカの曲がりくねった線路では、固定車軸のままで客車を長く伸ばしていくことはできなかった。そこでここでもボギー台車が導入された。ボルチモア・アンド・オハイオ鉄道の技術者であったロス・ワイナンズが1834年にボギー台車を装備した客車の特許を出願し、これは1840年代にはアメリカの鉄道において標準的なものとなった。また車内の構造は馬車の延長から脱して、中央に車内を貫通する通路を配置し、その両側に座席が並ぶ、現代の鉄道に見られるオープンサルーン形式の客車が生まれた。車内を自由に移動可能となり、ヨーロッパの鉄道で大きな問題となっていたトイレの装備も行われた。こうした形式の客車はヨーロッパでも知られるようになったが、車内の静穏を乱すとして反発があり、ヨーロッパにおける普及は大きく遅れることになった。これは階級差別が少なく民主主義の発達したアメリカという社会の影響であるとの指摘がある。また、馬車の車体を発達させたヨーロッパの客車に対して、アメリカの客車はアメリカにおいて大きな役割を果たしてきた川蒸気の船室から影響を受けて発達したとも考えられている。
安全運行のための仕組みは未熟であった。電信技術はまだなかったので、列車を運行するに際して事前に駅間で打ち合わせる方法は無かった。したがって現代の鉄道において安全の基本原則である閉塞を実現する方法も無かった。単線の鉄道では、基本的に時刻表にしたがって列車は走り、もし駅間で対向列車に遭遇したら、行き違い駅まで後退して戻るという運用が行われていた。これは列車がまだ低速であったために実現できた方法で、仮に正面衝突しても軽い負傷で済むことが多く、死者は珍しかった。しかし次第に列車は重くなり高速化し、1850年代に入ると事故の犠牲者はうなぎのぼりに増えていった。1851年に初めてエリー鉄道で電信による駅間での事前打ち合わせが採用された。このときにエリー鉄道と協力して電信線を引いた会社が、後に電信で大企業となったウエスタンユニオンであった。しかしそれでも事故は減らず、本格的に事故の対策が進むのは19世紀後半の技術的な進歩を待つことになった。

## 南北戦争と鉄道

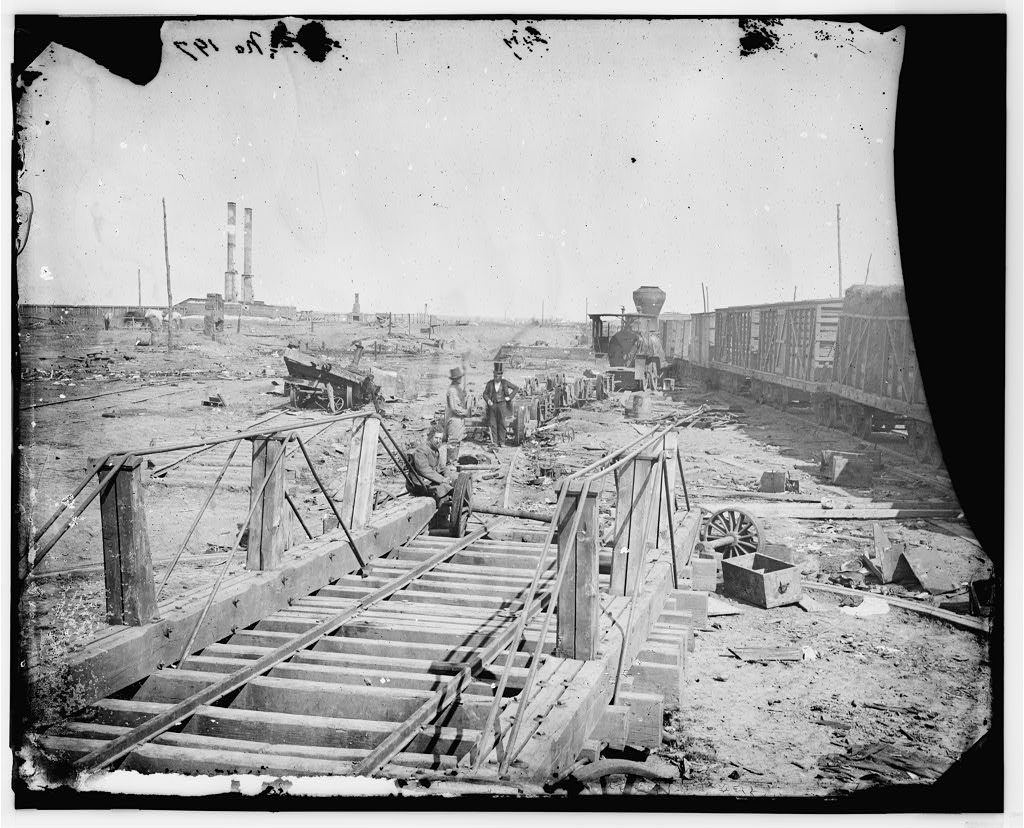
撤退する南軍が破壊していったオレンジ・アンド・アレクサンドリア鉄道 (Orange and Alexandria Railroad)、バージニア州マナサス

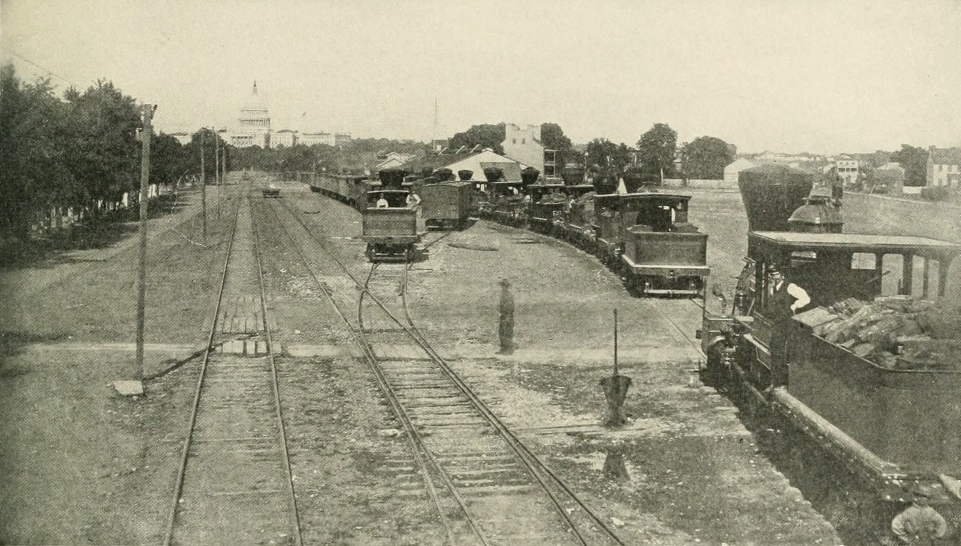
南軍の手に落ちるのを避けるためにワシントンD.C.の防衛線の内側に集められた機関車

19世紀半ばのアメリカでは、工業が発達して保護貿易を望んでいた北部と、プランテーション農業が産業の中心で輸出のために自由貿易を望み、大農場での労働力確保のために奴隷制の維持を主張する南部が対立するようになっていった。北部の主張に基づく政策を唱えたリンカーンが1861年に大統領に当選するに至り、南部諸州はアメリカ合衆国から脱退してアメリカ連合国の結成を宣言し、南北戦争が開始された。
南北戦争では、実用化されて間もない鉄道と電信の技術が大きな役割を果たした。それまで、軍隊を集結させるにはまず伝令を送って命令を伝え、それから徒歩や騎乗で兵士が移動してきて、さらに休息を取ってからようやく軍事行動が可能となっており、移動距離にもよるがかなり長い時間がかかっていた。しかし電信は一瞬で命令を伝達し、さらに鉄道は大きな兵力を極めて短時間で移動させて、しかも疲れないので休息なしに即時の軍事行動を可能とした。イギリスやプロイセン王国などは観戦者を送り込み、南北戦争の様相がその後20世紀半ばまでの軍事行動の基本となった。このため南北戦争は"The First Railroad War"とも呼ばれる。
しかし南北の鉄道には大きな差異があった。これは南部では農業中心の経済であったため、農村と輸出港を結ぶだけの交通路があれば十分で、それも雪や凍結に悩まされることが少ない南部では水路の船や馬車で十分なことが多く、北部ほど鉄道への要求が強くなかったことが理由として挙げられる。開戦時点で北部には約21,000マイル（約33,600 km）、南部には約7,000マイル（約11,200 km）の鉄道があり、3倍に達する延長距離の差があるだけではなく、車両数にも大きな開きがあった。フィラデルフィアとピッツバーグを結ぶ北部の鉄道で使用されていた車両の数は、南部でもっとも鉄道が発達したバージニア州全体よりも多かった。鉄道網の構造でも、北部は乗換や積み替えなしに長距離を移動できるように統合されていたのに対して、南部は軌間がばらばらで何度も乗換が必要で、乗換駅は1マイル以上も離れたところに存在していることがあった。北部の鉄道では燃料の石炭への転換が進んでいたのに対して、南部ではまだ木材が燃料の主流であった。南部の鉄道は北部の発達した工業に全面的に依存しており、ほとんどすべての部品を北部からの供給に頼っていた。南部にはわずかに1つしか機関車工場がなく、数少ない修理工場も一部を除いて開戦後は武器や弾薬の生産に転用せざるを得ず、十分な予備部品の備蓄もなかった南部は鉄道の維持に苦しむことになった。線路も貧弱で、霜の害のあまりない南部ではバラストを敷設した軌道が少なくほとんどは地面に直接レールが敷かれており、レールも幹線でようやく鉄のレールが使用されていた程度で支線は多くがまだストラップアイアンつきの木製レールであった。レールの製造もほとんどできなかったために、戦争で破壊された鉄道を復旧するには重要性の低い路線を撤去してレールを持ってくるしかなかった。鉄道の途切れた場所をつなぐ法案は南部連合国の議会で承認を受けたものの、レールや労働力が不足し鉄道会社間の利害の対立もあってほとんど進まなかった。開戦時点でも南部の列車は25マイル毎時 (40 km/h) を超えることはまずなかったが、戦争終結時点では10マイル毎時 (16 km/h) で走るのがやっとになっていた。戦闘では互いに相手方の鉄道の破壊が行われたが、強大な工業力に支えられた北軍は迅速に鉄道を復旧することができた。
鉄道の統制においても南北には大きな差異があった。リンカーン大統領は新しい法律を制定して合衆国軍用鉄道を1862年に設立し、陸軍長官エドウィン・スタントンは合衆国軍用鉄道の最高責任者にダニエル・マッカラムを任命した。また、陸軍省に軍用鉄道の建設と運用を担当する局が設置され、その局長にかつてペンシルバニア鉄道の主任技術者を務めたハーマン・ハウプトが任命された。ハウプトが率いる部隊は破壊された鉄道を素早く復旧して前線にいる部隊への兵站を支えた。軍とハウプトの間で鉄道の指揮権や権限を巡って争いが起きることもあったが、次第に鉄道の運行に関しては軍の指揮官よりも鉄道の管理者の命令が優先されるべきとの慣行が確立されていった。北部の鉄道は戦争中であっても国有化されたわけではなく、それぞれが利益のために運営されていたのであるが、合衆国軍用鉄道の監督下に互いによく協力して軍事輸送を支えていた。一方南部では、もともとアメリカ連合国自体が中央政府からの干渉を少なくし各州の自治を尊重するという主張に基づいて作られたものであったため、新たに各鉄道の運営を監督・統合する組織を作ろうとする提案は手ひどい反対を受けた。必要に迫られて、主要な鉄道を国有化し鉄道の運営・建設・修復計画を統合するという法案にジェファーソン・デイヴィス大統領が署名したのは、アメリカ連合国が崩壊する寸前の1865年3月9日のことであった。
南北両軍とも鉄道と電信の活用が軍事行動において重要な位置を占めた。このため互いに相手の鉄道と電信を妨害しようとする活動も活発に行われた。南北戦争中最大の戦いと言われる1863年のゲティスバーグの戦いも、南軍のロバート・E・リー将軍が中西部の州からの食料供給を遮断することを狙って、鉄道の拠点となるこの地に侵攻したことから生起したものであった。しかし南部の鉄道網の不備は南軍の行動を大きく制約し、鉄道の輸送力が不足しているためにバージニア州の前線にいる兵士は飢えているのに、すぐそばのノースカロライナ州では積み上げられた食料が腐っていく状況で、食料の状況改善のために一部の部隊を分散させなければならないほどであった。
北軍のジェームズ・アンドリュースはスパイとして南部の支配地域に潜入し、その指揮下の部隊とともに南部側の蒸気機関車「ゼネラル号」を奪って逃走し、その行程で線路に対する破壊行為を企てた。車掌のウィリアム・ファラーは逆行運転の「テキサス号」を使ってゼネラル号を追いかけ、追跡を妨害するためにアンドリュースが貨車を線路上に放置したりレールを撤去したりしているところを乗り越えて、北部支配地域に逃げ込む前に燃料切れで立ち往生したところでアンドリュースの一団を捕まえることに成功した。アンドリュースにとって不運だったのは、直前に雨が降っていて木造の橋が濡れており、思うように火がつかず破壊に失敗したことであった。アンドリュースは後にスパイとして絞首刑となった。このエピソードは「機関車大競走」として知られる。
西部戦線を指揮する南軍のブラクストン・ブラッグ将軍は、北軍のウィリアム・ローズクランズ将軍の軍隊に押されてテネシー州チャタヌーガからの撤退を強いられた。ブラッグに援軍を送るために、南軍は843マイル (1,348.8 km) 離れたバージニア州ハノーバー・コートハウスから12,000人の兵士を鉄道で7日と10時間かけて輸送した。これにより形勢は逆転してローズクランズは撤退したが、一方でローズクランズも電信で援軍を要請した。この電信を受けて早速ゲティスバーグに駐屯していた部隊が援軍として送られた。こちらは25,000人の兵士が1,233マイル (1,972.8 km) の距離を14日で移動し、しかもこれには砲兵も含まれていた。鉄道以前であればゆうに3か月はかかったであろう兵力の展開をわずか2週間で終えて、北軍はローズクランズを救援することに成功した。このように南北両軍とも鉄道による兵力の機動を最大限に活用した。
1863年には南部の鉄道の荒廃は深刻となり、輸送には大変な時間を要するようになり始めた。機関車不足のために貴重な物資を積んだ貨車が側線に放置されたままとなり、一般の貨物輸送に障害が生じて鉄道員が輸送の引き受けにリベートを要求するような事態も発生した。軍は鉄道を管轄下に置こうとしたが、鉄道会社は州政府に訴えてこれを撤回させるといった衝突も発生した。大軍が一か所に集中すると食料不足は深刻となり、大量の食糧輸送が計画されたが、南部の荒廃した鉄道はその大輸送に耐えることができず、一般の旅客輸送の削減までが深刻に検討される事態となった。

シャーマン将軍の「海への進軍」、シャーマンの部隊が鉄道を破壊している

1864年になると、北軍の西部戦線指揮官であったウィリアム・シャーマン将軍は深南部への侵攻を開始し、南部経済の枢要地であるジョージア州アトランタを攻略してさらにサバンナまで海への進軍を実行した。この過程でシャーマンは肥沃なジョージア州を徹底的に破壊しつくしたが、本当に軍事的な偉業であったのはシャーマンの指揮する10万の兵力と3万の馬を支える兵站であった。南軍は撤退時に鉄道を徹底的に破壊して去っていたが、合衆国軍用鉄道は8,000人の人員を投入して迅速に鉄道を復旧していき、シャーマンの部隊への補給を継続した。この進軍により南軍の前線部隊への補給物資の供給線が絶たれ、アメリカ連合国の壊滅は時間の問題となった。

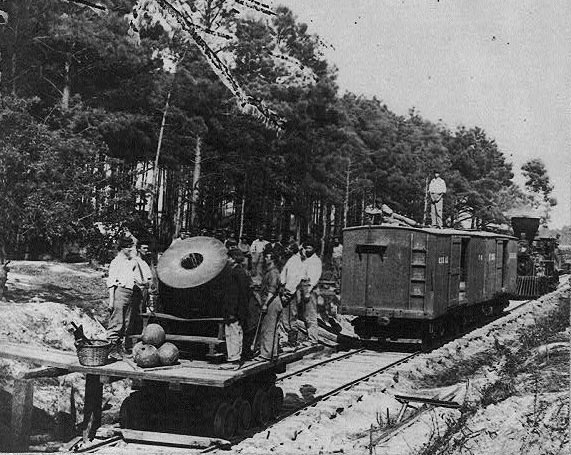
バージニア州ピーターズバーグを前に展開する13インチ列車臼砲「ディクテーター」、右後方に見える機関車はユリシーズ・グラント将軍の使用したもの

連合国の首都であったバージニア州リッチモンドへの入口となるピーターズバーグをめぐっては、リッチモンド・ピータースバーグ方面作戦が展開され、長期間にわたる塹壕戦となった。これは第一次世界大戦で広く用いられた塹壕戦のさきがけとなり、前線のすぐ手前まで鉄道による輸送が行われた。また砲を直接貨車に載せて前線へ投入することも行われた。有名なものが13インチ列車臼砲通称「ディクテーター」である。南北戦争を事実上終わらせることになったアポマトックス・コートハウスの戦いでも鉄道が重要な要素であった。追い詰められ、補給物資を至急必要としていたリー将軍の部隊は、補給品を運んできた列車が北軍の手に落ちたことで、降伏を決断することになった。
この戦争では、しばしば「鉄の馬」と称される機関車が、従来の戦争に不可欠であった馬匹にかわってその地位を占めたことが明確になった。それまでなら何週間も何か月もかかっていた機動が、鉄道ではわずか数時間で完了し、迅速に前線に兵力を送り込むことができた。鉄道は24時間365日いつでも利用できる交通機関であり、船のように天候や冬期の凍結に左右されなかった。馬車の輸送力では兵站は不完全で、兵士は占領地で広い範囲に散開して食料の徴発を行わなければならず、これは時間を浪費し占領地の荒廃をもたらし、しかも軍紀を乱すことにもなった。鉄道では常に食料と弾薬を十分に送り届けることができるようになり、こうした恐れは解消された。重い砲も配備することができるようになり、これは戦死者の増加をもたらすことにもつながった。
イリノイ州やアイオワ州などアメリカ合衆国中西部の諸州には、南部の主張に同情的な人々が多く、開戦時点で北部諸州は中西部諸州が南部につくのではないかと恐れていた。しかしこれらの州は鉄道で密接に東部の大都市と結ばれており、経済的に緊密な関係があったために合衆国に残留した。これらの州で生産される大量の食料は東部の大都市を支えると共に、南軍との前線で対峙する北軍へも潤沢に供給された。シカゴ・アンド・ノース・ウェスタン鉄道の開業を皮切りに、多くの鉄道が接続して大都市として発展し始めていたシカゴはこの食料供給の拠点ともなり、世界最大の市場のある都市としての地位を固めていった。鉄道が北部の連帯を固めた経験は、後にカリフォルニア州までを結ぶ大陸横断鉄道の構想へとつながっていく。
南部の黒人奴隷たちは、地下鉄道と呼ばれる秘密結社を通じて自由を求めて北部へ逃亡していた。この地下鉄道は物理的に地下を走っているわけではなく、逃亡中の隠れ家を駅、案内する人を車掌、逃亡する奴隷を乗客などと鉄道用語で呼んだことから来ている。

## 西部開拓と大陸横断鉄道

### 最初の大陸横断鉄道

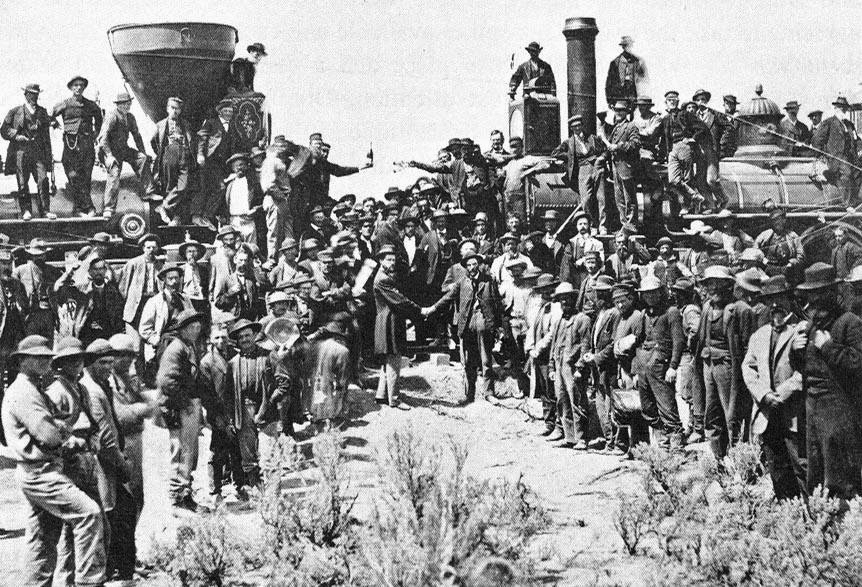
1869年5月10日の大陸横断鉄道開通式

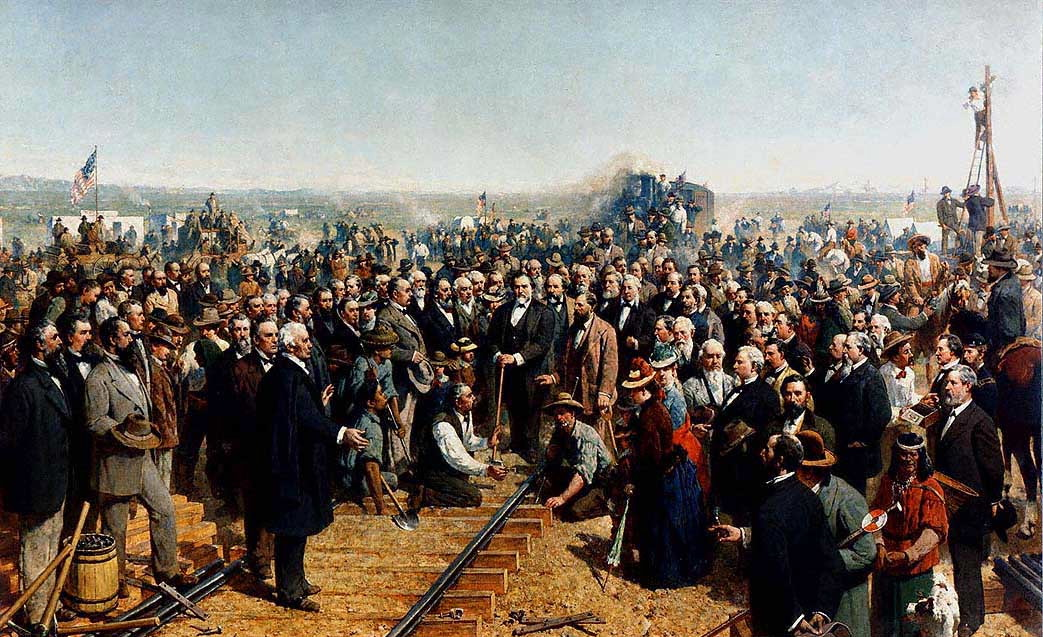
トーマス・ヒルによる絵画"The Last Spike"（1881年）、線路上に集まった群衆は両社の重役・関係者で、その中にジュッダの姿も描かれている

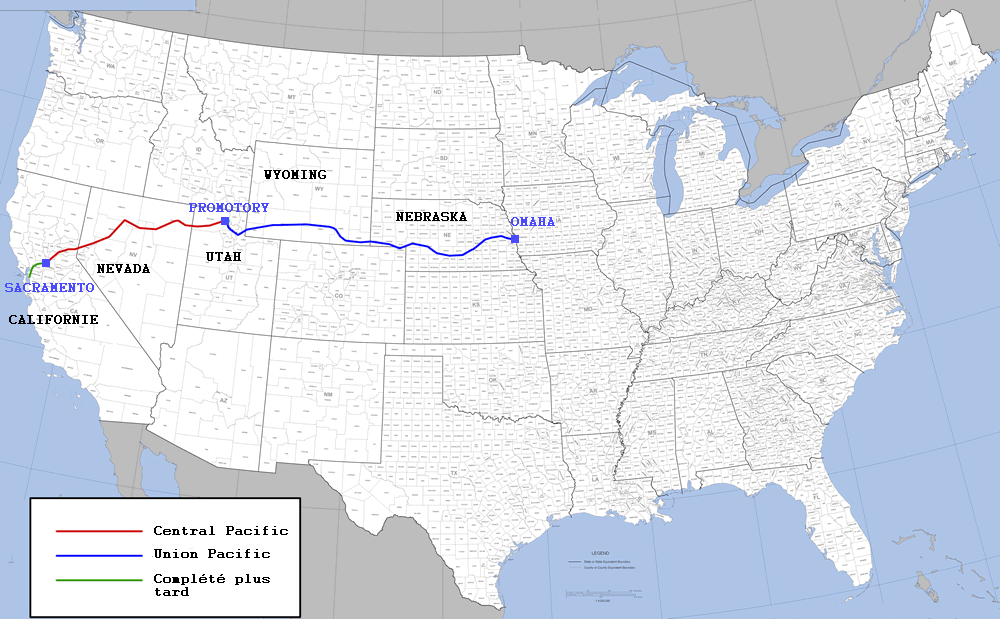
建設された大陸横断鉄道、青線がユニオン・パシフィック鉄道、赤線がセントラル・パシフィック鉄道、緑線は後に追加で建設された区間

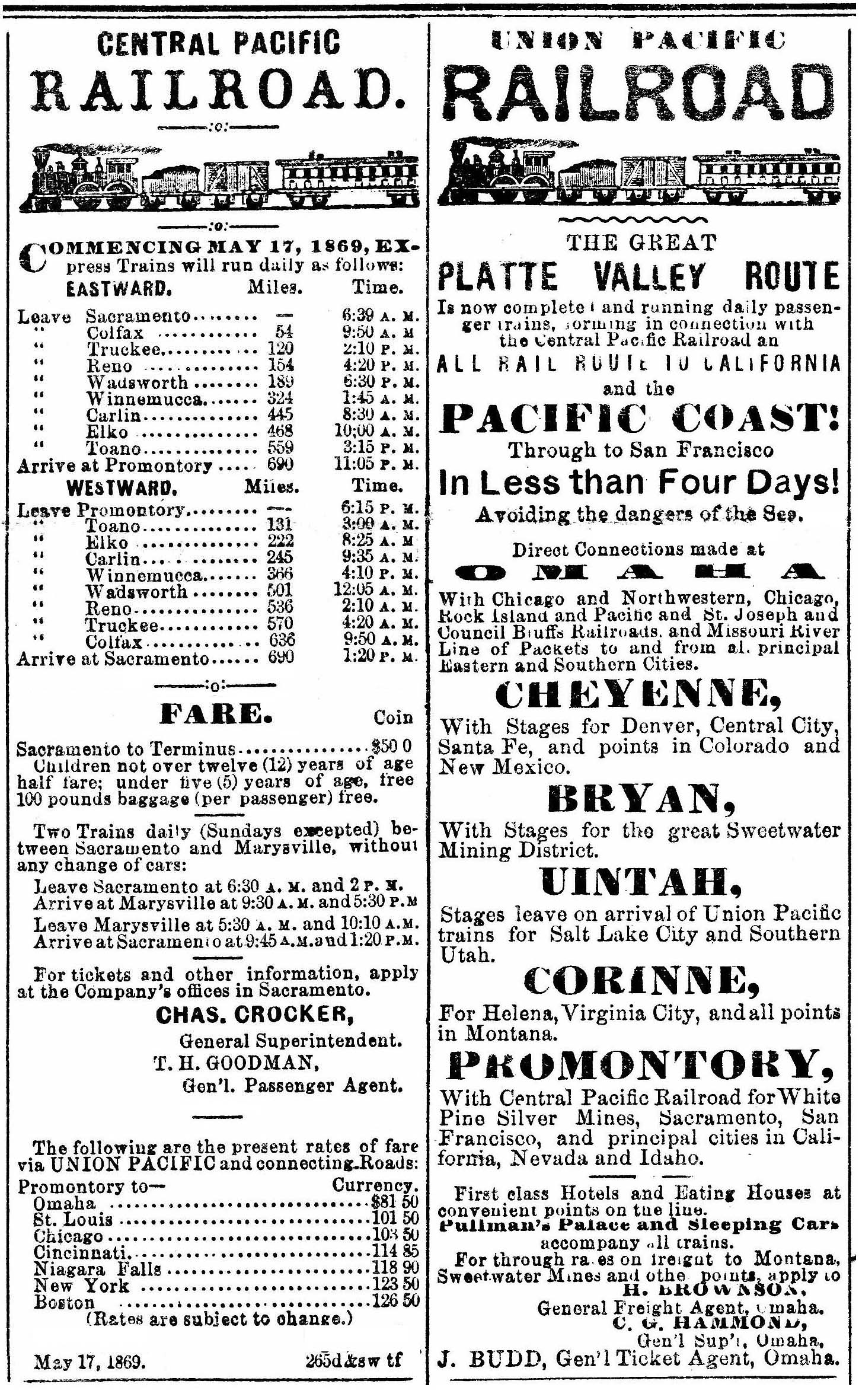
セントラル・パシフィック鉄道とユニオン・パシフィック鉄道による大陸横断鉄道の広告

南北戦争が終わると、アメリカは経済成長の時代を迎えた。戦争で荒れ果てた南部にはレコンストラクションの政策が採られ、復興事業が進められた。この過程で遅れていた南部の工業化も進んだ。ヨーロッパからの移民は続々と到着し、ミシシッピ川より西への入植も進んだ。南北戦争中の1862年にホームステッド法が成立して、入植して開墾を進めた農民に対して無償で国有地の払い下げが行われることになり、これが開拓をさらに推進することになった。鉄道はこの開拓を進める交通手段として重要な役割を果たした。鉄道は西部の農村と東部の大都市を結び、農村で生産された農作物を大都市に供給するとともに、東部の工業地帯で生産された工業製品を農村に供給した。
1849年にゴールドラッシュが発生したカリフォルニアでは人口が急増しており、サクラメント・バレー鉄道が建設された。この鉄道の技師長を務めたセオドア・ジュッダは、「クレイジー・ジュッダ」のあだ名があるほどの人物で、東部において数々の難工事を成し遂げて鉄道の建設をしてきた実績があった。彼は、最終的に大陸横断鉄道を建設する野望を持ってカリフォルニアに赴任してきたが、当初は政府にまったく相手にされなかった。しかし南北戦争が勃発すると、カリフォルニア州を北部に留めておくことは連邦政府にとって重要な課題となり、ジュッダの提案はワシントンでも大きく取り上げられるようになった。政府ももともと大陸を横断する鉄道の予備的な調査は行っており、北部・中央部・南部の3つのルートを検討していたが、既に集落がいくつかできており土地も平坦な南部ルートは、アメリカ連合国となった奴隷州を通過するため政治的に問題があった。北部ルートは人口があまりに少なくかつ地形も峻険であったため、最終的にネブラスカ準州オマハからカリフォルニアへ向かう中央ルートが選択されることになった。南北戦争中の1862年7月1日に、リンカーン大統領は太平洋鉄道法に署名した。この法律により、オマハから西へ向けて鉄道を建設する会社としてユニオン・パシフィック鉄道が設立された。この「ユニオン」は南北戦争において北部をあらわすUnionから来ている。これに対して南部のことはConfederacyと言った。カリフォルニアを北部につなぎとめるために、北部全体としてのプロジェクトとして進められたことから、ユニオン・パシフィック鉄道と名づけられた。
一方、カリフォルニアから東へ向けて鉄道を建設する会社としては、太平洋鉄道法以前にカリフォルニア州の州議会の特許により1861年にセントラル・パシフィック鉄道が設立されていた。太平洋鉄道法では鉄道の建設を支援するために、土地供与法と同様に土地の供与が行われた。幅20マイル (32 km) の公有地が鉄道会社に払い下げられることになっており、また建設資金の援助として、平地では1マイルあたり16,000ドル、山地では1マイルあたり48,000ドル、高原では1マイルあたり32,000ドルの30年期限鉄道債を政府が買い入れることになっていた。条件として、勾配が22パーミルを超えてはいけないこと、曲線半径は最低400フィート（約122 m）とすること、12年以内に完成させることとされていた。
こうした法律の制定過程で、カリフォルニアにおける有力な政治家や商人などが建設計画に関わるようになっていった。設立されたセントラル・パシフィック鉄道には、もともと大陸横断鉄道の計画を作り政府に働きかけて実現へ向けて動いてきたジュッダ以外に、ビッグ・フォーと称される後にカリフォルニア州知事を務めるリーランド・スタンフォード、商人のコリス・ハンチントン、建設業者のチャールズ・クロッカー、商人のマーク・ホプキンズの4人が重役として参画した。まじめに鉄道を建設するつもりのジュッダと利権目当てのビッグ・フォーは対立し、後にジュッダは会社を追い出されて、東部へ帰る途上で黄熱病にかかり、ニューヨークにたどりついてから1863年11月2日に亡くなった。セントラル・パシフィック鉄道をひきついだサザン・パシフィック鉄道従業員の醵金でサクラメントの駅前にジュッダの像が立てられたのは、それから60年後のことであった。しかしビッグ・フォーであっても反対に遭わずに工事を推進できたわけではなく、鉄道ができることで不利益を被る駅馬車業者、電信会社、さらには東部から鉄道で安い商品が入ってくると困る商人や、メキシコに肩入れしてアメリカの勢力が強まることを牽制したいフランスなど、様々な反対の動きがあった。当初はサクラメント・バレー鉄道を買収して東へ延ばす計画であったが、サクラメント・バレー鉄道は反対勢力の支配するところとなってしまったため、サクラメントから別途敷きなおすことになった。後にセントラル・パシフィック鉄道の敷設が進むことが確実になってから、サクラメント・バレー鉄道を買収した。
セントラル・パシフィック鉄道は1863年1月8日にサクラメントで起工された。社長はスタンフォード、副社長がハンチントン、財務担当にホプキンズが就任し、ジュッダが去った後の主任技師に任命されたのはサミュエル・モンタギューであった。この時代の西部の鉄道は大して儲かる事業ではなく、本当に儲かるのは鉄道建設事業そのものであるとされていた。そこで1マイルでも多くの鉄道を敷くために、ユニオン・パシフィック鉄道と競争になる形で東へ向けて猛然と鉄道の建設を進めていった。その中で書類を捏造して、本来は平地である場所も1マイルあたり48,000ドルの鉄道債を発行できる山地であると偽って政府からの資金を多く獲得することも行われた。建設は荒っぽいもので、周辺の山から切り出してきた木材を枕木に加工して並べ、その上にレールを固定するだけのものであった。建設作業には中国人の苦力が多く使用された。シエラネバダ山脈を越える経路は難工事で、まだダイナマイトは利用できなかったため発破による路線の開削やトンネル工事は特に困難なものであった。
これに対して、ユニオン・パシフィック鉄道の設立に参画したのは医師の資格を持つ商人であったトーマス・デュランであった。社長には南北戦争の将軍として名の通ったジョン・アダムズ・ディクスに就任させ、デュラン自身は実権を握った副社長に就任した。技術者としてはピーター・デイ (Peter Dey) とグレンビル・ドッジが採用された。1863年12月2日にユニオン・パシフィック鉄道はオマハから西へネブラスカ準州内の工事を開始した。しかし南北戦争中の物価高騰もあり、工事は遅々として進まなかった。こうした中、建設費をピンはねするためにクレディ・モビリエ（クレジット・モービラー Crédit Mobilier）という会社が設立された。この会社はユニオン・パシフィック鉄道から鉄道の建設工事を請け負い、実際にかかった経費のほぼ倍の金額に水増しして請求して、差額を役員が山分けするという構造になっていた。このクレディ・モビリエには議会の有力議員であったオークス・エームズとその弟のオリバー・エームズの2人が出資し、2人が出身のボストン周辺で出資を募ったことから次第に資金が集まるようになった。さらに南北戦争の終結も資金の集まりに寄与し、ようやく鉄道の建設工事が順調に進められるようになった。一方、デイはこの建設費中抜きの不正に納得せず、辞任した。有力者の2人の工作により、こちらでもやはり山地の認定基準が歪められて、販売する鉄道債の額が引き上げられた。
沿線はまだ先住民が多く住んでおり、白人の横暴に怒って襲撃してくることがあり、南北戦争の英雄であったウィリアム・シャーマン将軍が軍を率いて鎮圧にでなければならなかった。しかし数が多かったため難渋し、鉄道の建設は血を見ながら進められることになった。こうした工事の最中にデュランとエームズ兄弟は対立するようになり、エームズ兄弟の工作でデュランはクレディ・モビリエの役員の座を1867年5月に追われることになった。しかしユニオン・パシフィック鉄道の役員からも追い出す工作は失敗に終わった。建設工事には、南北戦争からの復員軍人やジャガイモ飢饉でアイルランドから来た移民が多く当たった。一方この頃、ユタ準州には多くの末日聖徒イエス・キリスト教会（LDS教会、モルモン教）の信徒が移民してくるようになっており、ユニオン・パシフィック鉄道はこれに目をつけて、その指導者のブリガム・ヤングと交渉して、信徒の移民に必要な鉄道運賃を割り引く代わりに鉄道建設工事をLDS教会で引き受ける契約を結ぶことになった。1868年5月21日に結ばれた契約では、約5か月という短期間で約150マイル（約240 km）の鉄道を建設することになっており、この費用は212万5000ドルとなっていた。1マイルあたり14,000ドルの工事費はそれまでのクレディ・モビリエの工事から考えれば格安で、酷使される信徒からもそれを見た周辺からも非難が相次いだ。しかし移民のための経費で財政が火の車となっていた教会および信徒は、現金収入となるこの鉄道工事はやむをえないものと捉え、この後ユタ準州内の工事を開始したセントラル・パシフィック鉄道とも同様の工事請負契約を結んだ。
こうして東西から建設を進められてきた大陸横断鉄道は、建設に伴って得られる鉄道債の発行収入や、沿線で供与される土地などの利権から、1マイルでも長く自社で建設すべく激しい競争となった。そのためにならず者を雇って相手側の工事現場で暴力をふるって妨害するなど、死者が出る騒動となった。このため、議会は双方の工事進捗状況を調査して、合流点をユタ準州プロモントリーと定めた。工事の完成は1869年5月10日となり、ユニオン・パシフィック鉄道の119号機関車とセントラル・パシフィック鉄道のジュピター号機関車を接続点で向き合わせて、月桂樹で作られた特別な枕木に金と銀の犬釘を打ち込む、ゴールデン・スパイクの式典が行われた。この瞬間、電信で"done"という信号がアメリカ全土に送られ、それを祝って各地の教会の鐘が打ち鳴らされた。これによって「初めてアメリカは1つの国家になった」と形容され、アメリカ史でももっとも重要な日であると考えられている。セントラル・パシフィック鉄道が建設した距離は742マイル (1,187.2 km)、ユニオン・パシフィック鉄道が建設した距離は1,038マイル (1,660.8 km) であった。後に、ユニオン・パシフィック鉄道は一部の線路をセントラル・パシフィック鉄道に売却して、両社の線路の接続点はオグデンに移動した。
しかしこの時点で太平洋から大西洋までの鉄道が本当につながったわけではなかった。ユニオン・パシフィック鉄道の起点であるオマハはミズーリ川の西側にあり、対岸のアイオワ州カウンシルブラフスとの間の鉄道橋が開通するまではさらに時間がかかった。鉄道橋は1871年に完成したが、乗換業務は金の落ちる仕事であったため、その業務を相手側に取られることを嫌がってどちらの鉄道会社も橋を渡って相手の会社に乗り入れることを拒否した。結局、2社を連絡する鉄道を別途設立して、カウンシルブラフスとオマハで2回乗換を乗客に強いるという馬鹿馬鹿しい状態で、ようやく鉄道がつながった。
ゴールデン・スパイクの式典に、まだ存命であったセオドア・ジュッダの妻アン・ジュッダが呼ばれることはなかった。しかし後にスタンフォードが画家に式典の様子を描かせた際には、線路上に集まった群衆の中に亡くなったジュッダの姿も描かせている。
こうして完成した大陸横断鉄道であったが、その経営の内実は楽ではなかった。特に酷かったのはユニオン・パシフィック鉄道で、クレディ・モビリエが多額の建設費を中抜きしていたこともあり、政府が負担した鉄道債の金額を大きく上回る費用を必要としたため、多額の転換社債を発行していた。この返済に行き詰まり、レールを供給した関係で債権者となっていたアンドリュー・カーネギーや寝台車の売り込みで同様に債権者となっていたジョージ・プルマンが、ペンシルバニア鉄道からトマス・アレクサンダー・スコットを社長として送り込んで救済しようとした。しかし、生木を十分乾かさずに枕木にしたことから腐敗が進行しており、ずさんな盛り土の工事をした場所も雨で流失しやすく、全線に渡って工事のやりなおしが必要な状態であることが判明した。さらに1872年にはクレディ・モビリエの件に関して議員に株式をばら撒いていたことが社会に露見してしまい、オークス兄弟を始め関係者の多くが失脚するアメリカ議会史上空前の疑獄事件となってしまった（クレディ・モビリエ事件）。このあおりでユニオン・パシフィック鉄道も破綻し、財務上の再編を受けて再出発しなければならなかった。

### それ以外の大陸横断鉄道

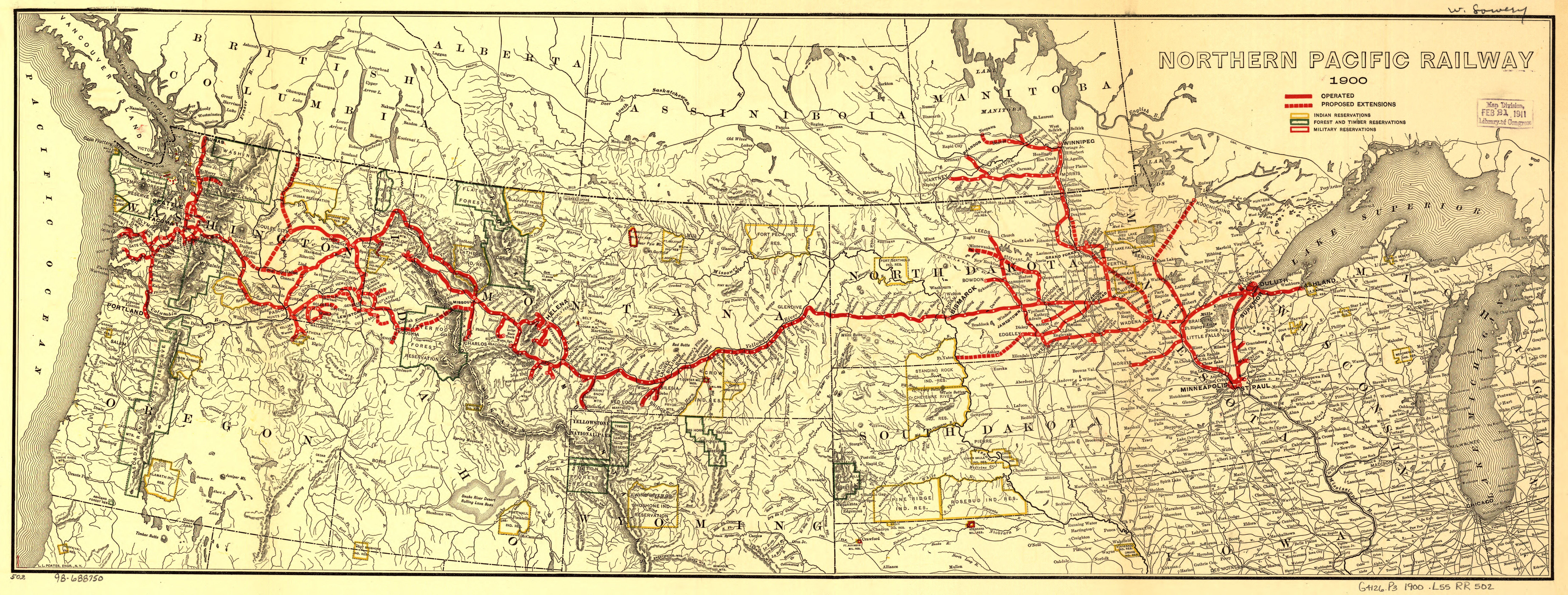
1900年当時のノーザン・パシフィック鉄道路線

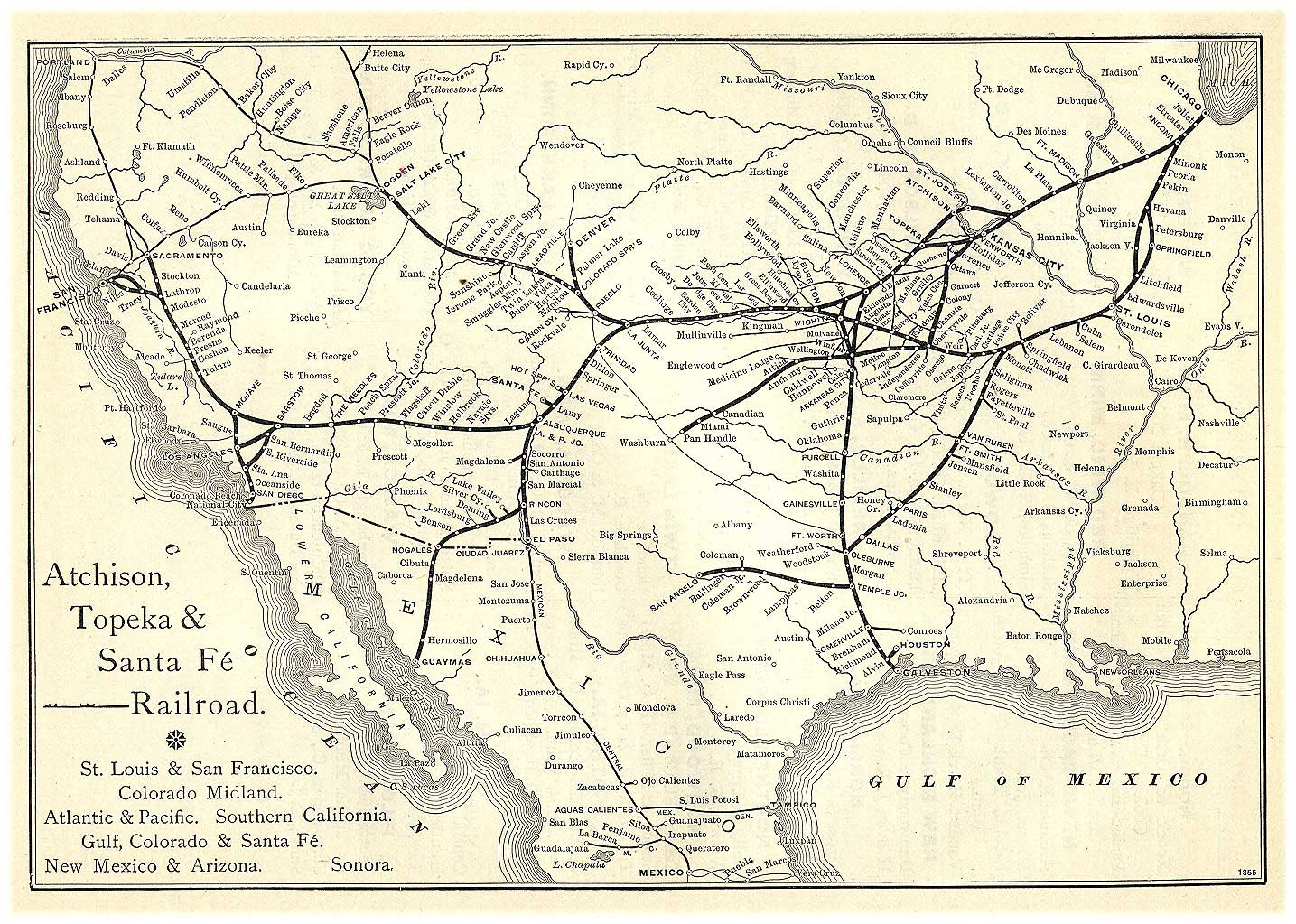
アッチソン・トピカ・アンド・サンタフェ鉄道の路線網

セントラル・パシフィック鉄道とユニオン・パシフィック鉄道の組み合わせ以外にも、大陸横断鉄道は建設された。アメリカ国内で最北部のカナダとの国境に近い地帯を走るのは、ノーザン・パシフィック鉄道とグレート・ノーザン鉄道である。政府ももともと、中央ルート以外にも鉄道が必要であると考えていたため、リンカーン大統領の署名で1864年7月に北部ルートの鉄道建設を支援する法律が制定され、まずノーザン・パシフィック鉄道が発足することになった。これには当初鉄道債の発行権限が与えられていなかったが、政府の支援なしでは建設が進まないことが明らかとなったため後に鉄道債の発行が認められた。1870年にミネソタ州ダルースで東から西へ向けて起工され、また3年後にワシントン準州カラマで西から東へ向けても起工された。しかし1873年恐慌により会社は行き詰まり、フレデリック・ビリングスやヘンリー・ヴィラードの働きにより1878年に再生して、1883年9月8日にモンタナ準州ゴールド・クリークで東西のレールがつながった。
グレート・ノーザン鉄道は、「エンパイア・ビルダー」（帝国建設者）として知られるジェームズ・ジェローム・ヒルによって建設が進められた鉄道で、1873年恐慌の機会にセントポール・アンド・パシフィック鉄道を買収したところから始まった。ロッキー山脈を越えるために、他の鉄道の通過する峠より標高の低いマリアス峠を見つけ出すなどして西へ建設を進め、1890年にはグレート・ノーザン鉄道に改称して、1893年1月6日にワシントン州シーニック で線路がつながった。ヒルは後にノーザン・パシフィック鉄道も傘下に収めた。またシカゴやデンバーへの路線を持つシカゴ・バーリントン・アンド・クインシー鉄道と連絡して、南部の綿や中西部の小麦、東部の鉄鋼などを運び、日本郵船と提携してアジアへ輸出するルートを形成した。
セントラル・パシフィック鉄道とユニオン・パシフィック鉄道より南側を走る大陸横断鉄道であるアッチソン・トピカ・アンド・サンタフェ鉄道は、弁護士のサイラス・ホリデイが1859年に議会を説得して特許を得てカンザス準州で設立した。やはり土地供与を受ける内容となっており、1873年3月1日までにコロラド準州との州境まで建設することが条件となっていた。しかし州境の標識は明確ではなく、3月1日を前に既に州境へ到達していたと考えていた建設現場に州知事の代理人から州境は4マイル先であることを指摘され、期限を守るために吹雪の中で4マイルをわずか数時間で完成させることになった。そのままコロラド準州へと延長を始め、この地方に鉄道を建設し始めていたデンバー・アンド・リオグランデ鉄道（後にデンバー・アンド・リオグランデ・ウェスタン鉄道）との争いになった。互いに鉄道建設工事を妨害しあい、銃弾が飛び交い、訴訟が繰り返される激しい争いを乗り越えてさらに南西へ建設を進め、1881年にニューメキシコ準州デミングでサザン・パシフィック鉄道に接続したことで太平洋までの経路ができあがった。その後独自にサンディエゴからの線路を建設して1885年11月に自社線だけで太平洋へ行けるようになった。さらにカンザス州から北東への線路建設も始め、1888年4月にはシカゴからサンディエゴまでの大陸横断ルートを自社線のみで運行できるようになった。一方アッチソン・トピカ・アンド・サンタフェ鉄道と争っていたデンバー・アンド・リオグランデ・ウェスタン鉄道は、ウェスタン・パシフィック鉄道とソルトレイクシティで、シカゴ・バーリントン・アンド・クインシー鉄道とデンバーで接続しており、あわせるとやはり大陸横断鉄道を形成していた。
もっとも南側で大陸横断鉄道を形成したのがサザン・パシフィック鉄道である。セントラル・パシフィック鉄道を創設したビッグ・フォーが、カリフォルニアにおける小鉄道であったサザン・パシフィック鉄道を買収して建設を進めたもので、1885年にはセントラル・パシフィック鉄道も吸収してサザン・パシフィック鉄道の名で営業するようになった。サザン・パシフィック鉄道は、太平洋岸を南北に建設を進め、北はシアトルへ、南はテハチャピ峠をテハチャピループ線で越えてサンディエゴまでを建設した。さらにそこから東へ建設を進め、大陸横断鉄道を目指した。もともと南部ルートでの大陸横断鉄道は、ペンシルバニア鉄道出身のトマス・スコットが贈賄工作により、その傘下のテキサス・アンド・パシフィック鉄道が建設することを認められていた。サザン・パシフィック鉄道はこの経緯を無視して勝手にアリゾナ準州内を東へ建設していった。このため、サザン・パシフィック鉄道は土地供与によらずに建設された大陸横断鉄道であり、また西から東へ建設を進めたことも特徴である。地元の住民は鉄道を待望していたためサザン・パシフィック鉄道を大歓迎し、住民からの嘆願書が殺到するなどしたことから、政府もしぶしぶその建設を認めざるを得なくなった。ニューオーリンズまで建設して大陸横断鉄道が完成したのは1883年のことであった。
アメリカ合衆国で最後に完成した大陸横断鉄道は、ミルウォーキー鉄道であった。シカゴやカンザスシティなどを結ぶ鉄道を運営していたが、その輸送の目的地をグレート・ノーザン鉄道に依存していた状況を打開するために、1905年に太平洋岸へ至る路線の建設を決断し、1909年5月に1,400マイルに及ぶ路線を完成させた。
大陸横断鉄道の開通により、線路の沿線には入植する人が増加し、これらの地域の人口増加に貢献した。鉄道の建設に携わった労働者が、鉄道会社が売り出した土地を購入して定住する例もあった。大陸横断鉄道により初めてアメリカは1つの国家となり、国民性が形成されたとされる。大陸横断鉄道の建設に際して鉄道会社が政府から受け取った莫大な支援を問題視する意見もあり、実際に供与された土地は1億5500万エーカー（約62万7000平方キロメートル、日本の国土面積の約1.6倍）に上るとされる。また建設資金の融資も総額6450万ドルになったが、1890年代から満期を迎えるにつれて償還を受けた総額は1億6500万ドルになった。さらに契約により、政府の人員・貨物の輸送は通常の半額の運賃にすることになっており、1945年にこの契約が終了するまでに政府の得た運賃節約は総額9億ドルになり、これはもともと政府が払い下げた土地の価格の10倍にもなった。鉄道がなければほとんど使い物にならなかったであろう土地が豊富な天然資源と農産物の供給源になったことも考え合わせれば、鉄道は政府の支援の何倍もの貢献を国家に対して成したといえる。
しかし、鉄道会社が横暴であるという苦情も絶えなかった。鉄道会社への土地供与が決定すると、その周辺の土地ではホームステッド法に基づく農民への土地供与が一時的に停止された。鉄道会社は土地にかかる税金を払うのを避けるために、路線が決定しても供与された土地の登記を故意に先延ばしにし、そのために農民への土地供与の停止期間が長引いて、本来その周辺に開拓のために住み着こうとしていた農民を妨害することになった。また各種の土地供与に関する法律には相互に矛盾もあり、政府の政策も一定しなかったため、異なる根拠に基づく土地供与の権利を主張する鉄道会社や農民の間には紛争が生じた。こうしたことから鉄道会社への反感が高まり、1850年に始まった鉄道への土地供与政策は、1871年に新規供与が打ち切られることになった。
また世界的に見れば、大陸横断鉄道はアメリカ合衆国にとって、アジアへ通じる道という側面を持っていた。太平洋岸までの鉄道と、そこからの蒸気船により、東海岸の諸都市とアジアはそれまでとは比べ物にならないほど短時間で結び付けられて、貿易と交流が促進された。これは、イギリスの支配下にあったヨーロッパから東回りのアジア航路に頼らずに、独自にアジアに到達できる航路を模索したアメリカ合衆国の政策を反映している。さらにアメリカ大陸における大陸横断鉄道の完成は、太平洋や大西洋を横断する定期蒸気船航路の就航やスエズ運河の完成と合わせて、一般人でも利用できる定期交通機関による世界一周交通路の完成を意味していた。この時代、フランスの作家ジュール・ヴェルヌの書いた八十日間世界一周はまさにそうした状況を背景にしたものであり、完成したばかりの大陸横断鉄道が作品中に登場する。大陸横断鉄道の開通は、グローバリゼーションの始まりをも意味していた。

## 19世紀後半から20世紀始めにかけて

### 合併と独占と規制
19世紀後半のアメリカの工業が急速に成長した金ぴか時代には、鉄道網のさらなる成長が続いた。輸送技術の進歩も続き、鉄道の輸送コストは低下していった。鉄道が重複して敷かれた地域では競争により運賃の低下が進み、1870年代には大量のかさばる貨物であっても並行する運河よりも運賃が安くなっていった。古い運河は設備が老朽化しており輸送の障害となっていたことや、鉄道が積極的に運河との運賃競争をしかけたこと、陸上交通で独占状態を形成していたことを利用して運河と連絡する貨物の引き受けを拒否するといった策により、貨物輸送の鉄道への転移が進んだ。これはエリー運河を擁して有利な地位に立っていたニューヨークに対して、ボストンやフィラデルフィア、ボルチモアといった都市が息を吹き返すことにもつながった。アメリカの鉄道網は多くの鉄道会社で形成されていたが、この時代には制度の改善が進んで、異なる鉄道会社の接続地点でいちいち貨物の積み替えをせずに貨車を直通させる「共同急行貨物列車」の制度が1866年に作られ、貨物輸送の運賃は安くなり速度は向上し、目的地への到着時刻の明示もできるようになった。1865年に100億トンであった貨物輸送量は、1890年に790億トン、1916年に3660億トンと激増し、運賃の低下にもかかわらず輸送量の急増によって鉄道会社の収益を向上させた。旅客運賃は貨物運賃ほど下がらなかったが、輸送量の増大も貨物ほどではなく、鉄道会社の収益に占める旅客の割合は低下し続けて行った。
この頃、鉄道会社の合併などにより鉄道網の統合も進んでいた。1875年にはシカゴと東部大都市を結ぶ鉄道は5大幹線に集約された。これは激しい競争を招いて鉄道会社の収支を悪化させた。そこで鉄道各社はカルテルを結んで、それ以上の運賃競争を回避する策を採るようになっていった。競争がない場所では大胆に運賃を値上げして利益を上げ、競争のある場所だけ運賃を下げたり、カルテルを結んで一定の運賃で貨物を分け合ったりといった対応も広く見られた。一方泥棒男爵たちの活動した時代でもあり、鉄道業界でも利益を追求して株を買い占め会社を乗っ取り、詐欺的な行為で利益を図ったり政治家に賄賂をばら撒いたりといった世間を瞠目させるような行為を通じて独占企業を形成していった鉄道経営者が現れた。

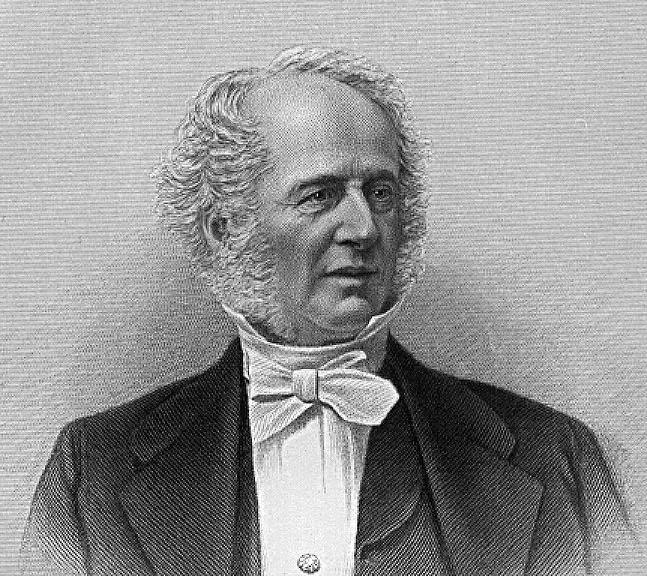
コーネリアス・ヴァンダービルト

コーネリアス・ヴァンダービルトは、オールバニからニューヨークへ至る鉄道であるニューヨーク・アンド・ハーレム鉄道を所有していた。ヴァンダービルトは、この鉄道に接続することでニューヨークへ乗り入れていたニューヨーク・セントラル鉄道の買収を望んだが、ニューヨーク・セントラル鉄道側の経営陣はこれを拒否した。ニューヨーク・セントラル鉄道からの旅客と貨物は、オールバニでニューヨーク・アンド・ハーレム鉄道へ連絡していたが、ヴァンダービルトは故意にこの接続を拒否して、旅客は厳寒期に橋を歩いて渡って乗り継がなければならなくなった。ニューヨーク・セントラル鉄道はこの件を訴訟に持ち込んだが、ヴァンダービルトは古い法律の条文を持ち出してこの訴訟に勝利し、ニューヨーク・セントラル鉄道の株価が暴落したところを狙って株式を買い占め、乗っ取りに成功した。

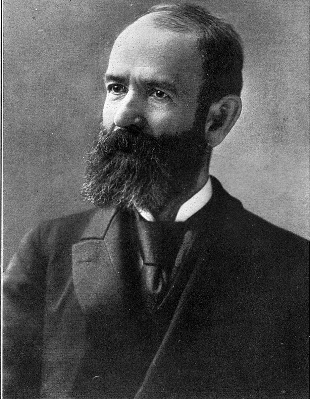
ジェイ・グールド

これに続いてヴァンダービルトは、ニューヨーク・セントラル鉄道のライバルとなるエリー鉄道の買収を試みた。しかしエリー鉄道の経営陣はこれに気づき、ジェイ・グールドなどと組んで対抗した。ヴァンダービルトはエリー鉄道の株式を市場で買い占めたが、グールドらは違法に株式の増刷を繰り返し、ヴァンダービルトがいくら株を買っても買い占めを完了できない状態となった。この件も訴訟に持ち込まれたが、グールドらは議員や法曹関係者にまで賄賂をばら撒くことで逃げ切りを図り、結局ヴァンダービルトが買い占めに使った金額の一部を返却することで和解した。これにより、エリー鉄道は独立を保つことに成功した。
ヴァンダービルトやグールドなどの鉄道経営者は全盛を誇り、自社の鉄道路線を豪華なプライベートカーに乗って移動した。グールドは、自分にぴったりの牛乳を出すという乳牛を、専用の荷物車に載せて連れて旅行したほどであった。ヴァンダービルトの個人資産はこの時代最大とされる7500万ドルに達していたとされる。この資産はニューヨーク・セントラル鉄道と共に息子のウィリアム・ヘンリー・ヴァンダービルトへと受け継がれた。
こうした鉄道会社間の手段を選ばない激しい競争は社会的に問題になるとともに、1893年恐慌のような機会に際しては鉄道会社に破滅的な結末をもたらすことになった。このため鉄道会社間の利害調整を図る動きが見られるようになり、ジョン・モルガンら金融資本によって鉄道会社への資本参加、役員の派遣、協定の締結などを通じて鉄道業の再編成が進められていった。鉄道会社自体の合併（コンソリデーション）も進み、1900年にはアメリカの主要な鉄道網は10大鉄道にほぼ集約された。北東部に路線網を持つニューヨーク・セントラル鉄道、ペンシルバニア鉄道、ボルチモア・アンド・オハイオ鉄道、ワシントン以南の南部に路線を持つサザン鉄道、シカゴからニューオーリンズまでの南北に路線を持つイリノイ・セントラル鉄道、そして大陸横断鉄道となるノーザン・パシフィック鉄道、グレート・ノーザン鉄道、ユニオン・パシフィック鉄道、アッチソン・トピカ・アンド・サンタフェ鉄道、サザン・パシフィック鉄道の10社である。これ以外の会社は地方の支線などを受け持ち、大鉄道へと連絡することで輸送を行っていた。これらの鉄道の複数を所有する人物や企業グループもあり、7つの「鉄道帝国」がアメリカの鉄道網のおよそ半分を掌握していた。この鉄道網の形態は、おおむね1950年代まで維持された。
大きな鉄道会社と、この時代に発展し始めた大産業が癒着する事件を起こすこともあった。ペンシルベニア州では1859年に石油が発見され、それ以降急速に石油の生産と使用が広まっていったが、過剰生産による値崩れと使用量の増大による値上がりの振れが激しく、業績の不安定な産業となっていた。スタンダード・オイルを率いるジョン・ロックフェラーは、輸送方法の改善や潤滑油の製造技術の発明、業務の合理的な管理などにより利点を得て会社を成長させつつあったが、こうした産業の不安定性に対しては、会社を合併し独占を図って対処する他は無いと考えていた。鉄道への大きな出荷量を背景にロックフェラーは鉄道会社に巨額のリベートを強要するようになり、やがてこの地域の3大鉄道会社であるエリー鉄道、ペンシルバニア鉄道、ニューヨーク・セントラル鉄道と、スタンダード・オイルなど一部の石油会社が協定を結び、石油の輸送運賃を地域により差別的に値上げした上で、サウス・インプルーブメント・カンパニーを通じてこの運賃上昇による利益を、他社の輸送した石油の分についても含めてスタンダード・オイルなどに配分することになった。この件は社会に露見して激しい非難を浴び、やがて協定の撤回を余儀なくされることになった。石油産業に限らず、大手企業が鉄道会社と結びついてその産業分野における競争に決定的影響をもたらす事例は広く見られ、中小企業や一般大衆、新規参入業者を差別して苦しめていた。こうした行為は広く世間の反感を買うことになった。
この時代、工業の急速な成長もあって、農業は相対的に利益を出せない産業となり始めていた。さらに移民が続々と到着して新しい農地が開かれ続けていたので、農産物の生産は増大し、価格は下落していた。農民は生活に苦しみ、輸送を独占していた鉄道が高い運賃をむさぼっていると不満を訴えるようになった。農民は団結して政治家に圧力を加え、鉄道の運賃への規制を求めるようになっていった。それまで鉄道の運賃にはほとんど規制がなく、純粋に他の輸送手段との競争でのみ決まっていたが、事実上輸送を独占するようになっていた鉄道の運賃は高止まりしていた。大都市と大都市を結ぶ長距離路線に対しては、複数の鉄道会社の競争があったので運賃は妥当な価格に下がっていったが、郊外の農地と近くの大都市を結ぶ鉄道は事実上1本しかなく競争が生じないため運賃は下がらず、結果として短距離よりも長距離の運賃が安いという逆転現象が生じていた。鉄道会社にとっては、農民が払える限りの高い運賃が妥当であったのである。主に中西部の農民が団結して結成した圧力団体 (The National Grange of the Order of Patrons of Husbandry) が起こしたグレンジャー運動により、まずこれらの州において運賃の規制や長距離と短距離での差別を禁じる立法が行われた。しかし鉄道会社はこの問題を法廷に持ち込み、州境を越えて営業する鉄道に州法による規制は及ばないとする判決が下された。1886年時点で州境を越える輸送が全輸送量のほぼ4分の3になっていたことから州法による規制は限定的なものとなり、この問題は連邦政府に持ち込まれた。

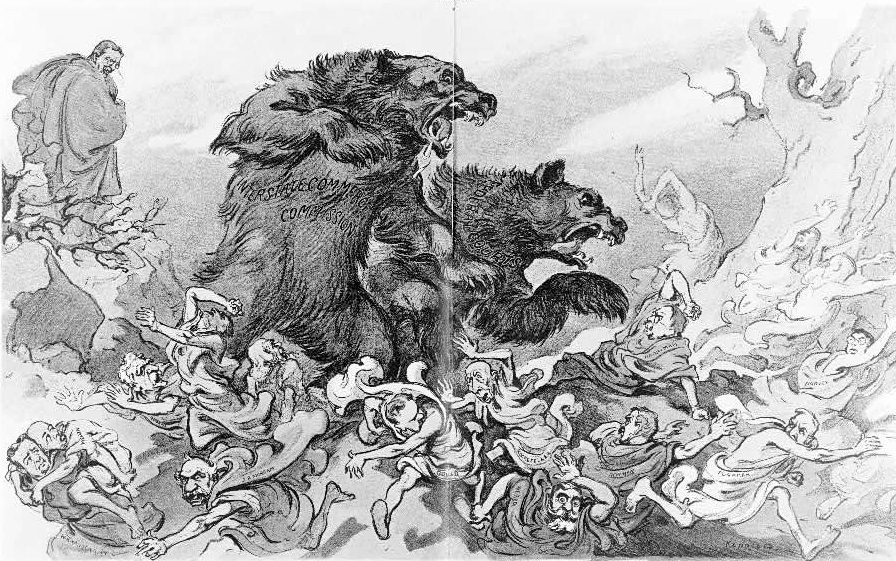
州際通商委員会と連邦裁判所という2頭のクマがウォール街を襲うという当時のイラスト、クマの背後に立っているのはセオドア・ルーズベルト大統領

ついに合衆国議会は1887年に州際通商委員会法を制定し、これに基づいて設立された州際通商委員会に鉄道を監督する権限を与えた。この法律では運賃を合理的に定めることを要求し、地域や荷主による差別の禁止や運賃の公表などを定めていた。鉄道側は当初はこれに従っていたが、1890年代から訴訟を通じて抵抗するようになり、1897年には実質的に法律を骨抜きにすることに成功した。しかし1890年代末に鉄道会社が資本的に統合されて、アメリカ全土の鉄道網の主要な部分が一握りの大金融資本の手に握られるようになると、それまで運賃を抑制してきた競争がなくなり、運賃は値上げに転じた。これに対して荷主からは強い反発が起こり、規制の強化を求める声が強まっていった。鉄道会社が強引な広報活動を繰り広げたことがさらに世論を硬化させ、ついに鉄道会社のロビー活動を押し切って1906年にヘプバーン法が成立することになった。合衆国最高裁判所も州際通商委員会が鉄道の運賃を規制する権限があることを認め、鉄道の運賃は政府の監督を受ける時代となった。政府関係者や大口荷主、新聞記者などに無料乗車証を配る慣行もこの法律で禁止された。また鉄道に課される税金も増やされ、1900年から1915年までの間に鉄道の収入は2倍になったが、納める税金は3倍に増加した。1910年にはマン＝エルキンズ法により州際通商委員会の規制権限はさらに強化された。こうした規制や課税は鉄道の経営に大きな打撃を与えることになった。一方で大口荷主からのリベートの要求に悩んだ鉄道側の働きかけにより1903年にリベートを禁ずるエルキンズ法が制定されており、州際通商委員会の活動は必ずしも鉄道にとって規制となるだけではなく、保護となる側面も持ち合わせていた。
しかし、輸送における独占体制をほぼ確立した鉄道は、この時期高い収益を謳歌した。それまで高い収益を上げていた東部では新線の建設が一段落して停滞する傾向が見られたが、代わって西部で引き続き新線の建設が行われ、収益性が向上していった。

### 技術の進歩
19世紀後半になると、鉄道の技術はさらなる進歩を見せた。開業当初の曲がりくねった貧弱な線路は、19世紀後半になると次第に改良が進められた。それまで外国からの輸入に多くを頼っていた鋼製レールは国産化が進み、多くの鉄道会社で1860年代から1870年代にかけて鋼製レールへの転換が進んだ。鉄道が、製鉄業の必要とする鉄鉱石と石炭を大量に安く輸送し、またレールや車両の形で鋼鉄の大量消費者となることで製鉄業は急速に成長し、鉄道産業に続いてアメリカで2番目の年間10億ドル規模の産業となった。1890年代にはほぼすべての鉄道網が鋼製レールを使用するようになった。また木造の橋梁の落橋事故が相次いで非難を浴びていたこともあり、鋼製の鉄道橋への架け替え工事も進められた。

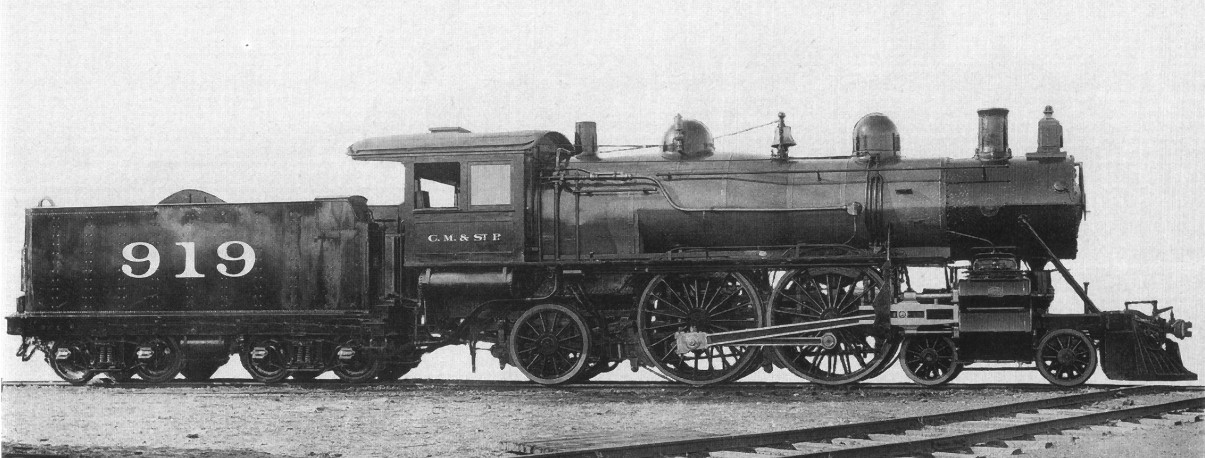
ミルウォーキー鉄道A2型、ボークレイン複式機関車の例

蒸気機関車は、1860年代から1870年代にかけて石炭燃料化が進んだ。これはさすがの豊富な森林資源も切り尽くし始めたところが出てきたからで、石炭燃焼に適した火室構造が工夫されたこともあり、単位体積あたりの熱量が木材の3倍近い石炭の採用が進んだ。構造的には長らく車軸配置4-4-0のアメリカン型がアメリカ中で使用されている時代が続いていたが、やがて大型化が求められるようになった。牽引力を増すために動輪の数が増やされ、大型化した火室を支えるために従輪が付けられるようになった。また19世紀末にドイツで発明された過熱蒸気を使う技術は蒸気機関車の効率を大幅に向上させた。機関車は用途に応じて様々な形態のものが開発された。たとえばリーハイ・バレー鉄道では無煙炭を燃やすためにウーテン火室を装備し運転台をボイラーの脇に配置したキャメルバック式蒸気機関車を開発した。また蒸気の膨張力を有効に生かすためにサミュエル・ボークレインは、複数のシリンダーの間で2段階に分けて蒸気を膨張させる複式機関の原理に基づく機関車を開発した。車軸配置4-4-2の「アトランティック」、車軸配置4-6-2の「パシフィック」など新しい車軸配置の機関車も次々に開発された。スイスのアナトール・マレーが1888年に開発した関節式蒸気機関車の一種、マレー式機関車は、走り装置を2組備えてその間の支点で車体の向きを変えられるようになっており、曲線の走行性能を確保しながら高い出力を出せるようになっていた。また、2組の走り装置の間で複式機関となるようになっていた。この方式はアメリカでも採用されて広まったが、ボイラーが大型化して十分な蒸気を供給できるようになるにつれて、アメリカでは複式機関の仕組みを廃止して、高圧蒸気をすべてのシリンダーへ送る「単式マレー」を使うようになっていった。大型化したボイラーに合わせて火室も大型化し石炭の消費量が増大したことから、1905年にペンシルバニア鉄道で自動給炭機が導入され、機関助士の作業を軽減した。グレート・ノーザン鉄道、アッチソン・トピカ・アンド・サンタフェ鉄道、サザン・パシフィック鉄道などでは、単位重量あたりの熱量が石炭より大きい石油を燃料とすることを試行しはじめ、サザン・パシフィック鉄道ではこれを利用して運転室がボイラーより前にあるキャブ・フォワード型蒸気機関車を実現した。
この時代には鉄道の電化も始まった。ミルウォーキー鉄道では、峠を越える勾配区間や長いトンネル区間において電化を実施し、電気機関車を運転した。またニューヨーク・セントラル鉄道やペンシルバニア鉄道はマンハッタンの市街地に地下線を建設して乗り入れるようになり、この地下線も電化されて、地方から蒸気機関車に牽引されてニューヨークにやってきた列車は、手前の駅で電気機関車に付け替えられてニューヨークのターミナル駅へ到着するようになった。
イギリスで発明された頃の鉄道の車両にはろくなブレーキがついておらず、人力で制輪子を車輪に押し当てて止めるきわめて非力なものしかなかった。やがて蒸気ブレーキ、そして本格的な真空ブレーキが発明されたが、アメリカの鉄道では長く制動手が人力でブレーキを掛ける時代が続いた。機関士が停止合図の汽笛を鳴らすと、各車両に乗務している制動手が手ブレーキのハンドルを回してブレーキを掛けていた。制動力はきわめて弱かった上に、車両の屋根の上を制動手が走り回って各車両のブレーキを操作していたため、制動手の転落事故が相次いでいた。ジョージ・ウェスティングハウスは、空気圧縮機を使って圧縮空気を作り、各車両に張り巡らした配管でブレーキシリンダーに圧縮空気を供給して、機関士のブレーキ操作だけで列車のすべての車両に強力なブレーキをかけることのできる空気ブレーキを1869年に発明した。この時点ではまだ、ブレーキ管が破損して空気が抜けるとブレーキがかからなくなってしまうという欠点のある直通ブレーキであったが、1872年には空気が抜けると自動的にブレーキがかかるフェイルセーフな自動空気ブレーキが発明された。

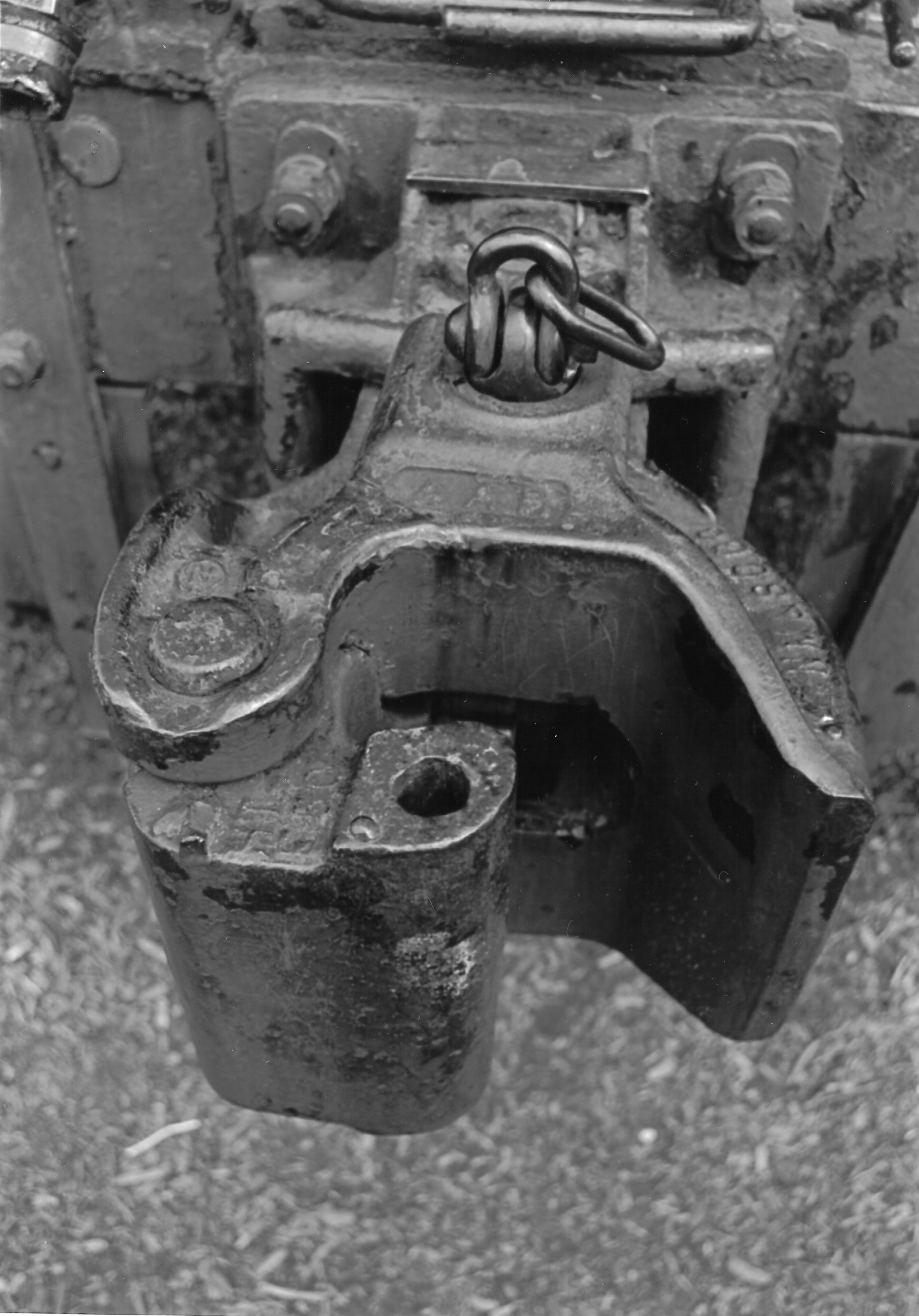
ジャニーが原理を発明した自動連結器

一方、この時代の連結器はピン・アンド・リンク式のもので、連結作業に際しては連結手が車両の間に立ち、一方の車両が相手の車両に接触する瞬間にピンを差し込まなければならず、腕や指を失う事故は当たり前といった大変危険な作業であった。この状況を見かねたイーライ・ジャニーは、1868年に連結器同士が接触するだけで人手を介することなく自動的に連結が行われる自動連結器を発明した。これ以前にも、一部の客車にはミラー式連結器などが採用されていたが、ジャニー式の連結器はこれに比べても信頼性が高く、重い貨物列車での使用にも耐える優れたものであった。
しかしせっかく発明された自動空気ブレーキと自動連結器はなかなか採用が進まなかった。どちらもペンシルバニア鉄道やシカゴ・バーリントン・アンド・クインシー鉄道での実験により改良が進められ、優れた発明であることは分かっていた。自動空気ブレーキは高価な空気圧縮機を機関車に搭載しなければならず、「人命より高価」であるとされた。また自動連結器については、部分的な交換はできず連絡するすべての鉄道会社で打ち合わせて同時に交換しなければならないことが大きな障害となっていた。しかし人命軽視への批判が高まり、アイオワ州の牧師ロレンツォ・コフィン (Lorenzo Coffin) による粘り強い運動が功を奏し、1893年3月に鉄道安全装置法が制定されてアメリカ合衆国内で運行されるすべての列車に自動空気ブレーキと自動連結器の使用が義務付けられた。これにより安全性は大きく向上し、事故による鉄道員の死傷は60パーセントも減少した。さらに、当初は費用がかかりすぎると思われていたこれらの装備も実際に使用してみると、連結作業の手間が減り重く高速な列車を運行できることから、かえって費用を節約できることが判明した。
安全運行のための信号保安技術もこの時代に発展した。線路を区間ごとに区切って、信号機によりその区間に同時に進入できる列車を1本に限定することで列車同士の衝突を防ぐ、鉄道における保安の基本原則である「閉塞」を実現するための装置は、イギリスではエドワード・タイヤー (Edward Tyer) が1852年に既に発明していた。アメリカで最初に手動式閉塞装置を考案して導入したのは、ユナイテッド・ニュージャージー鉄道運河の技術者アシュベル・ウェルチ (Ashbel Welch) で、1865年のことであった。ウェルチは、イギリスのタイヤーの発明とは独立にこの発明を行ったと考えられている。
またイギリスのジョン・サクスビーは1856年に、分岐器と信号機を連動させて、正しい方向に分岐器が開通していなければ列車に対して進行を許可できないようにする連動装置を開発した。1870年代頃にはこの装置がアメリカの鉄道でも普及し、信号扱い手の取扱ミスによる事故を防止した。
レールに電流を流して、車輪と車軸が両方のレールを短絡することを利用して列車の存在を検知する装置である軌道回路も、ウィリアム・ロビンソン (William Robinson) が1872年に発明して、フィラデルフィア・アンド・エリー鉄道のペンシルベニア州キンズア (Kinzua) において最初に設置されて実用化された。これにより、それまで人間の注意力と手動操作に頼って信号機を操作していたのが、列車の運行に応じて自動的に切り替えられるようになり、現代の自動信号機の仕組みができあがった。
1891年には、狭軌のボストン・リビア・ビーチ・アンド・リン鉄道で初めて、運転士が信号無視をしたときに自動的に列車を止める自動列車保安装置が実験的に導入された。運転時隔が短く乗客が多いため事故の被害が大きくなりがちな都市鉄道で導入が進んだが、1910年には従来型の幹線鉄道であるペンシルバニア鉄道においてもこうした保安装置が導入された。

### サービスの発展
鉄道の寝台車は、1836年には既にペンシルベニア州で運行が開始されていたが、室内は暗く間仕切りのカーテンもなく、ベッドは粗末で陰気な牢獄のような雰囲気と捉えられていた。家具製造業をしていたジョージ・プルマンは、1858年に初めて寝台車を製造し、この改善に乗り出した。まだこの寝台車はそれほど豪華なものではなかったが、折から始まった南北戦争で兵員輸送用に政府に大量に買い上げられ、これによって財務基盤を固めた。続いて、豪華客船を範に取った「パイオニア号」を開発した。木目の入った渋い壁材や重厚なカーテン、クリスタルガラスの間切り、磨き上げたブラスの飾りなど豪華絢爛であったが、それまでになく大型で重量の大きいパイオニア号を運行することにどの鉄道会社も難色を示した。しかしリンカーン大統領が暗殺されると、この客車は葬送列車として使われることになり、シカゴからスプリングフィールドまでの通行経路が大至急拡大補強されることになった。この葬送列車で有名になったパイオニア号には、乗車を希望する各界の名士が殺到し、鉄道会社としても無視できないものとなった。また葬送列車のために主要路線が拡大補強されたことで、以降の大型客車の通行可能な路線が増えることになった。

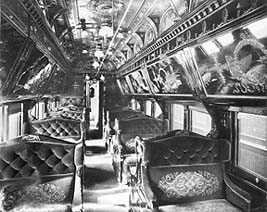
プルマン客車の内部、夜はボックス座席の座面を連結して下段ベッドに変換し、窓の上に斜めに折りたたまれている上段ベッドが展開されて2段ベッドとなる

そしてプルマンが1867年に設立したプルマン・パレス・カーは、次々に新しいサービスを開発して送り出すことになった。1867年には厨房室つきホテルカーを、1868年には本格的な食堂車を導入した。暖房には石炭ストーブを止めて、スチーム温水暖房を導入した。1887年にはベスティビュールと呼ばれる幌で覆われた構造のデッキを開発して、乗客が風雨にさらされることなく車両間を移動できるようになった。灯油ランプによる照明からピンチガスによる照明を導入して、夜の客車を明るくした。安全性にも配慮し、ウェスティングハウスの空気ブレーキを1871年にいち早く採用したほか、1907年には全鋼製車両を導入した。後にプルマンは車両搭載用のエア・コンディショナーを開発するなど、常に便利・快適・豪華・安全を追い求め続けた。
プルマンが特徴的であったこととして、車両を製造して鉄道会社に販売するだけではなく、自社で所有する寝台車や食堂車を鉄道会社の列車に連結して運行してもらい、自社の車掌やコック、ポーターを乗せて乗客にサービスする事業を展開したことがある。運賃を鉄道会社に払って普通の客車に乗るか、運賃に追加の「プルマン料金」を支払ってプルマンの豪華な客車に乗るかの選択ができるようになったのである。異なる鉄道会社へも客車が直通することから旅客の乗換の手間が省け、鉄道会社としても需要の繁閑の差が大きい寝台車やそのためのスタッフを自前で抱えなくて済むことからこのシステムは広く普及し、全米を覆うプルマンの寝台車網が展開されていった。このために鉄道会社の客車での等級差は意味が無いものとなってしまい、プルマン車とそれ以外という区分になっていった。ヨーロッパの鉄道では三等車の需要が過半を占めていたのに対して、アメリカの鉄道ではプルマン車の需要が大半を占めることになり、鉄道会社の用意する普通の客車は、どうしても料金を負担できない階層の人間の利用に限られることになった。プルマンの豪華列車は、一晩で4万人に寝台を提供する豪華ホテルチェーンとなっていった。

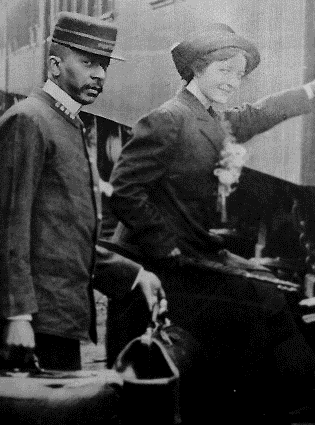
プルマンのポーター

また、プルマンのサービスをするスタッフにはマイノリティーを多く雇っていたのも特徴であった。車掌は白人であったが、ポーターは黒人、ラウンジのボーイにはフィリピン人を採用しており、食堂車のスタッフはこれらの混成であった。これには給与を安く抑えるという経済的な理由と、マイノリティーにも職を与えるという人道的な理由の両方があった。このスタッフは実際の名前に関わらず、ジョージ・プルマンの名前から「ジョージ」と客から呼ばれるのが常であった。スタッフは分厚いマニュアルに基づく徹底した訓練を受けており、すべてのサービスを会社のマニュアルどおりにこなすことを求められ、これを監査するために覆面調査員が雇われているほどであった。こうしたスタッフは給料は安かったが、乗客が渡すチップを含めればかなりの高給となり、またその当時の黒人社会では限られていた旅行の機会に広く恵まれることもあってよい職業であるとされ、プルマンのスタッフから大成した黒人も出ることになった。
プルマンは大企業へと成長したため、1881年に客車の製造工場をシカゴ近郊に移転させ、そこを会社の名前を冠した企業城下町「プルマン」とした。工場で働く12,000人近い労働者がそこで住んでいた。工場労働者はスラムのような住宅に住むのが当たり前であった当時、衛生的で近代的な住宅環境を備えた町に労働者を居住させたことは画期的であった。町には学校・病院・商店・劇場・教会などまで備えられていたが、酒を飲むことは許されておらず、後にストライキを招く原因ともなった。
一方、続々と到着する移民向けには「移民車」という特別な等級の車両が用意された。これは非常に安い運賃で移民を乗せたが、設備は最低限のものであった。しかし移民車に乗って到着した人が一代にして成功を収めて、プルマン車で旅行するようになるのも珍しいことではなかった。
プルマンの寝台車を連結した豪華列車は鉄道会社の看板であり、特に競合する区間では激しい競争が繰り広げられた。ニューヨーク・セントラル鉄道は1902年6月15日に20世紀特急の運行を開始した。その翌日、ライバルのペンシルバニア鉄道もブロードウェイ特急の運行を開始した。この両者は共にニューヨーク - シカゴ間で激しい競争を展開し、どちらも豪華な食事と客車を競い、スピード競争を展開した。

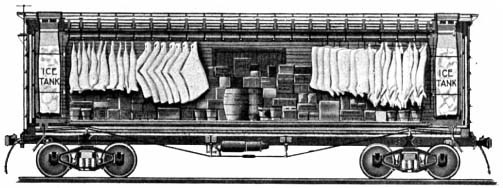
初期の冷蔵車の構造、両端に氷を詰める部屋がある

貨物輸送の分野では、家畜車や冷蔵車がこの時代に発明された。それまでの家畜車は水や食料の供給が考慮されておらず、輸送中に少なからぬ家畜の死亡が発生していたが、この点が改善されて家畜を屠殺場までよい状態のままで輸送することができるようになった。冷蔵車は1867年に特許が取得されて、精肉や果物などの生鮮食料品の輸送が可能となった。これはまだ機械式冷凍機によるものではなく、氷による冷気を循環させるものであったが、輸送路の沿線に氷を供給し冷蔵車に積み込む仕組みを整備することで冷蔵輸送が実用化された。それまで食料品は缶詰や塩漬けなどの保存可能な形態に加工したもの以外は、その地方で生産されたものを消費するだけであった。しかし冷蔵車による生鮮食料品の大量高速輸送が可能となって状況は一変し、ニューヨークに住む一般庶民がテキサス産牛肉のステーキにアイダホ産ポテトを添えて、デザートにカリフォルニア産オレンジを食べるといったことは一般的なこととなった。また、カタログによる通信販売のサービスが鉄道による小包輸送を背景として成立した。1872年にモントゴメリー・ワードが世界で初めて、カタログを元に郵送による受注と発送を行う通信販売サービスを開始した。これにより大型店舗のない地方部でも、大都市の百貨店の品と同等のものを購入できるようになった。鉄道の大量高速輸送が大衆に豊かな生活をもたらしたが、一方で生活の画一化をももたらすことになった。
| 20世紀初頭に完成したニューヨークのペンシルベニア駅（左）とグランド・セントラル駅（右） |  | 20世紀初頭に完成したニューヨークのペンシルベニア駅（左）とグランド・セントラル駅（右） |
| 20世紀初頭に完成したニューヨークのペンシルベニア駅（左）とグランド・セントラル駅（右） |  |                                                                                        |

この時代の鉄道駅は多くの人が利用する都市の玄関口の役割を果たし、鉄道会社はその威信を示すために壮大な駅舎を建設した。複数の鉄道会社が乗り入れている都市では、各社が共同で使用するターミナル駅としてユニオン駅を建設した。ユニオン駅は通常、乗り入れ各社が共同出資する会社が運営し、各社は使用料を払って乗り入れていた。ユニオン駅はアメリカ中の多くの都市に建設され、ほとんどの都市で単に「ユニオン駅」という名前が付けられており、都市名などは冠されなかった。たとえば1894年に完成したセントルイスのユニオン駅には18社が乗り入れていた。一方ニューヨークにおいては、ペンシルバニア鉄道はノース・リバー・トンネルを建設してマンハッタンを横断する形でペンシルベニア駅を設置した。1909年に完成した駅舎は壮麗なギリシア風建築であったが、後に取り壊された。またニューヨーク・セントラル鉄道はやはり地下線でマンハッタンに乗り入れて、グランド・セントラル駅を設置した。1913年に完成した駅舎は壮大な吹き抜けのホールを持つ宮殿風建築で知られる。

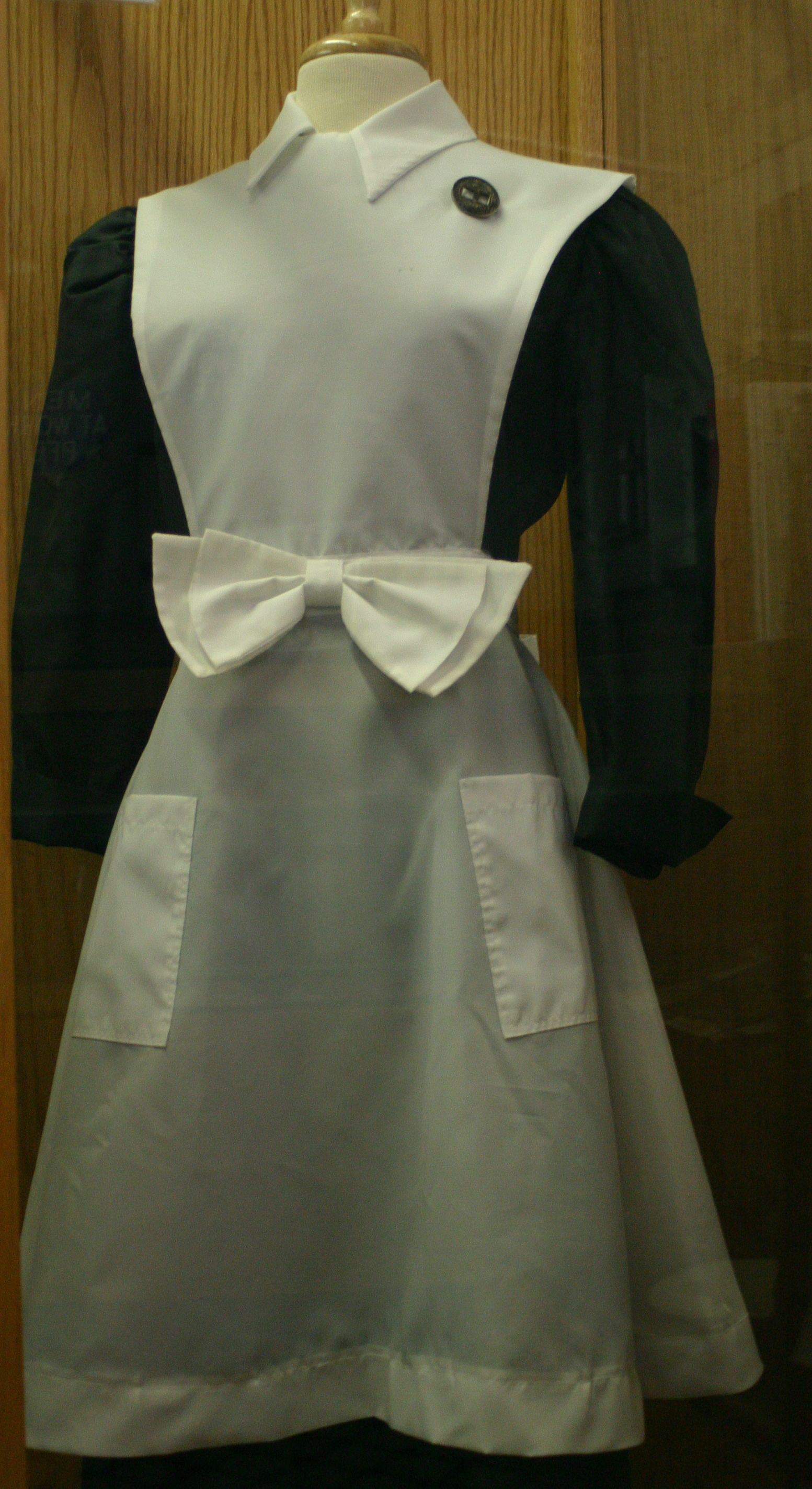
ハーヴィのウェイトレスの制服

フレッド・ハーヴィはフレッド・ハーヴィ・カンパニーを創設して、西部の鉄道駅においてレストランチェーンを展開した。この頃はすべての列車に食堂車があるわけではなく、乗客は機関車の交換などで停車時間の長い駅で下車して、駅にあるレストランを利用していた。事前に注文を車内で集めて電信で伝えることで、到着と同時に食べられるサービスが用意されていたが、レストラン側では同じ客が二度と来ることはないと見越してサービスは劣悪で、客の食べ残しをパイに加工して出すなどのことはそれまで日常であった。ハーヴィはここに良質なサービスを提供することを目指して参入し、アッチソン・トピカ・アンド・サンタフェ鉄道と提携して1876年から西部で鉄道駅におけるレストランのチェーン展開を始めた。銀器に盛られた、鉄道で輸送した材料で作った上級の料理はもとより、ハーヴィ・ガールと呼ばれるウェイトレスは大きな反響を呼んだ。東部やヨーロッパで教育を受けた若い女性ばかりを高給で採用して、「ドッジシティの西にレディなく、アルバカーキの西に女なし」と言われた当時の西部にセンセーションを巻き起こした。多くのハーヴィ・ガールが西部で結婚して、西部開拓に一役買うことになった。ハーヴィの上級な料理とサービスが売り物となり、アッチソン・トピカ・アンド・サンタフェ鉄道は大陸横断鉄道の中でも高い輸送シェアを維持できたと言われている。
1916年時点で鉄道は、アメリカの総旅客輸送量の98パーセントを輸送していた。鉄道労働者は170万人に上り、アメリカの総人口の4パーセントに達している上に、これには鉄道車両メーカーなどの関連産業を含んでいなかった。しかし1905年にはアメリカで初めてのバスの営業が、1907年にはアメリカで初めての有償貨物輸送を行うトラックの営業が、そして1914年にはアメリカで初めてのタクシー営業が始まった。1916年には合衆国議会が高速道路建設の計画 (Federal-aid highway program) を開始した。この年は、アメリカの鉄道網が歴史上もっとも長い、約254,000マイル（約406,400 km）に達した年でもあった。1917年には450万台の自動車と40万台のトラックがアメリカを走っており、1919年には陸軍のトラック部隊が初めて大陸横断実験に成功した (Transcontinental Motor Convoy)。フォード・モーターは1908年にフォード・モデルTの生産を開始し、1914年には年産50万台、1924年には年産120万台となった。1903年にライト兄弟によってライトフライヤー号の初飛行が成功し、1919年にはニューヨークとシカゴを結ぶ初の定期郵便航空路線が、1920年代半ばには民間の定期航空路線が開設された。鉄道の競合者は着々と成長していた。

### 労働問題

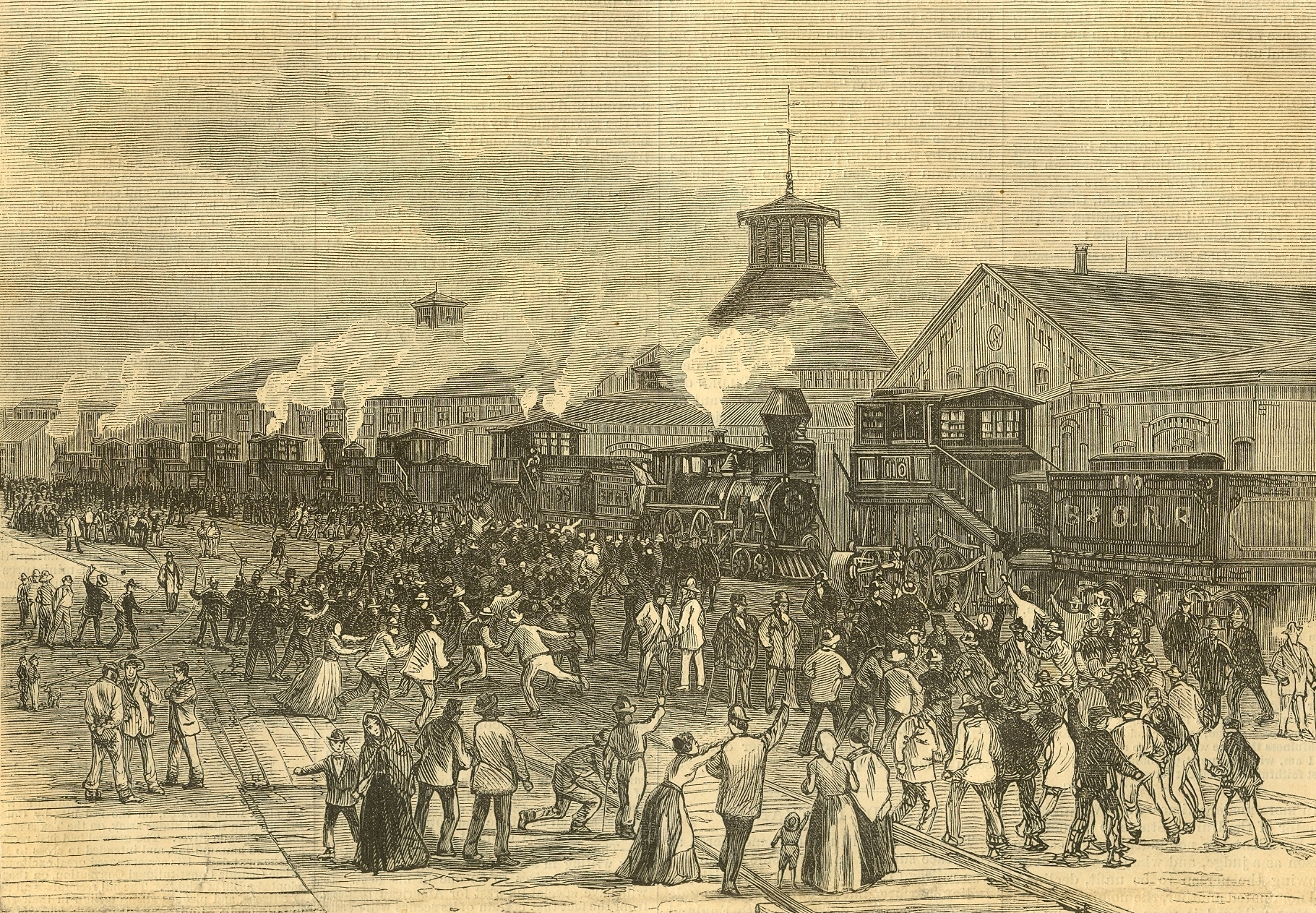
マーティンズバーグでの機関車封鎖事件

南北戦争後、鉄道における労働運動が起こり始めた。当初は労働運動というより親睦団体的な動きから始まったが、1866年に機関士の組合が、1868年に車掌の組合が設立され、その後保線員や駅員、信号扱い手など職域ごとに労働組合が立ち上がっていった。1873年にノーザン・パシフィック鉄道の経営不振によりジェイ・クックの会社が破綻したことをきっかけに1873年恐慌が発生すると、その影響は数年間続き、鉄道会社の経営は大きく悪化することになった。1877年にペンシルバニア鉄道は給料の10パーセントカットを発表し、ボルチモア・アンド・オハイオ鉄道がそれに続いた。7月14日にウェストバージニア州マーティンズバーグにおいて、ボルチモア・アンド・オハイオ鉄道の労働者は給料を元に戻すことを求めてストライキに入り、1877年の鉄道大ストライキが始まった。線路を封鎖し列車の運行を阻止したため、会社の要請で連邦軍が出動した。組合に加入していない労働者を使って列車を動かそうとしたため、組合員は投石を始め、これを阻止しようとして連邦軍が発砲して10人が死亡する騒ぎとなった。ストライキはペンシルバニア鉄道やエリー鉄道、シカゴ・バーリントン・アンド・クインシー鉄道などにも広がり、各地で連邦軍と群集が衝突して多数の死傷者を出した。結果的にこのストライキは失敗に終わった。機関助士であったユージン・V・デブスは、戦術的に統一されておらず団結していなかったことが失敗の原因であると考え、職域を越えて団結する労働組合の結成へ動いた。
1893年にデブスは、アメリカ鉄道組合の結成を呼びかけ、自身はその総裁に就任した。1894年には15万人の組合員を擁するようになり、その力で同年のグレート・ノーザン鉄道におけるストライキを成功に導いた。一方、1893年の恐慌により収入が減少していたプルマンでは、1877年の大ストライキのときと同じように労働者の給料をカットしようとし、同じくストライキを招いた。本来プルマンの鉄道車両製造事業部門の労働者は、アメリカ鉄道組合の規約上組合員資格があるか疑念のあるところであったが、組合はプルマンの労働者を受け入れた。また組合上層部は、プルマンでのストライキを支持していなかったのであるが、組合の力を過信する現場の労働者は強硬なストライキに突入した。結果的にプルマンでのストライキは連邦軍の出動を招いて死傷者が出る騒ぎとなり、デブスは逮捕され組合は解体に追い込まれることになった。
鉄道経営者は、ストライキ参加者のブラックリストを作成して共有し、他の鉄道会社で二度と雇わないことでストライキを防止しようと努めた。しかし、現場の管理職にはストライキ参加者に同情的なものも多く、また組合側にブラックリストの仕組みを見抜かれていたこともあって効果的にストライキを抑止することはできなかった。結果として20世紀初頭には鉄道会社は、政府による規制と労働組合からの圧力の双方に対応して経営していかなければならないことになった。また他の産業に先行して鉄道で発生した労働問題と労働争議への対応のために多くの立法がなされ、調停するための社会制度が整備されたことは、その後の他の産業での労働問題への対処の基本となっていった。
職域を越えた労働組合結成の動きが失敗しても、職域ごとの労働組合は強固な組織を保っていた。機関士友愛組合 (Brotherhood of Locomotive Engineers)、機関助士友愛組合 (Brotherhood of Locomotive Firemen and Enginemen)、車掌友愛組合 (Order of Railroad Conductors of America)、列車乗務員友愛組合 (Brotherhood of Railway Trainmen) の4つの組合が鉄道における四大労働組合で、職業別の組合組織、アメリカ労働総同盟に参加しない孤立主義などを特徴としていた。1897年時点でアメリカ合衆国における労働組合員数の4分の1がこれらの組合に属しており、1914年時点でこれらの職域における労働者の9割が加盟していた。こうした組織力を背景として、鉄道会社との団体交渉の制度は定着し、昇進や労働時間に関する規定などが決められていった。各地の鉄道関係の労働組合は相互に連携して交渉を行い、鉄道会社もそれに対応して全国的な組織で対応したので、1つの労働争議が全国的な鉄道網の停止につながりかねず、合衆国経済全体にとって大きな意味を持つようになった。必要な場合には法律に基づく調停委員会が介入して、双方を妥協させるといった対策が採られた。
しかし労働者側の要求は次第にエスカレートしていき、特に第一次世界大戦開戦にともなってヨーロッパからの移民が減少すると労働力不足が顕著となったこともあって、さらに組合の力が増大することになった。1916年には、1日8時間労働と超過勤務に対する割増賃金を要求して会社側と対立し、全面的なストライキへ突入する恐れがでてきた。ウッドロウ・ウィルソン大統領は危機を回避するために議会に教書を送り、1日8時間労働を認めるアダムソン法を緊急に可決して、ストライキを中止させた。この法律は合憲性をめぐって裁判となり実施が遅れていたが、組合側は完全実施を求めて1917年3月17日に再度の全国規模のストライキを指令し、これを政府が交渉により延期させて最終的に3月19日に合憲であるという最高裁判決が出て、ついに8時間労働が標準となった。

### 鉄道と人種差別

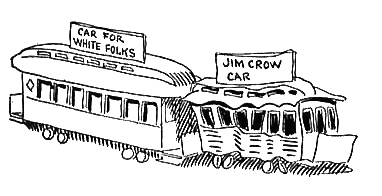
ジム・クロウ法による乗車車両の分離を揶揄したイラスト

南北戦争以前の鉄道では、特に南部において黒人差別は厳しく徹底されており、奴隷の逃亡を防ぐために奴隷所有者の許可証がなければ鉄道会社は黒人に対して乗車券を売らなかった。乗車する車両は白人と区別されて専用の粗末な「ニグロ・カー」を割り当てられ、もっぱら奴隷商人が「商品」を運搬する目的でのみ黒人は鉄道を利用していた。たとえ奴隷所有者の許可証があったとしても黒人だけでの長距離移動はほとんど不可能であり、特に北部への逃亡を防ぐためにボルチモアとフィラデルフィアの間の鉄道は厳しい統制下に置かれていた。逃亡奴隷を捜索・捕捉して懸賞金を得る奴隷誘拐者も跋扈していた。北部では少なくとも1830年代には法律上は奴隷制が廃止され、南部のように組織的・制度的に統一された黒人差別が行われているわけではなかったが、やはり慣習的に乗車する車両は区別されていた。
南北戦争後、黒人の境遇を改善する諸改革が実行されていったが、一方で差別を維持しようとする法律も南部諸州で依然として維持・制定されていた。これは連邦軍の占領下では無力なものとなり、1880年代頃までは黒人は乗車券を買えば一等車に乗ることもできる状況が広く見られた。もっとも、この当時の黒人の経済力では、一等車の乗車券を買えるのはほんの一握りであった。一方北部でもこの時期は黒人差別がいくらか緩和され、黒人が専門的な職に就いたり、列車内で白人と黒人が同席したりすることは珍しいことではなくなった。
しかし1880年代頃からは黒人差別が南部北部ともに再開・強化されるようになり、白人と使用施設を区別することを求めるジム・クロウ法が南部諸州によって制定されるようになり、鉄道においても再び白人専用車両と黒人専用車両が分けられるようになっていった。1892年に白人専用車両に乗車した黒人男性が訴えられた件は合衆国最高裁判所まで上告され、「分離すれど平等」として処罰を認める判決が下され（プレッシー対ファーガソン裁判）、こうした差別的な扱いが撤廃されるのは1960年代を待つことになった。
黒人差別は鉄道の旅客に対してのみではなく、従業員に対しても行われた。黒人は機関助士（火夫）や制動手のような厳しい労働が要求される分野で多く働いていたが、この当時の機関士は機関助士から昇格するものであったため、少なからず黒人機関士も見受けられていた。鉄道の労働問題に際して、白人の労働組合は黒人職員を受け入れるかどうかについては一貫性が無かった。1893年に結成されたアメリカ初の産業労働組合であるデブスによるアメリカ鉄道組合も、1894年の大会でアフリカ系労働者を締め出す条項を可決した。1880年代頃からの黒人差別の再開強化に伴い、職を巡って競合して賃金を切り下げる要因になるとみなされた黒人労働者は次第に白人の迫害もあって鉄道の現場から追放されていき、やがて黒人の機関士はまったく見られなくなっていった。鉄道労働における数少ない黒人の活躍の場は、先述したようなプルマンのポーターとしてであった。

## インターアーバン

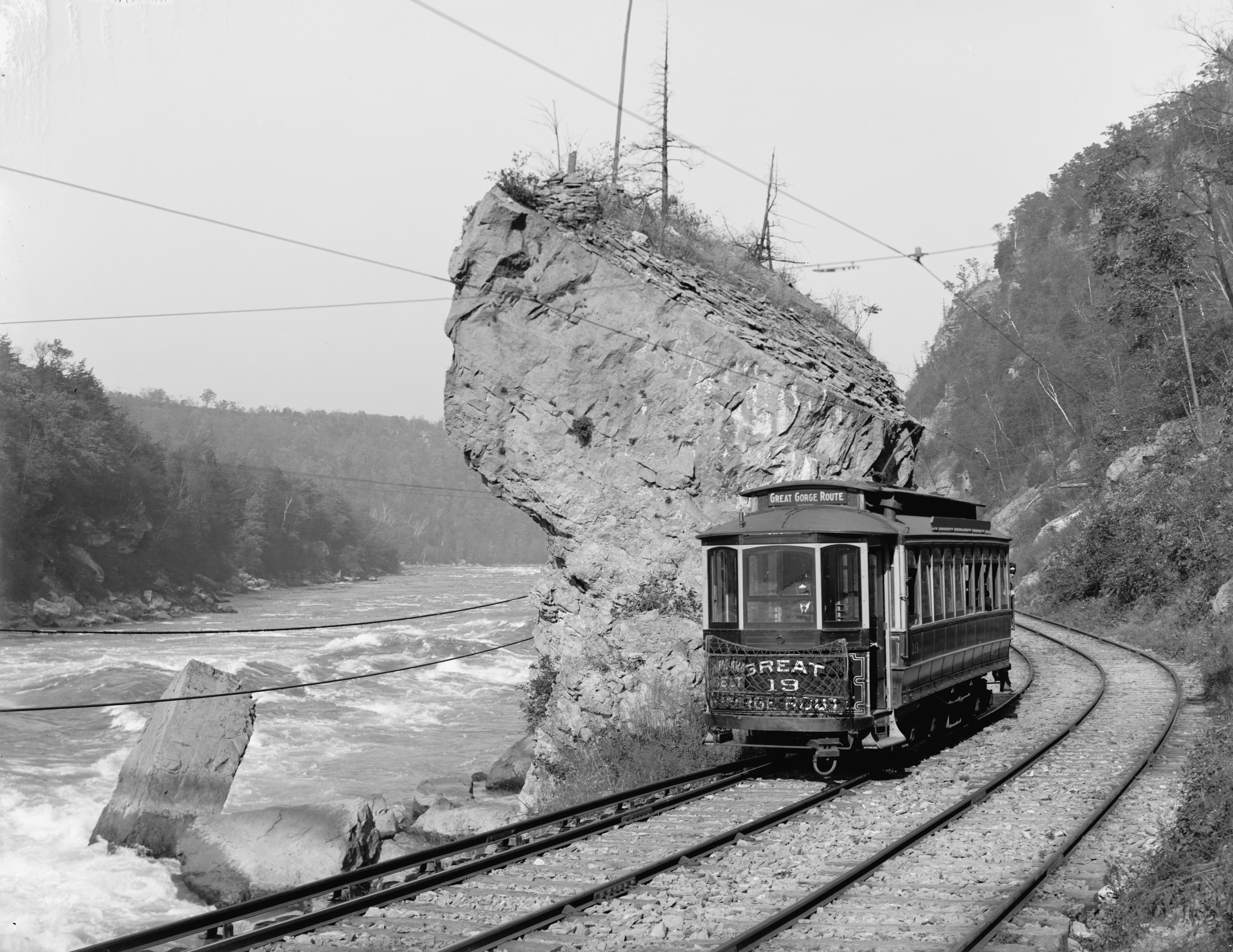
インターアーバンの例、ナイアガラ・ゴージ鉄道

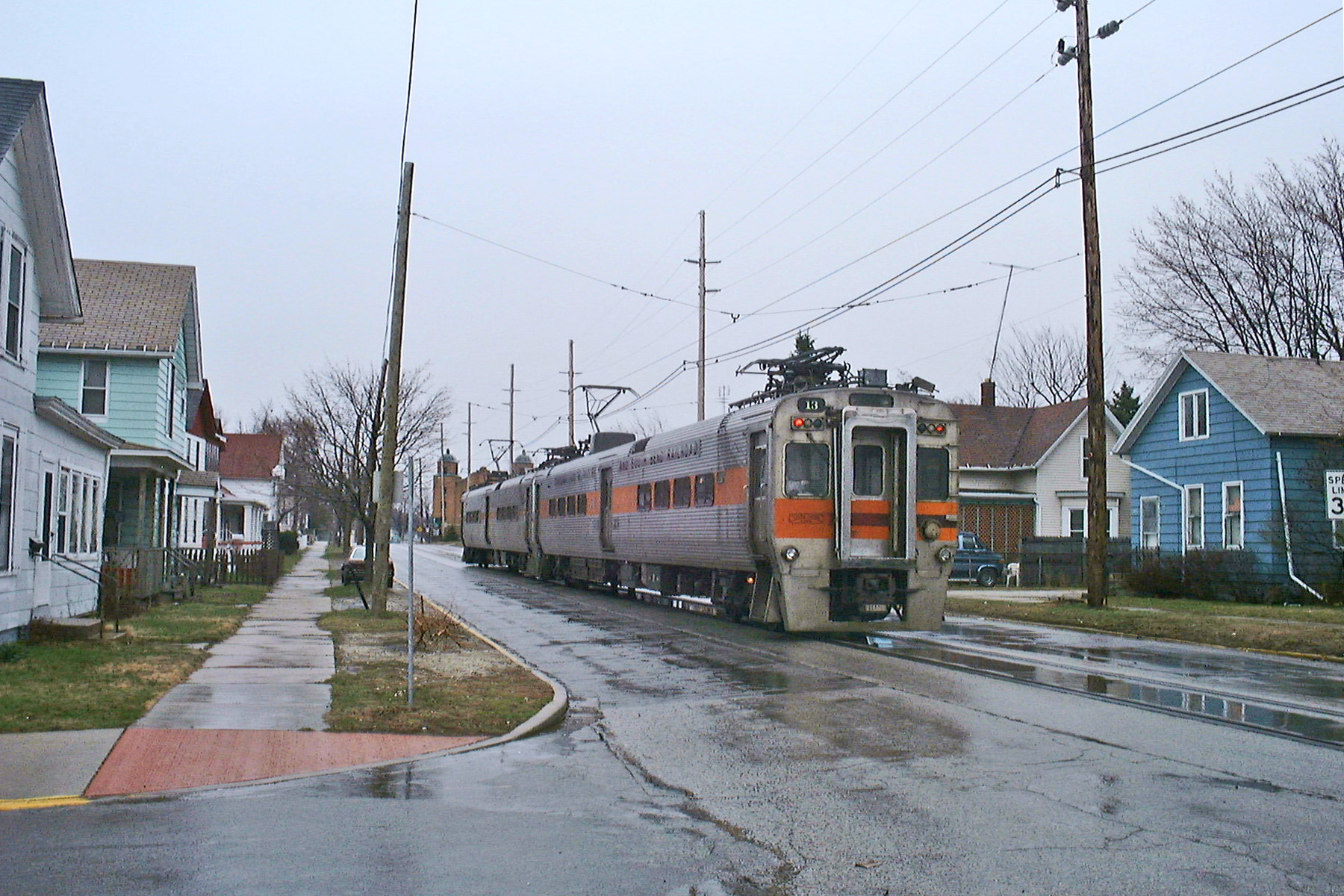
今日でも運行されている数少ないインターアーバン、サウスショアー線

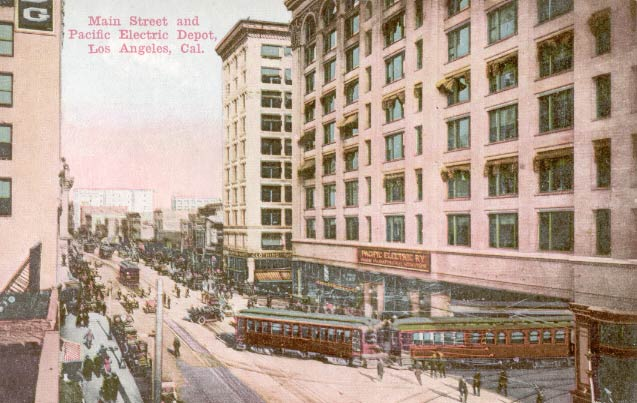
かつてロサンゼルスで運行されていたパシフィック電鉄（1910年頃）

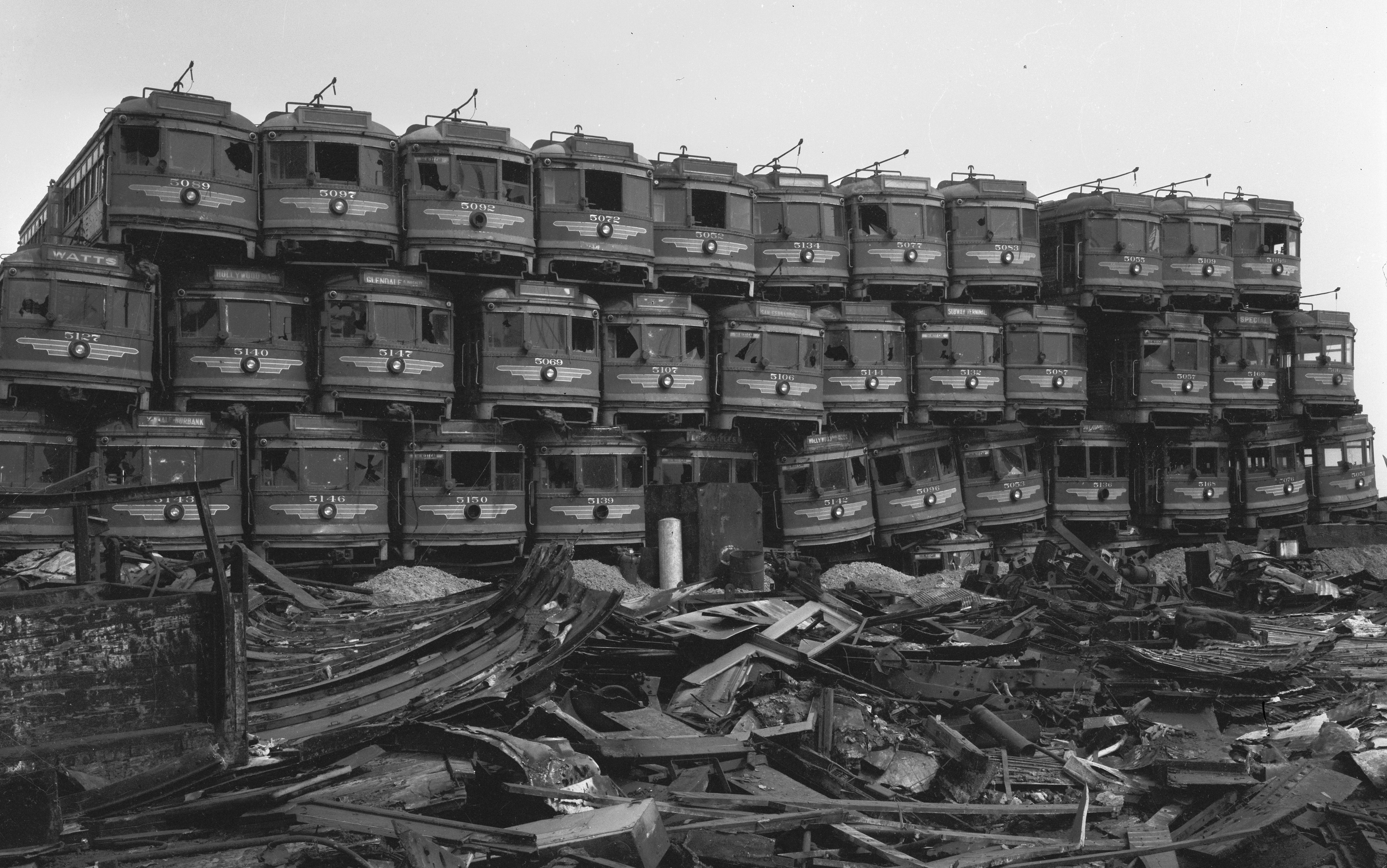
廃止となり、スクラップになったパシフィック電鉄の電車

1880年代頃の時点で都市間の鉄道は蒸気鉄道が発展していたが、都市内の交通は馬車あるいは馬車鉄道に頼っていた。馬車鉄道は速度が遅い上に馬の維持に多額の費用がかかっており、代替となる都市内交通手段が求められていた。蒸気機関車を都市内で運転しているところもあったが、郊外には適していても都市内では煙害が大きな問題であった。馬車鉄道のような路面軌道では馬による牽引に代えて、サンフランシスコのケーブルカーのように地上側のケーブルの牽引によるものや、バッテリーで走行するものなどが試みられ、ケーブルカーはそれなりの普及を見た。1880年代になると第三軌条や架空電車線方式による様々な形態の路面電車の開発が始まった。その中で最終的に広く普及する路面電車の開発を行ったのは、フランク・スプレイグであった。スプレイグは、架線からトロリーポールを使って集電する仕組みや、台車枠と車軸の間に電動機を渡しかけて、電動機が車軸の変位に応じて位置を変えながら回転を歯車で伝達する吊り掛け駆動方式などを開発して、路面電車を実用的に運行できるようにした。1887年にバージニア州リッチモンドで初めてスプレイグ方式の路面電車が開業し、大きな成功を収めた。この成功は大きな注目を集めてスプレイグの会社には注文が殺到し、1901年までにアメリカ合衆国内だけで総延長15,000マイル（約24,000 km）を超える路面電車が運転されるようになった。
こうした路面電車の発展により、郊外や都市間でも電気鉄道を運転したいという需要がでてきた。特に、移民の増加と高い出生率により農村の人口は増加を続けていたので、農村と近隣の都市の間での交通需要は高まりつつあったが、これを満たせる交通機関はそれまで存在していなかった。そこで、たとえばニューイングランド地方では都市内部の路面電車がそのまま郊外にまで延長されていくようになった。この地方では通常、設備や運賃制度などは都市内部と同じまま延長した形態となっていた。一方それ以外の地方では、郊外においては都市内と区分された形で電気鉄道が敷設されるようになり、在来型鉄道のように乗車券による運賃徴収を行ったり、路面軌道ではなく専用の軌道を備えたりした。こうした路面電車の延長線上ではあるが、郊外に進出してより在来型鉄道に近い運営形態を取るようになった電気鉄道のことをインターアーバンと呼ぶ。インターアーバンと単なる路面電車、あるいは従来型鉄道をどう区分するかには混乱も見られるが、インターアーバンの特徴としては、電気で走ること、旅客輸送中心であること、都市内の路面電車より大型で高速な車両を使うこと、都市内では路面を走行しても郊外では専用軌道を走ることが挙げられる。
定義が明確ではないためインターアーバンの路線が最初にどこに建設されたかを確定することはできないが、1890年代から次第に建設が進められていった。特にヘンリー・エヴァレット (Henry Everett)とエドワード・ムーア (Edward Moore) がオハイオ州とその周辺で建設を進めたインターアーバン網は、自社による建設と他社の買収合併を組み合わせることで急速に拡大し、1902年初頭の時点で約1,500マイル（約2,400 km）の路線網を抱え、さらに数百マイルが建設中であった。エヴァレットとムーアの会社が大きな利益を上げていたことから、1900年から1908年にかけてインターアーバン建設ブームが発生した。インターアーバンは、都市と近隣の村落を結ぶものもあったが、多くは既存の鉄道路線に並行して建設されるようになり、都市と都市を結ぶように成長していった。インターアーバンは、並行する鉄道路線に比べて速度は3分の2ほどであったが、4倍から6倍の頻度で運転され、半分から3分の2程度の運賃であったため、並行鉄道路線から多くの乗客を奪った。
インターアーバン建設ブームの時代には、1年に1,000マイル (1,600 km) を超えるペースで開通した。インディアナ州のインディアナポリスは周辺の多くの都市へインターアーバンが放射状に伸びるターミナルとなった。インターアーバン同士がつながり、オハイオ州ニューアークからインディアナ州マーティンズビルまで、256マイル（約410 km）にわたってインターアーバンだけを乗りついでいけるほどになった。ミシガン州ではデトロイトがインターアーバン網の核となった。
しかしすべての会社が儲かっているわけではなく、この時期であっても失敗して廃線に追い込まれるインターアーバンも珍しくなかった。エヴァレットとムーアの会社も、路線自体は儲かっていたが経営管理の失敗により破綻し、資産を整理して再建を図らなければならなかった。本質的にアメリカの鉄道は貨物中心であり、従来の蒸気鉄道から旅客輸送の、それも単価の安い短距離輸送の多くを奪ったとしても、その収入は小さくならざるを得なかった。1902年の調査では、オハイオ州で営業していた16社のうち、配当を払えていたのは9社に過ぎず、インディアナ州では27社中2社、ミシガン州では24社中4社であった。1907年恐慌により建設ブームは収束し、その後は緩やかなペースに留まった。1908年までの急速な建設により需要の見込める主要な路線は建設されてしまっており、残されているのは需要の少ない路線であるにもかかわらず、建設コストが増大して利益を見込めなくなっていたことや、インターアーバンが利益を上げづらい産業であるという情報が投資家にも広まったこと、そして州際通商委員会の規制で在来型の鉄道の運賃が下がったため、インターアーバンの運賃上の有利性が薄れて旅客を集めづらくなったことなどが影響した。しかしそれでも新たなインターアーバン路線の提案は続いた。インターアーバンの計画の中でも壮大なものとしては、シカゴ-ニューヨーク・エレクトリック・エアライン鉄道の構想がある。シカゴとニューヨークをほぼ一直線に勾配が緩く曲線の少ない全線立体交差の路線を建設し、少なくとも75マイル毎時の平均速度で両都市を10時間で結ぶというものであった。この路線は実際に着工されたが、シカゴ近郊の比較的平坦な区間であってもこの規格での建設は費用がかかりすぎ、ごく一部の区間を開通させただけで破綻した。
インターアーバンの総延長は、1916年に15,580マイル（24,928 km）に達して最大となった。しかしインターアーバンが全盛であった時代であっても、利益は投資家が期待したほどの水準には達していなかった。線路の規格が低すぎて高速走行の障害となり、借金に頼って建設した結果利子の支払に苦しみ、路上走行することに対する地元からの批判はますます強くなっていった。こうした元からインターアーバンにとって厳しい経営環境であったのに追い討ちをかけたのが、自家用車の普及であった。自家用車は、まさにインターアーバンが得意としていたような郊外と近隣の都市を結ぶような旅客輸送ではとても便利であり、また一度購入すればマイルあたりのガソリン代は、特に多くの人数で乗ればインターアーバンの運賃より安かった。さらにバスの性能が向上すると、しばしばそちらの方が便利となっていった。インターアーバンの会社自体が、他のバス会社の進出を防ぐためにバス事業に乗り出した場合もあった。
インターアーバンは第一次世界大戦前から次第に衰退が始まり、1915年が最後にまとまった距離のインターアーバンが建設された年であった。大戦中は戦時輸送で小康を得たものの、1920年にはついに1890年以来初めて、新規の路線建設がなくなった。1924年を過ぎると急速に衰退していった。1933年までに多くのインターアーバンは廃止となった。旅客輸送を主体とするというインターアーバンの本来の趣旨に反して、1934年以降も運行を続けたインターアーバンの多くは貨物輸送を兼営し、蒸気鉄道と接続して貨物の連絡輸送を行うことで収益を上げていた。なかには旅客営業を廃止し電気設備を撤去して、蒸気機関車運転の貨物専業鉄道に転換した会社もあった。第二次世界大戦中も戦時輸送に伴う小康を得た後、1947年から1955年の間に残っていたインターアーバンのほぼすべてが廃止となった

## 戦時輸送

### 第一次世界大戦

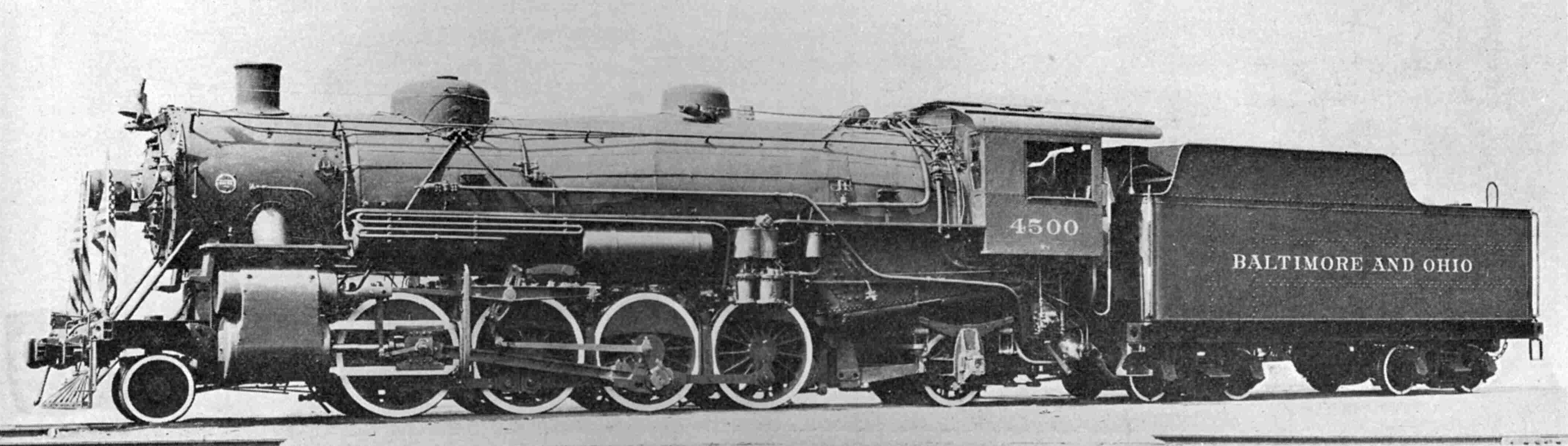
アメリカ合衆国鉄道管理局が発注した標準のミカド型（車軸配置2-8-2）蒸気機関車

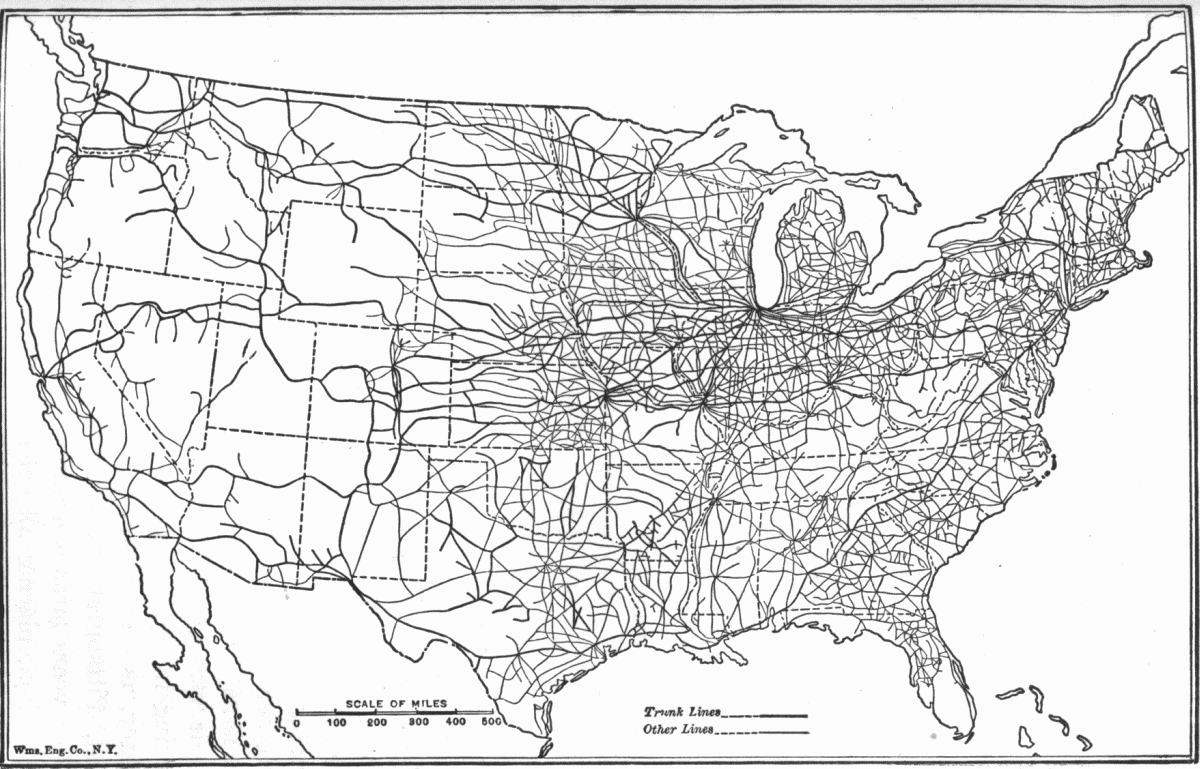
1918年時点のアメリカの鉄道網

1917年4月、アメリカ合衆国はドイツに対して宣戦布告し、第一次世界大戦に参戦した。議会は新たな法律により、州際通商委員会に対して一定の規則にしたがって交通の統制を行う権限を与えた。また陸海軍の担当者の判断で、特定の輸送に優先権を設定する権限を与えた。しかし機関車も貨車も大幅に不足しており、また軍の担当者は全輸送の85パーセントに優先権を与えてしまうなど優先権設定権を乱用してしまい、その上に東部の港では積み降ろし施設が不足していたために貴重な貨車を倉庫代わりに長期間留置するはめになるなど、大混乱をきたした。
ウィルソン大統領はこうした混乱を収束するために、1916年8月29日の陸軍歳出予算法に基づき、大統領告示を1917年12月26日に発表し、アメリカ合衆国の鉄道網を政府が管理することを宣言した。これによりアメリカ合衆国鉄道管理局が設立され、12月28日にウィリアム・マカドゥーがその長官に指名された。政府・鉄道会社・労働組合の代表から構成される委員会が設置されて、日々の鉄道運営を行った。
アメリカ合衆国鉄道管理局は、アメリカの鉄道網を3つの地域に分けて管理した。ミシシッピ川より東で、オハイオ川とポトマック川より北の地区を東部地区、南の地区を南部地区、ミシシッピ川より西を西部地区とした。電信会社や宅配会社も管理下に収められた。重複する旅客・貨物輸送は可能な限り削減され、貨物列車は最短距離で運行できるように計画が立てられた。12種類に標準化された合計約2,000両の機関車が、ボールドウィン・ロコモティブ・ワークス、アメリカン・ロコモティブ、ライマ・ロコモティブ・ワークスの3大メーカーに発注された。また10万両近い貨車も発注された。プルマンに代表される豪華な寝台列車のサービスは削減され、食堂車のメニューも限られたものになった。これらの努力により1918年には鉄道は4050億トンマイルの貨物と420億人マイルの旅客を輸送した。
インフレーションの進行は大きな問題で、鉄道の運行に必要な備品、特に燃料の値上がりは激しかった。また戦時中は軍需産業が労働力を必要とし、軍の動員の進行も人員不足を招く要因となったことから労働者の賃金の上昇は著しく、鉄道の労働組合も物価上昇と他の産業における賃金上昇に見合った賃上げを要求した。そこで鉄道賃金委員会 (Railroad Wage Commission) が設置されて、妥当な労働条件と待遇を検討し、1918年には一挙に最大40パーセントの賃上げが決定された。一方で賃金水準が低い者ほど高い賃上げ率としたため、機関士と機関助士、車掌と制動手などそれまで明確に賃金の差が付けられていた職種間での賃金格差が縮小する結果となった。さらに参戦前にすでに決定されていたはずの賃金上昇も含めた賃上げ率としたため、労働者の大きな不満を招いた。このため再度鉄道の賃金・労働条件に関する委員会 (Board of Railroad Wages and Working Conditions) が設置されて、再び賃上げが実施された。大戦前は鉄道会社ごとに待遇は大きく異なっていたが、大戦中の政府管理により全国一律の待遇体系への統一が進んだ。またこうした待遇体系を決める際には女性であれ黒人であれ同じ待遇を適用するとし、アメリカで初めて「同一労働同一賃金の原則」を確立した。これは女性や黒人などからの要求によるものではなく、むしろ男性白人労働者が女性や黒人に安い賃金で職を奪われることを恐れて同一にすることを要求したためであった。
こうした物価高騰や賃金上昇に対して運賃の値上げも行われたが鉄道は赤字に陥り、1日200万ドルの税金を投入して運行を続けなければならなかった。最終的にアメリカ合衆国鉄道管理局が解散する際の報告によれば、期間中合計で9億ドルの損失が出たとしている。1918年に休戦協定が締結された後、マカドゥーは個人的な経済上の理由により辞任したが、鉄道労働者からの評判はよかったため、彼を支援しようと1人1ドルを寄付する運動が始まるほどであった。
戦時中に時間外労働に対する割増賃金で潤っていた鉄道労働者は、休戦協定により軍需輸送が減少したことで時間外労働が減少したため、賃金の減少に悩まされるようになった。一方で生活費の高騰は続いていたため、1919年には労働者がさらなる賃金改善を求めて経営側と対立するようになった。8月には大きなストライキがおき、アメリカ合衆国鉄道管理局は譲歩を余儀なくされた。その後アメリカ合衆国鉄道管理局と労働組合は全国協定を結び、労働者の昇進規則や超過労働への割増賃金、職務と作業の区分などにわたって詳細な規定がなされた。これは、連邦管理終了後の鉄道会社の労務管理の自由度をなくし経営を束縛することになった。
1920年運輸法（Transportation Act of 1920、エッシュ・カミンズ法）の規定に基づき、1920年3月1日付で鉄道網は元の所有者に返却され民営に戻った。労働者側からは、これを機に本格的な国有化を望む動きもあったが、これは受け入れられなかった。既に鉄道は多くの競合者との競争にさらされ、独占的地位を失い利益を自由に出せる立場ではなくなり、強欲ではあったが鉄道の特性をよく理解して経営していた泥棒男爵たちはいなくなって、鉄道のことをあまり理解していない銀行家などが経営する時代になっていたのであるが、それでも世間の認識ではまだ鉄道は富の源泉で独占の象徴とみなされていた。そこで1920年運輸法では州際通商委員会の規制権限はさらに強化された。鉄道会社の利益率は規制され、合併や路線の新設・廃止もすべて委員会の許可が必要とされるようになった。一方で、労働者の賃金上昇に見合った運賃値上げを認めることになり、州際通商委員会はさらに鉄道業の保護の性格を強めるようになった。
大戦中にアメリカ合衆国鉄道管理局により輸送の標準化が推進されたため、以前は鉄道会社同士が激しく競争し個性的であったサービスは、1920年代にはいくらかのダイヤ編成上の特徴と食堂車のメニュー以外には、あまり違いがみられなくなっていた。

### 大戦間期

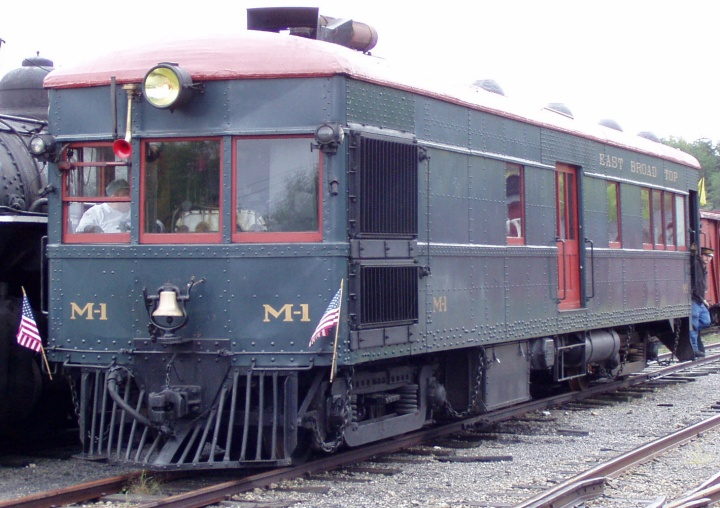
ドゥードゥルバグの例

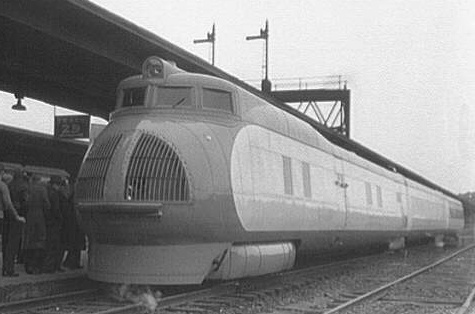
ユニオン・パシフィック鉄道のM-10000形

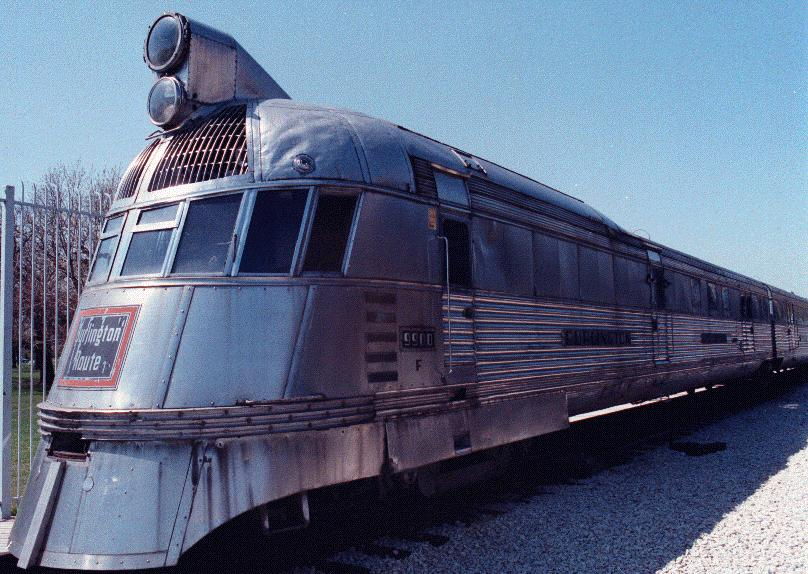
シカゴ・バーリントン・アンド・クインシー鉄道のパイオニア・ゼファー

第一次世界大戦終結後民営に戻された鉄道は、戦時中の酷使で施設や車両が荒廃しており、まずその修復から始めなければならなかった。しかし1920年代は空前の好景気であり、それに支えられて鉄道は好業績を上げることができた。旅客輸送は依然として鉄道が多くを占めており、1929年時点で1日約20,000本の旅客列車が運転されていた。ところが、すでに1926年以降は旅客輸送量は減少に転じていた。もともとアメリカの鉄道は貨物中心であり、旅客輸送はほとんど利益を上げていなかった。旅客と貨物の会計は明確には区分されていなかったので、実際には旅客輸送はまったく収益を上げていなかったのが貨物輸送の収益で覆い隠されていただけであると指摘されている。
1916年を最高として、アメリカの鉄道網は縮小を始めていたが、アラスカ準州においてアメリカ国内最後の本格的な本線級の鉄道建設が行われた。第一次世界大戦前に議会がスワードとフェアバンクスを結ぶアラスカ鉄道の建設を決め、1923年7月1日に完成した。
1920年代の好景気は1929年の株価の大暴落によって終わり、1930年代は世界恐慌の時代となった。鉄道の経営にも恐慌は大打撃を与え、1929年に7億8000万人いた旅客は1932年に4億7800万人へ急減した。1928年に170万人いた鉄道労働者は、1938年には93万9000人とほぼ半減した。多くの鉄道が倒産し、鉄道の運行続行が政府の重大な関心であったことから、1932年の連邦倒産法77条の規定で、倒産した鉄道は裁判所の指名する破産管財人の下で運行を続行できることになった。
自動車や航空機といった競合者の出現に、鉄道は高速性や内装の快適性、優れた列車の外観や便利な運行ダイヤ、そしてそれをアピールする広告といったもので対抗した。一方で鉄道は独占に安住して、技術革新を怠り競合する交通手段を法的に規制することで競争を逃れようとし、独占を維持することに汲々となっていたとの指摘もされている。また、鉄道は本質的に線路に多額の固定費用がかかるが、自動車は道路に対する固定費用の負担が無くもっぱら車両の更新にだけ集中的投資を行えることや、自動車や電機などこの頃勃興した新しい産業では工場の生産ラインに直結する小回りが利いて迅速なトラックによる小口輸送が適合したことなど、構造的な要因もあって、次第に鉄道は不利な立場に置かれつつあった。
この時代、地方の支線区ではドゥードゥルバグ（アリジゴクという意味）と呼ばれる車両が出現した。ドゥードゥルバグはガソリンエンジンやディーゼルエンジンを搭載して発電し、その電気で電動機を駆動して走る電気式気動車で、1922年にシカゴ・バーリントン・アンド・クインシー鉄道が製造したのが最初の実用的な例とされている。ドゥードゥルバグはバスに対抗することを目的としており、実際にその目的をある程度達成した。蒸気機関車が牽く通常の客車列車に比べれば、運行コストははるかに安かった。しかしこの時代のエンジンではまだ出力不足であり、また室内は騒音や振動がひどく内装も劣悪で、1930年代には多くの鉄道会社が支線での旅客営業を諦めていったことから、一時的な流行にとどまった。
しかしドゥードゥルバグの経験は、その後の流線形車両へと生かされた。より強力なディーゼルエンジンを搭載して、1934年にユニオン・パシフィック鉄道がM-10000形を送り出した。この列車は内装も改善され、強力なエンジンにより90マイル毎時以上で走行できた。複数の車両で編成を構成しており、車内に供食設備も用意された。ユニオン・パシフィック鉄道はこれをさらに増備して、高速ディーゼル特急網を整備し始めた。またシカゴ・バーリントン・アンド・クインシー鉄道は、新興のバッドにオールステンレスのディーゼル車両を発注し、パイオニア・ゼファーを送り出した。こうした新型車両は映画を通じて宣伝され、好評を博した。

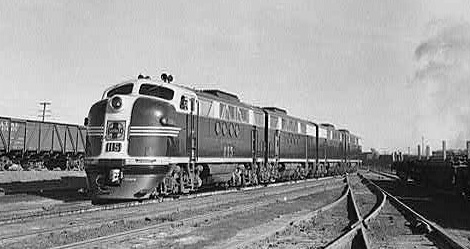
アッチソン・トピカ・アンド・サンタフェ鉄道で使用されるFTシリーズディーゼル機関車

気動車のほかに、従来型の客車列車・貨物列車の牽引を蒸気機関車からディーゼル機関車へ置き換える動きも始まった。アメリカで広く使用されるようになったディーゼル機関車はドゥードゥルバグ同様に電気式のものであった。既存の蒸気機関車メーカーに代わり、ゼネラル・エレクトリックやゼネラルモーターズ傘下のエレクトロ・モーティブ・ディビジョン (EMD) がディーゼル機関車の製造を進めた。
ディーゼル機関車は蒸気機関車に比べて2倍ほどの値段がしたが、多くの利点があった。蒸気機関車では1両に機関士・機関助士・制動手の3人が乗ることが多く、重連運転では機関車1両ごとにこの組み合わせが必要であった。しかしディーゼル機関車では1人の機関士が複数の機関車を同時に制御できるので、3重連の貨物列車ならば要員数は9分の1になり、運行コストの低減に大きな効果があった。また砂漠など乾燥地帯を走る鉄道では、蒸気機関車の消費する水が大きな問題であったが、ディーゼル機関車は水をほとんど消費しないので、これも運行コストの低減に効果があった。このため、特に乾燥地帯を長く走る路線をかかえていたアッチソン・トピカ・アンド・サンタフェ鉄道では、急速にディーゼル化が進んだ。そして蒸気機関車は、運行を続けるためには頻繁に保守作業が必要で、同形式でも1両1両の部品が現物あわせで造られているために簡単には交換不能で、熟練の職人が大勢で作業をしなければ運行体制を維持できなかった。しかしディーゼル機関車は自動車の生産方式が取り入れられており、同じ形式ならばどの車両でも互換の部品が使用されており、大して熟練していない職員でも部品の交換だけで簡単に短時間で整備することができた。
ディーゼル機関車では機関車メーカーの販売体制も変わった。それまで蒸気機関車では鉄道会社が多くの設計を行って機関車メーカーに発注していたが、ディーゼル機関車ではメーカーのラインナップから選択する形になり、鉄道会社の独自性は外部塗装程度になった。貨物用と旅客用の区別もほとんどなくなり、旅客用はギア比を高速用に設定し、蒸気暖房用の蒸気発生装置を搭載する程度であった。また蒸気機関車に比べて約2倍の高価格をカバーするために、EMDは鉄道会社に分割払いでディーゼル機関車を提供する枠組みを用意し、儲かっていない鉄道会社でもとりあえずディーゼル機関車を導入して、その後の運行コスト削減分の中から支払いができるようになった。
一方ディーゼル機関車の普及に対抗して、従来からの蒸気機関車メーカーも蒸気機関車の改良を試みた。転がり軸受を動輪に採用して保守の手間を軽減し、給排気にポペットバルブを採用して効率を改善するなどの試みが行われた。またペンシルバニア鉄道やチェサピーク・アンド・オハイオ鉄道では蒸気タービン機関車の試行も行われた。しかしこうした技術はある程度の効果はあったものの、ディーゼル機関車に対抗するには遅すぎる開発であった。1936年に開発されたユニオン・パシフィック鉄道3985形蒸気機関車通称チャレンジャーと、1941年に開発されたユニオン・パシフィック鉄道4000形蒸気機関車通称ビッグボーイは、巨大な関節式蒸気機関車で、高速性と牽引力を兼ね備えており、これまでにない高速で貨物列車を牽引することができた。105両のチャレンジャーと25両のビッグボーイが製造され、第二次世界大戦の戦時輸送で大きな役割を果たした。ビッグボーイは出力が6,000馬力に達し、世界中で実際に製造された蒸気機関車の中で最大であった。

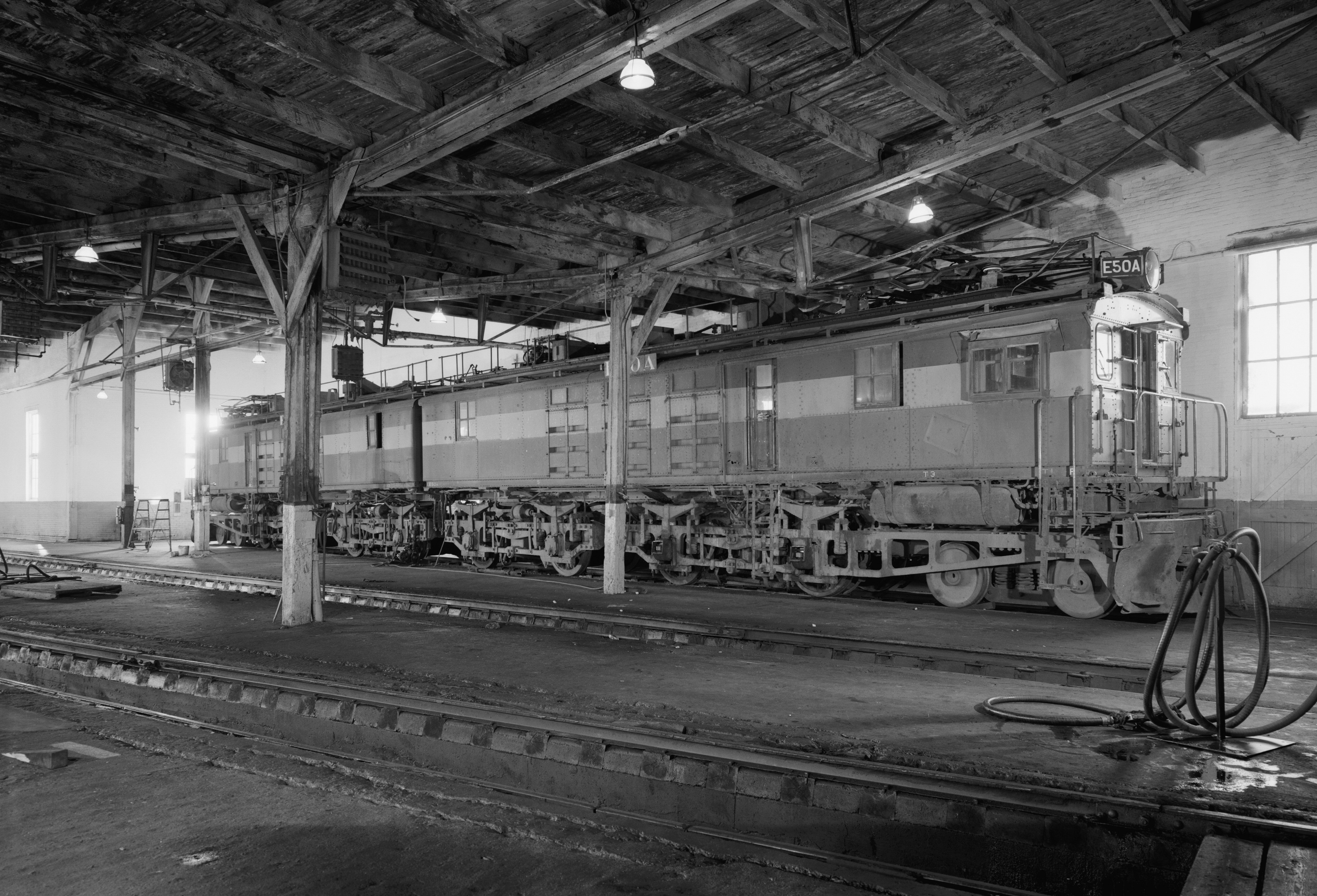
ミルウォーキー鉄道EF-1形電気機関車（1915年）

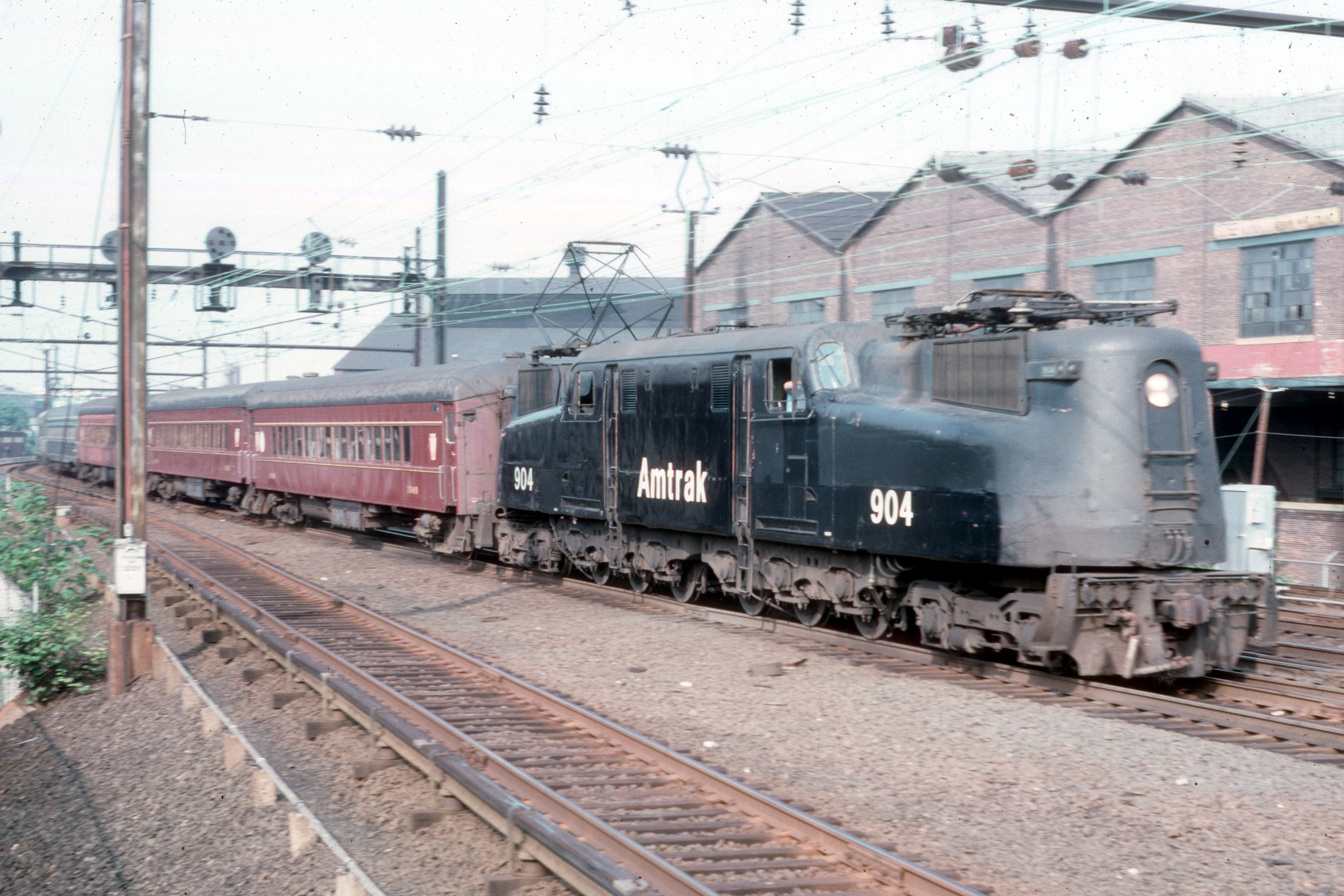
ペンシルバニア鉄道のGG1形（アムトラックに移管後の写真）

電気機関車の導入を進めた鉄道もあった。すでに第一次世界大戦前にミルウォーキー鉄道では電化が行われていたが、大戦間期にはニューヨーク・ニューヘイブン・アンド・ハートフォード鉄道、バージニアン鉄道、グレート・ノーザン鉄道などでも電化が行われ、電気機関車が導入された。ペンシルバニア鉄道ではニューヨーク近辺に限られていた電化を世界恐慌の時期に大きく広げ、1935年にはワシントンD.C.とニューヨークの間の電化が完成した。ペンシルバニア鉄道は、アメリカの電化区間の40パーセントを保有するなど特に電化区間が長かった。1934年に投入されたペンシルバニア鉄道GG1形電気機関車は、レイモンド・ローウィ設計による優美な外観と強力な牽引力、高速性と高い信頼性を兼ね備えた優れた機関車であった。
信号システムもさらに進歩した。1920年代には州際通商委員会の指令により、一部の旅客量の多い鉄道では車内信号の導入が行われた。また1922年には一部区間での自動列車制御装置 (ATC) の導入も指令され、制限速度を違反すると自動的に列車を止める仕組みが装備された。エレクトロニクス技術の進歩により列車集中制御装置 (CTC) の導入も進み、各駅の信号扱所で運行を取り扱っていたのが中央の指令所に統合され、合理化と運行の効率化に大きく貢献した。ペンシルバニア鉄道では、実験的ではあったが指令室と機関士や車掌が通話することのできる誘導式電話装置の導入を行っている。
この時代、鉄道が競争力を保つ上で重要な要素となったのがエア・コンディショナー（冷房）であった。19世紀には氷を利用した空調システムがすでに考案されていたが、実用的になったのは1920年代後半であった。冷房の方式は大きく分けて3つあり、氷を利用して冷却した空気を循環させるもの、蒸気機関車からの蒸気により冷凍機のコンプレッサーを駆動するもの、車軸の回転により冷凍機のコンプレッサーを駆動するものがあった。この時代の技術では冷房を搭載できるのは鉄道車両だけで、自動車には無理であった。冷房を導入するとすぐに乗客が増加する顕著な効果があり、なかには冷房が導入されている路線を選んでわざわざ遠回りな経路で旅行する乗客もいるほどであった。また冷房を導入すると、車両を密閉した固定窓にすることができ、蒸気機関車の煤煙や外部の土ぼこりといったものから無縁の快適な旅をすることができるようになった。冷房は鉄道が自動車に対抗する上で重要な要素となり、1940年にはアメリカ中で約12,000両の冷房搭載車両が稼動していた。
豪華列車の運行も全盛の時代であった。特に食堂車で提供する食事は、鉄道で旅客に提供できるサービスの中でも最高のものとされ、鉄道会社はその充実に努めた。しかし食堂車の営業で利益を出せる会社はほとんどなく、1920年代の例では1日約6万食が食堂車で提供されていたが、1年間に約900万ドルが鉄道会社の持ち出しとなっていた。ラウンジカーのサービスも豪華列車の売り物で、ソファなどを備えた豪華な内装の車両で軽食やドリンクを提供した。この時代はラジオ放送が始まったこともあり、ラジオの受信サービスも多くのラウンジカーの特徴であった。プルマンによる寝台車営業も引き続き行われた。それまで開放式の寝台が中心であったプルマンも、この時代になると個室寝台への移行が進んだ。プルマンが鉄道会社の代わりに多くの寝台車を保有していたのは大きな利点で、冬季には南部へ、夏季にはニューイングランド地方へと需要の変動に応じて寝台車を移動させてサービスを提供することができた。

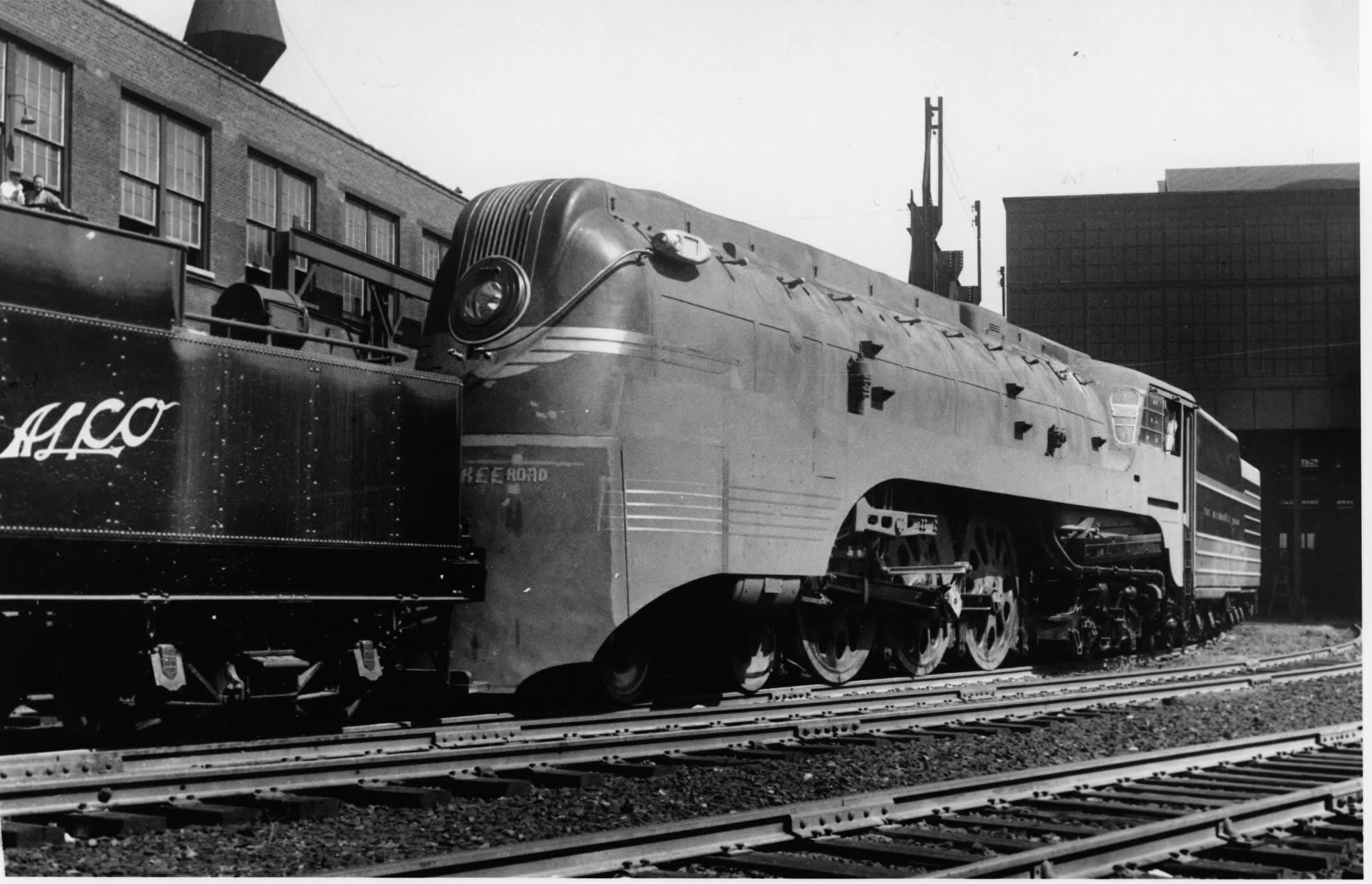
ミルウォーキー鉄道F7型蒸気機関車

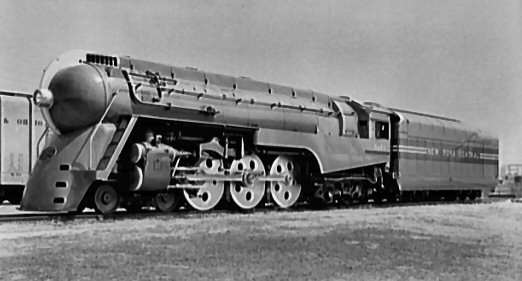
ニューヨーク・セントラル鉄道の20世紀特急牽引機

こうした豪華列車は速度も重要で、たとえばミルウォーキー鉄道は、オットー・クーラー設計による、「蒸気機関車の女王」と呼ばれたF7型蒸気機関車が牽引する「ハイアワサ」を90マイル毎時以上で運転した。この時期、各社で機関車から客車までを統一した流線型に設計した美しい列車が登場し、ニューヨーク・セントラル鉄道の20世紀特急とペンシルバニア鉄道のブロードウェイ特急の両者とも、1938年6月15日に同時に新型の流線型列車に更新した。ニューヨーク・セントラル鉄道の20世紀特急はヘンリー・ドレフュスが、ペンシルバニア鉄道のブロードウェイ特急はレイモンド・ローウィが、機関車まで含めて統一的なデザインを行った。どちらの列車もハリウッド映画に登場し、これらの列車の名声を高めた。20世紀特急の利用客は特に多く、時には4本から5本の列車を立て続けに運転して需要に応えなければならなかった。
一方不況の時代であるため、豪華さではなく安さを売り物にした列車も運転された。寝台車を連結せずにすべて座席車として運賃を値引いた列車が各社で運転され、アッチソン・トピカ・アンド・サンタフェ鉄道のエル・キャピタンや、ユニオン・パシフィック鉄道のチャレンジャーなどが大陸横断鉄道でも運転された。また支線にある都市にバスでの輸送を提供する鉄道会社もあり、ペンシルバニア鉄道のように航空会社へ出資するところもあった。この航空会社はトランスコンチネンタル・アンド・ウェスタン航空と称し、のちにトランス・ワールド航空となった。貨物輸送でも、貨車1両に満たない貨物でも引き受けて割引での輸送を提供する動きが広まった。
鉄道にとって招かれざる客といえたのが、ホーボーと呼ばれる浮浪者であった。南北戦争の後から貨物列車に無賃乗車してアメリカ中を渡り歩くホーボーが見られるようになり、世界恐慌の時代には50万人にも達したとされている。車掌にいくらかの金を渡して黙認してもらう者もいたが、多くは無賃乗車を決め込み、貨車の屋根に乗ったり可能ならば有蓋車の中に潜り込んだりした。ホーボーは備品や輸送中の貨物を盗むこともあったが、もっとも問題だったのは施設や車両の破壊で、特に冬に線路脇や車内で勝手に暖房用に火を焚き、これが火災の原因となる事が鉄道会社から忌み嫌われていた。そのため、ホーボーを発見次第追い払うために専門の警備要員を雇うほどであった。1940年代に入ると、第二次世界大戦の軍需景気で仕事が急増したこともあり、ホーボーはほとんど見られなくなった。

### 第二次世界大戦

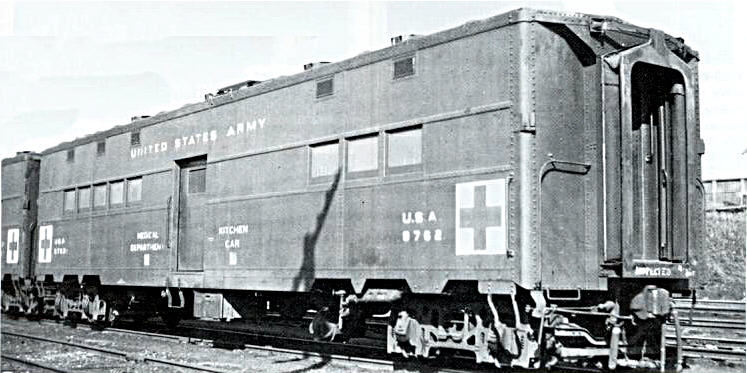
アメリカ本土で兵員輸送用の簡易食堂車として使用された客車

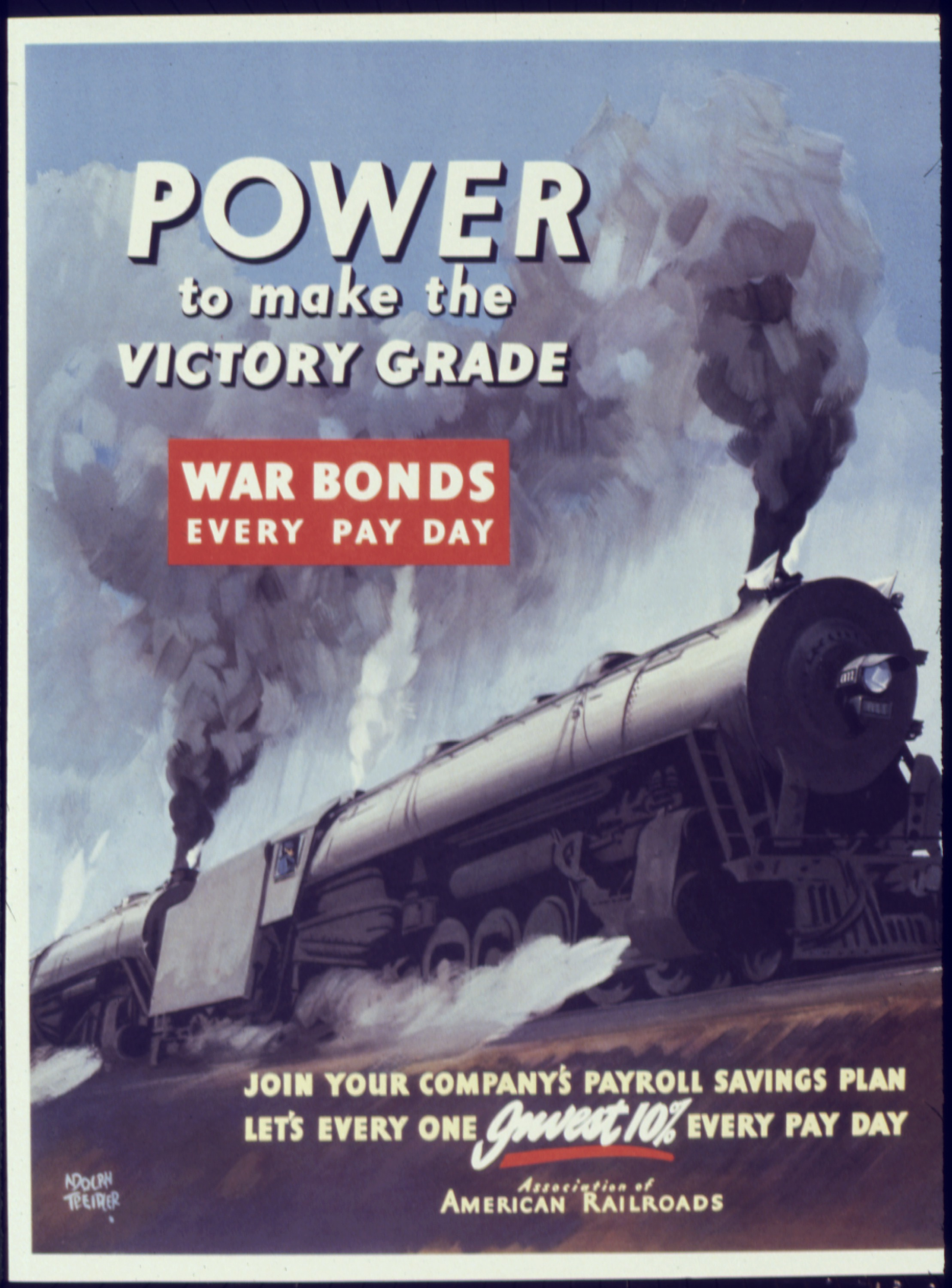
戦時国債消化に協力を呼びかけるアメリカ鉄道協会のポスター

1939年にドイツがポーランドに侵攻したことで、第二次世界大戦が勃発した。アメリカ合衆国が参戦したのは1941年12月のことになったが、それ以前に既にアメリカ政府は、シカゴ・バーリントン・アンド・クインシー鉄道の社長であったラルフ・バッドに対して、仮に開戦となった場合鉄道輸送はどうあるべきかについて諮問を行った。バッドは、第一次世界大戦のときにアメリカ全土の鉄道網を政府の直接管理下に置いたのとは反対に、民営のままで戦時輸送を実施すべきであると答申し、これは結果的に受け入れられた。代わりにいくつかの顧問組織が作られて、州際通商委員会とアメリカ鉄道協会の監督の下に鉄道の戦時輸送の指導を行うことになった。実際に開戦した1941年12月7日の時点で、アメリカの鉄道には約41,000両の機関車と約200万両の貨車、約7,500両のプルマン寝台車があったが、これは第一次世界大戦当時に比べてほぼ30パーセント少ない数であった。しかし大型化の進展などにより、輸送能力の点では20年前よりも大きかった。
潜水艦の脅威があったため沿岸での船舶輸送は大きく制約を受け、パナマ運河の利用も制限を受けた。ガソリンの配給制限が行われたことから自家用車の利用は難しくなり、トラックによる貨物輸送も限られたものになった。民間航空も問題外のものとなり、多くの輸送は鉄道に頼らなければならなくなった。特に大きな負担がかかったのはサザン・パシフィック鉄道で、1939年から1942年の間に輸送量が136パーセント増加した。1943年までの時点で既に、アメリカの鉄道の輸送量は第一次世界大戦の時の約4.5倍に達していた。毎日約10万人の兵士が鉄道で移動したとされる。15,000人ほどの兵士で構成される1個師団を装備を含めて移動させるには、65本の編成で合計1,350両の車両が必要で、これが機甲師団になると75本の編成が必要とされていた。戦時中のアメリカ国内での軍事輸送のうち、旅客は97パーセントを、貨物は91パーセントを鉄道が輸送した。1944年には総旅客輸送量は960億人マイル、総貨物輸送量は7370億トンマイルに達した。こうした輸送には戦前からのプルマン寝台車も使用されたが、戦時中に急造された兵員輸送用寝台車もあった。これは最低限の車内設備しか備えていなかった。軍は、鉄道での移動時間が12時間を超えるときは座席車ではなく寝台車にするとの基準を定めていたが、下段寝台には2人ずつ寝ることになっていた。
第一次世界大戦の時にはアメリカの鉄道網は政府の直接管理下に置かれ、物価高騰や人件費の上昇などにより赤字に陥り、多額の税金を投入して運行を続けなければならなかった。しかし民間による運営のまま戦時輸送を遂行した第二次世界大戦では、貨車の効率的な回転などに意を払った結果、1945年時点では1日あたり600万ドルの税金を納めるほど経営状態がよかった。第二次世界大戦においては鉄道は、軍事輸送で貢献したのみならず財政的にも貢献した。
しかし第二次世界大戦でも労働問題は発生した。鉄道の労働組合は再び賃上げを要求し始め、1943年末にはストライキを示唆するようになった。このためヘンリー・スティムソン陸軍長官は1943年12月27日に鉄道網を政府管理下に置くという布告を出し、1944年1月8日までの2週間ほどだけアメリカの鉄道網は再び政府管理下に置かれた。この間は政府の命令でストライキが禁じられていた。ただしこのときは、実際の鉄道運営は元の所有者に委ねられていた。政府は1時間あたり9セントの賃上げと時間外労働の上乗せ賃金の改善、休暇の付与などの条件を出して労使双方に妥協させた。この頃、多くの労働者を兵役に送り出しあるいは一時帰休させて重要な軍需産業に回していたため鉄道の労働力不足は慢性化しており、約115,000人の女性と約36,000人のメキシコ人を雇って間に合わせていた。さらに高校の授業時間を短縮して、約24,000人の高校生が操車場などでの勤労奉仕に出ていた。1945年時点で鉄道で働いていた約140万人のうちおよそ半数は、戦前には鉄道で働いたことがなかった人になっていた。これほどの輸送量になったにもかかわらず、事故の発生件数はそれほど増加しなかった。
また、鉄道員は前線でも活動した。軍の前進する後にすぐついて線路の修復作業を進め、前線にいる部隊に補給物資を送る列車を運転した。およそ43,000人の鉄道員が鉄道部隊に編成され、北アフリカ、インド、フィリピン、オーストラリア、イタリア、フランス、ベルギー、ドイツ、日本といった国に送られた。こうした鉄道部隊は、敵の砲火の下でも前線へ補給物資を運び続けた。
戦争中は線路容量の不足に対処するために、大戦前に開発され導入が進んでいた列車集中制御装置の普及がさらに進んだ。一方ディーゼル機関車の生産は政府によって制限を受けたので、従来からの蒸気機関車メーカーによって蒸気機関車の生産が全力で進められた。こうした新型の蒸気機関車にはポペットバルブが導入されていた。しかし生産が制限されていたとはいえ、ディーゼル機関車も1941年時点の1,200両ほどから1945年の3,800両ほどへと増加していた。また、車軸配置2-8-2の蒸気機関車には日本にちなむ「ミカド型」という名前があったが、戦争中は「マッカーサー型」と改称されていた。
第二次世界大戦の膨大な軍需輸送に応えて、鉄道は多大な投資を行い輸送能力を増強した。しかしこれは、大戦後に鉄道から他の交通手段への旅客・貨物の逸走が始まると、巨大な過剰輸送能力となって鉄道を苦しめることにつながった。

## 衰退と規制緩和による再生

### 鉄道の衰退
| 交通機関 | 1930年 | 1940年 | 1946年 | 1952年 | 1956年 | 1959年 |
| -------- | ------ | ------ | ------ | ------ | ------ | ------ |
| 鉄道     | 12.9   | 7.4    | 18.7   | 6.0    | 4.1    | 3.0    |
| バス     | 不明   | 不明   | 7.6    | 5.0    | 3.6    | 2.7    |
| 航空     | 不明   | 不明   | 1.7    | 2.6    | 3.6    | 3.9    |
| 内陸水路 | 0.8    | 0.4    | 0.6    | 0.2    | 0.3    | 0.3    |
| 自家用車 | 86.3   | 91.8   | 71.4   | 86.2   | 88.4   | 90.1   |

| 交通機関     | 1930年 | 1940年 | 1946年 | 1952年 | 1956年 | 1959年 |
| ------------ | ------ | ------ | ------ | ------ | ------ | ------ |
| 鉄道         | 74.3   | 61.3   | 66.6   | 54.5   | 48.2   | 45.0   |
| トラック     | 3.9    | 10.0   | 9.1    | 17.0   | 18.7   | 22.3   |
| パイプライン | 5.3    | 9.6    | 10.6   | 13.8   | 16.9   | 17.5   |
| 内陸水路     | 16.5   | 19.1   | 13.7   | 14.7   | 16.2   | 15.2   |

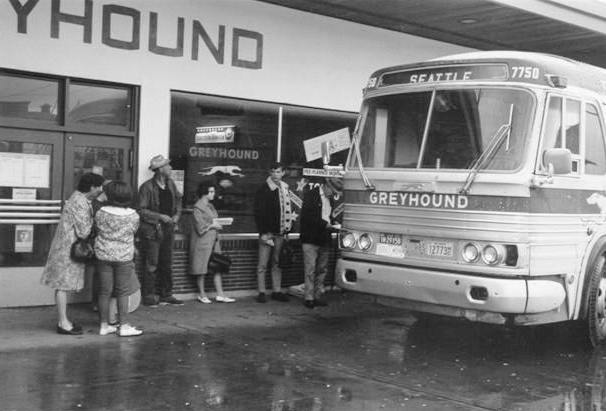
州間高速道路で営業するグレイハウンドの高速バス

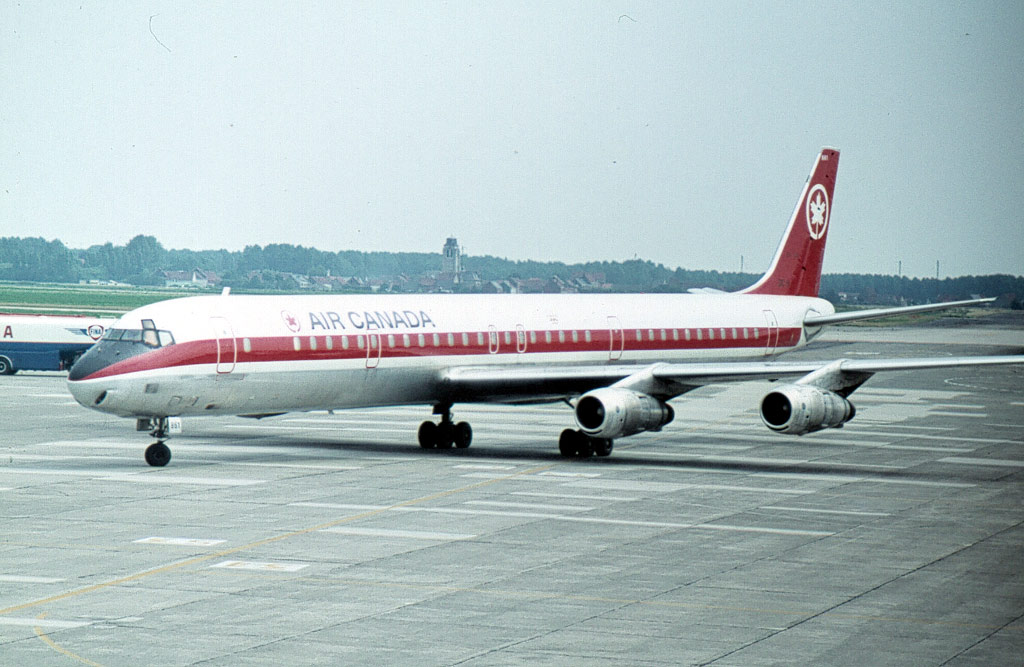
初期のジェット旅客機、ダグラス DC-8

第二次世界大戦前に既に航空機や自動車との競争に直面していた鉄道は、大戦に伴う輸送需要そのものの増大や軍需優先およびガソリンの配給制限により一旦は息を吹き返した。鉄道会社はこの状況が続くことを期待していたが、しかし工業生産が民需に戻りガソリンの配給制限が解除されると、すぐに競争が再開され、やがて輸送需要は他の交通手段へと転移していった。
1950年代には州間高速道路の建設が開始された。この高速道路網は緩い勾配や大きな曲線半径で高速を出せるようになっており、出入りもすべて立体交差となるなど高い規格で建設されていた。この道路を走る高速バスは、1960年代になるとエアコンを装備するようになり、一部にはトイレを装備するものもあり、都市間を安価に移動する手段としての地位を確立していった。さらにバス以上に鉄道から都市間旅客を奪ったのは航空機であった。大戦後、ロッキード コンステレーションやダグラス DC-7など新しく大きな航空機が就航するにつれて、それまで急用のときに限られていた航空機の利用は一般的なものとなっていった。1950年代終わりごろにジェット機が就航するとこの傾向はさらに進んだ。1957年には航空機の旅客輸送量が鉄道を上回った。1958年時点で鉄道の旅客輸送シェアは約30パーセントであったのに対して航空機が約40パーセントとなった。しかしこれは公共交通機関内でのシェアであり、もっとも多くの都市間旅客を運ぶようになったのは自家用車であった。自家用車を含めると鉄道のシェアはわずか0.3パーセントになっていた。1960年代末には鉄道の旅客輸送は「乗客より乗務員が多い」とされるレベルにまで落ち込んでしまった。その上鉄道は、自己負担で線路を整備した上に多額の税金を納めなければならなかったが、1968年時点で道路・水路・航空は政府から約190億ドルに及ぶ補助金を受け取っているという状況であった。実際のところ、鉄道が払った税金のほとんどは高速道路建設に使われている状態であった。
大都市の通勤鉄道でも大きな問題が起きていた。都市間列車の空席に郊外からの旅客を乗せているだけであると考えられていた通勤鉄道では、規制と競争によってきわめて低い運賃に留められており、もともと収益性が非常に悪く、利益を上げていた貨物部門からの内部補助に頼っていた。ところが貨物輸送の利益が減少すると内部補助は困難となっていった。さらに政府や自治体により積極的な道路建設の投資が続けられたこともあり、都心部の悪化した環境を逃れて郊外に移転する人が増えてスプロール現象が進行し、これが道路への依存をさらに強めていった。一方で過度な自動車依存は深刻な渋滞をもたらし、ラッシュ時の輸送では鉄道に頼るのにオフピーク時には自動車を利用するといったことが見られ、鉄道はピーク時の輸送力を用意しなければならないのに日中の大半の時間は過剰能力となってしまうという大きな問題を抱えることになった。1958年運輸法で旅客輸送を廃止する手続きが簡素化されると、旅客列車の運行削減や全面廃止が相次いで、1960年代初頭には鉄道旅客輸送を失った大都市圏での通勤輸送手段の喪失が大きな社会問題となった。
鉄道の内部でも大きな変化があった。大戦後は石炭の価格が上昇したこともあり、蒸気機関車をディーゼル機関車に置き換える動きが急速に進んだ。蒸気機関車メーカーへの最後の発注は1949年のことで、炭鉱地帯を走ることから安価な石炭を確保できて最後まで蒸気機関車にこだわったノーフォーク・アンド・ウェスタン鉄道でもロアノーク工場での自社製造を1953年に打ち切った。ノーフォーク・アンド・ウェスタン鉄道が、アメリカの大鉄道会社として最後の蒸気機関車の運行を行ったのが1960年5月7日であった。ディーゼル機関車は蒸気機関車ほど保守作業に手がかからなかったため保守要員は大きく削減され、鉄道工場に経済を依存していたアルトゥーナのような都市に大きな影響を与えた。
一方、乗務員の削減は簡単には進まなかった。蒸気機関車では機関士の他に、石炭を焚くために機関助士が乗務する必要があった。しかしディーゼル機関車では機関士1人で運転できるので、機関助士は必要ではなかった。それでも機関助士が乗務する慣習は続いた。第一次世界大戦のときの協定により、1日の乗務マイルは旅客で100マイル (160 km) 、貨物で150マイル (240 km) に制限されていたが、ディーゼル化によりこれはほんの数時間で走れる距離となり、結果として機関助士は1日3 - 4時間何もせずに運転席に座っているだけで1日分の給料がもらえることになった。会社側は機関助士を廃止しようとしたが、組合はこれに抵抗した。最終的に政治的な解決が図られ、1963年8月にジョン・F・ケネディ大統領が出した仲裁策により、機関助士の乗務は1964年春から廃止されることになった。ただし人員の削減は自然減によることになった。
機関車メーカーにも変動が発生した。蒸気機関車の時代に大手メーカーであったのはボールドウィン・ロコモティブ・ワークスとアメリカン・ロコモティブであった。しかしこの両社はディーゼル化の波についていくことができなかった。アメリカン・ロコモティブは一時期、ゼネラル・エレクトリックから部品の提供を受けてディーゼル機関車のメーカーとして台頭したが、ゼネラル・エレクトリックが自社での機関車製造に移行して部品供給を打ち切ったため、カナダにおける子会社モントリオール・ロコモティブ・ワークスによるものを除いて早期に機関車事業から撤退した。ボールドウィン・ロコモティブ・ワークスは、蒸気機関車と同様に鉄道会社固有の設計に応じたディーゼル機関車の生産をする事業を展開しようとしたが、これは時流に合わず、1956年にやはり機関車事業から撤退した。これに代わって台頭したのが、第二次世界大戦前からディーゼル機関車をてがけていたゼネラル・エレクトリック (GE) とエレクトロ・モーティブ・ディビジョン (EMD) であった。EMDのGP7形はその大馬力化形式であるGP9形と合わせて6,000両以上が生産された大ベストセラーとなった。
寝台車営業をしていたプルマンにも変化があった。司法省は1941年に反トラスト法でプルマンを提訴し、1944年に下された判決により、プルマンの事業は寝台車営業事業をするプルマン・カンパニーと鉄道車両製造事業をするプルマン＝スタンダード・カー・マニュファクチャリング・カンパニーに分割されることになった。3年に及ぶ交渉の末、寝台車営業事業部門のプルマン・カンパニーは57の鉄道会社で構成されるコンソーシアムに約4000万ドルで売却された。しかし寝台車の営業は衰退していき、1969年1月1日付けでプルマンの寝台車営業事業は廃止され、鉄道会社が自社で寝台車を運営するようになった。1950年代にはまだ、ニューヨークに住む人が預かっていた親戚の子供をロサンゼルスの両親の元へ送り返す際に、子供だけで安心して列車に乗せることができた。単にニューヨークの駅へ連れて行って、プルマンのポーターに頼みさえすれば、当時4日かかった大陸横断の旅もすべて面倒を見てくれたのである。しかし1970年代にもなるともはや、誰も子供だけで列車に乗せようとは思わない状況になってしまった。
貨物輸送は旅客輸送よりはましな状況であったが、アメリカ全体の貨物輸送量は伸びていたのに、1956年以降鉄道の貨物輸送量は減少に転じ、運賃値上げを繰り返しても純利益が減少していくようになった。1962年当時、鉄道貨物輸送量はアメリカの全貨物輸送量の37パーセントになっていた。貨物輸送トンマイルあたりの収入では鉄道の方がトラックより少なかったので、貨物輸送の収入で見れば、既に鉄道は少数勢力になっていた。耐え切れなくなった鉄道会社は、保守作業の間隔を延伸することで手っ取り早く経費の削減を図り始めた。鉄道の投下資本利益率は3パーセントを下回ってアメリカの全産業中最低となり、設備の最低限の更新に必要な資金の調達にさえ困るようになり、貨車の老朽化が進んで、これがサービスの低下と保守費の増加につながる悪循環となっていた。
こうした問題の解決策として、鉄道会社の合併が進められた。互いに競合する路線を抱えている会社同士が合併すれば、重複した路線の一方を廃止することで経費削減を行い、残された路線に輸送量を集めることができたからである。1940年運輸法の規定で、鉄道会社は州際通商委員会に対して、競争よりも合併する方が地域にとっても利益が大きいことを訴えて合併を求めることができるようになったことも後押しした。こうしてより大きく効率的な経営を目指して次々に合併が進められていき、1957年時点で635あったアメリカの鉄道会社は、1968年には375にまで減少した。1970年3月2日には、ジェームズ・ジェローム・ヒルが構想しながら長く実現していなかった、シカゴ・バーリントン・アンド・クインシー鉄道、グレート・ノーザン鉄道、ノーザン・パシフィック鉄道、スポケーン・ポートランド・アンド・シアトル鉄道の合併も行われ、バーリントン・ノーザン鉄道となった。またアトランティック・コースト・ライン鉄道とシーボード・エア・ライン鉄道も1967年に合併してシーボード・コースト・ライン鉄道となった。チェサピーク・アンド・オハイオ鉄道はボルチモア・アンド・オハイオ鉄道を1963年に買収したが、会社としては別組織を保ち、1973年に設立されたチェシー・システムという共通の親会社の傘下に入った。その後、シーボード・コースト・ライン鉄道の親会社とチェシー・システムが合併してCSXコーポレーションとなり、最終的に1987年にCSXコーポレーション傘下の鉄道会社が合併してCSXトランスポーテーションとなった。ノーフォーク・アンド・ウェスタン鉄道とサザン鉄道も共通の親会社ノーフォーク・サザン鉄道の傘下に1982年に入り、鉄道会社同士も1990年に合併した。
政府の組織では、1966年の法律により運輸省が発足して、その部局である連邦鉄道局が鉄道を管轄するようになった。また1967年には国家運輸安全委員会が発足して、鉄道事故の調査を行うようになった。
輸送技術の進歩はこの時期であっても進められた。それまで膨大な書類作業によって管理されていた鉄道業務は、コンピュータの導入によって大幅に簡略化された。1930年代にペンシルバニア鉄道で導入が始まった誘導式電話装置は、1960年代になるとトランジスタの技術によってより簡素な装置にできるようになり、こんにちの列車無線の装備に置き換えられるようになった。1970年代になると貨車に13本の帯で構成される識別記号が貼られて、自動車両識別装置 (Automatic Car Identification System) で読み取って管理が行われるようになった。ベイリー操車場のような新しく巨大な操車場が建設されて、貨車の自動仕訳や検修作業の近代化が行われるようになった。この頃、ティムケン製の新しい転がり軸受が貨車に採用されるようになり、軸受の問題に起因する脱線や軸焼けの発生回数が大幅に減少した。また、ピギーバック輸送も1954年にペンシルバニア鉄道で初めて大規模な実施が始まり、急速に広まっていった。これより遅れて鉄道コンテナの輸送も急速に増加し、これは船との連絡を容易にして、アジアやヨーロッパとの輸出入貨物の大量輸送に使用されるようになった。キャリアカーと激しい競争になっていた新車自動車の出荷業務に対しては、新しい車運車が開発されて輸送が効率化され、鉄道が大きなシェアを占めるようになっていった。またホッパ車やタンク車などで同一の形式の車両ばかりをつないで、専用の荷役設備で効率的な荷役を行い大量高速輸送を実現したユニットトレインも普及した。

### アムトラックとコンレール - 政府による関与

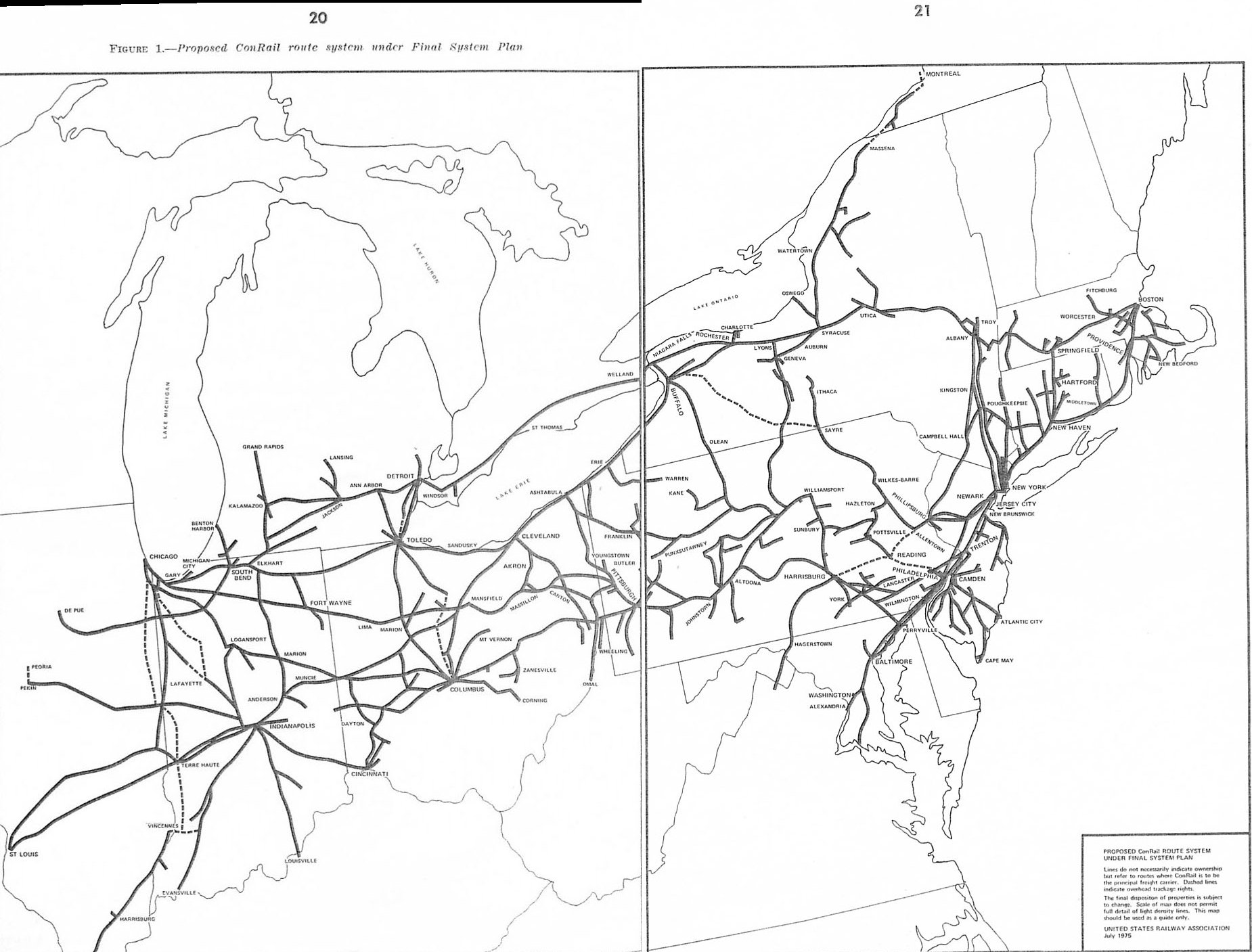
コンレールの1975年時点の予定路線図、この時点ではまだエリー・ラッカワナ鉄道とレディング鉄道を含んでいない

1960年代を通じてアメリカの鉄道の貨物輸送量は、全交通機関を合計した貨物輸送量の伸びに比べれば緩やかであるが、増加を続けていた。1961年から1970年の間に、一級鉄道の貨物輸送量はトン数で約20パーセント、トンマイル数で約35パーセント増加した。しかし地域によって大きな差異があり、トンマイル数の増加は東部の鉄道では約22パーセントであったのに対して西部の鉄道では約37パーセントであり、南部の鉄道にいたっては約59パーセントであった。これは産業構造の変化によって鉄道が得意とする輸送の荷主となる鉱工業分野で、生産の中心が東部から南部や西部へ移っていったことが要因であった。ことに長く東部の大鉄道会社としてアメリカの鉄道をリードしてきたペンシルバニア鉄道とニューヨーク・セントラル鉄道は、両社合計で約15パーセントのトンマイル数の増加に留まるなど、大きな影響を受けていた。
こうした問題を受けて、1968年に当時最大の鉄道会社の合併が行われた。長年ライバルとして激しい競争を繰り広げてきたペンシルバニア鉄道とニューヨーク・セントラル鉄道が合併して、ペン・セントラル鉄道を発足させたのである。1969年には、ニューヨーク・ニューヘイブン・アンド・ハートフォード鉄道が旅客営業の廃止を州際通商委員会に対して求めたが、ペン・セントラル鉄道へ合併して継続するように指示され、同社もペン・セントラル鉄道に加わった。しかし、この合併はうまくいかなかった。当時アメリカ国内最大の約21,000マイル（約33,600 km）に及ぶ路線網を抱え、合併で年間8000万ドルの経費削減を見込んでいたが、長い間激しい競争を繰り広げてきた両社の従業員は簡単には打ち解けず、経営層でさえ内紛を繰り返して、社内は分断された状態が続いた。また両社の信号システムには大きな差異があり、簡単には統合することができなかった。サービスの品質は急速に劣化を続け、1970年には平均すると1日22回の脱線事故を起こしているという有様であった。そして、かつて輸送の大宗を占めていた石炭の産地が移動して輸送需要を失い、またアメリカにおける旅客輸送の多くを担っていたことからそれに伴う欠損も多かったことなどが、ペン・セントラル鉄道の収支に大きな悪影響を与えた。こうしてペン・セントラル鉄道は1970年6月21日に破綻した。
アメリカ合衆国北東部の大鉄道会社が破綻したことを受けて、鉄道の衰退への国民的関心が集まることになった。このままでは北東部の鉄道網が消滅してしまうことになりかねず、議会では国有化の議論が始まった。鉄道網を引き継ぐ組織は、ペン・セントラル鉄道が破綻する原因となった重荷を負わずに済むようにしなければならないと考えられた。検討の末、1974年1月に合衆国議会は統合鉄道公社 (Consolidated Rail Corporation) 通称コンレールを発足させる1973年鉄道再編成法（Regional Rail Reorganization Act、通称3R法）を制定した。またコンレールの路線網の検討を行うために合衆国鉄道再建事業団が設立された。合衆国鉄道再建事業団は重複した路線の廃止を決定し、またリーハイ・バレー鉄道やセントラル・レールロード・オブ・ニュージャージー、レディング鉄道など北東部でこの時期に次々に破綻した鉄道会社もコンレールに加えることを決めた。1976年4月1日にコンレールが公式に発足し、連邦政府はそのために21億ドルを支出した。しかしコンレールを運営し続けるためにはさらに5億ドルを当面の経費として必要としていた。

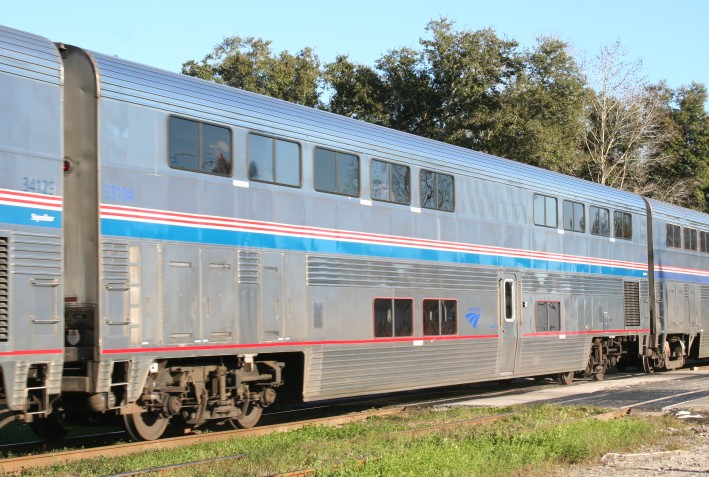
アムトラックのスーパーライナーの客車

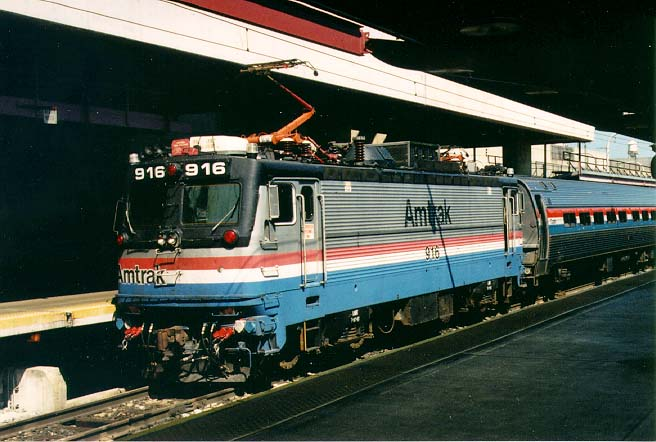
AEM-7形電気機関車

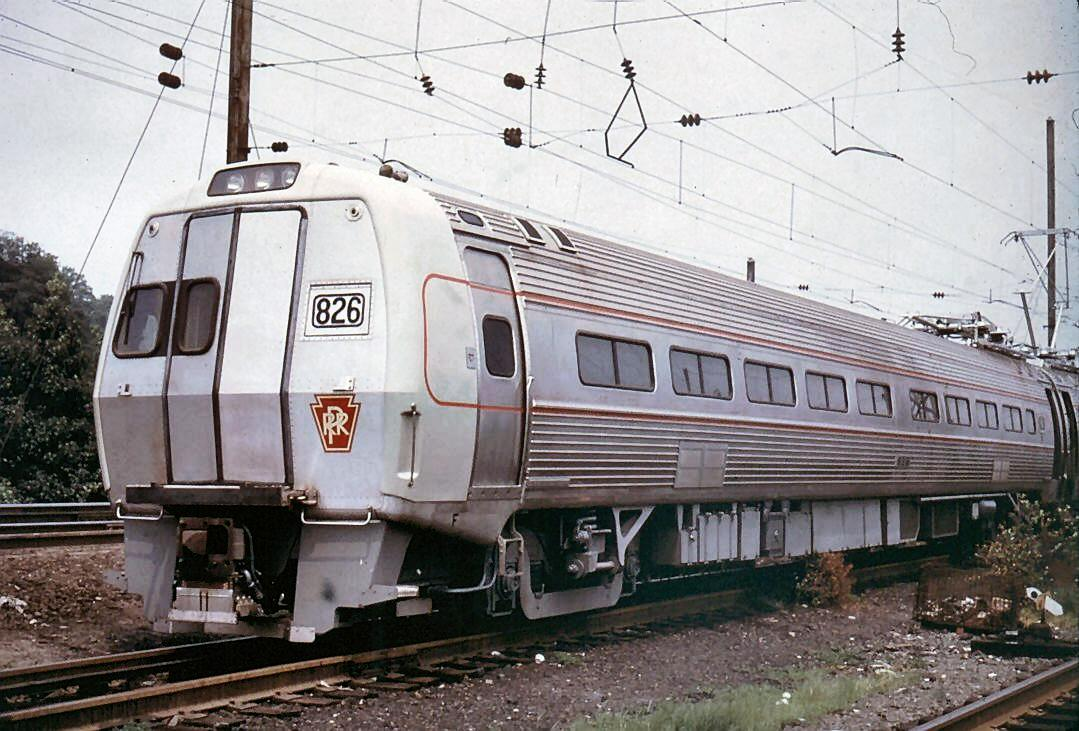
メトロライナー（1968年頃のペンシルバニア鉄道時代）

ペン・セントラル鉄道に限らずどの会社でも旅客営業は不採算なものとなっていたため、1970年鉄道旅客輸送法 (Rail Passenger Service Act of 1970) により、民間の鉄道会社から旅客営業を引き継いで全米鉄道旅客公社 (National Rail Passenger Corporation) 通称アムトラックが発足することになった。アムトラックは連邦政府から4000万ドル、移管元の鉄道会社から1億9000万ドルの出資を受けて発足することになったが、鉄道会社の出資分の大半は現金ではなく鉄道車両などによる現物出資であった。当初の列車本数は219本、営業マイルは約23,000マイル（約36,800 km）、所有車両は機関車326両と客車1,190両で、1971年5月1日に営業を開始した。アムトラックにこの時点で旅客営業を移管したのは、バーリントン・ノーザン鉄道、ボルチモア・アンド・オハイオ鉄道、チェサピーク・アンド・オハイオ鉄道、ガルフ・モービル・アンド・オハイオ鉄道、イリノイ・セントラル鉄道、ルイビル・アンド・ナッシュビル鉄道、ミルウォーキー鉄道、ミズーリ・パシフィック鉄道、ペン・セントラル鉄道、リッチモンド・フレデリクスバーグ・アンド・ポトマック鉄道、アッチソン・トピカ・アンド・サンタフェ鉄道、シーボード・コースト・ライン鉄道、サザン・パシフィック鉄道、ユニオン・パシフィック鉄道であった。デンバー・リオグランデ・アンド・ウェスタン鉄道はその後も1983年まで独自に旅客列車の運行を行った。
アムトラックが引き継いだ機関車や客車は老朽化しており、発足後から次第に新型車両への更新を進めていった。西部へ運行される列車には、2階建構造のスーパーライナーの導入が進められた。一方東部の特に北東回廊線に関しては車両限界が狭いためスーパーライナーの入線は不可能で、しばらくは古い形式の車両で運行を続けざるを得なかった。また、客車で使用するサービス電源として機関車に搭載されたディーゼル発電機で給電するヘッド・エンド・パワー方式への切り替えを1983年までに完了させた。ペンシルバニア鉄道から引き継いだ電気機関車のGG1形も、スウェーデンの設計によるAEM-7形へ置き換えられ、ディーゼル機関車はF40PH形の導入が進められた。ペンシルバニア鉄道時代に導入が計画され、ペン・セントラル鉄道において運行が開始されたメトロライナーは、アムトラックにおいても運行が引き続き拡大され、ニューヨークとワシントンD.C.を結ぶ高速電車として発展した。またそれまで複数のターミナル駅に旅客列車が分散して発着していたニューヨークとシカゴでは、ニューヨークにおいてペンシルベニア駅に、シカゴにおいてユニオン駅に運行を集約した。さらに地元の州や市は、駅の改装工事に協力した。こうした努力もあり、1972年から1980年までの間にアムトラックの輸送量は約30億人マイルから約46億人マイルへと増加した。設備更新を続ける一方でアムトラックは、かつての鉄道会社から引き継いだ列車の愛称はそのまま伝統を保った。
アムトラックは基本的に線路を所有せず、貨物鉄道専業となった民間の鉄道会社から線路を借りて旅客列車の運行を行っている。法令上はアムトラックは貨物鉄道の線路を使用する権限を与えられているが、旅客列車を運行したことによって貨物鉄道に発生した保守費用などについてはアムトラックから貨物鉄道会社に対して経費補償支払という形で線路使用料が払われている。またこれに加えて定時運行奨励金も支払っており、貨物鉄道会社にとっても重要な収入源となっている。ただしアムトラックは、1976年にコンレールからボストン - ニューヨーク - ワシントンD.C.を結ぶ北東回廊線を引き継いだ。これはアムトラックにとって数少ない自社所有の路線で、大都市の並ぶ地域を結ぶ幹線であったため重要な収入源となった。北東回廊はアムトラックの全路線距離の約40分の1にしかならないのに、1983年時点で乗客数の58パーセント、収入の40パーセントを占めるドル箱路線であった。一方で引き続きアムトラックの経営は運賃収入のみでは赤字であり、運行で生じる欠損を補填するために連邦政府から補助金を受給しており、最大となった1981年では年額8億9630万ドルとなっていた。
コンレールの発足の経緯を通じて、アメリカ国民は鉄道の時代の終わりを痛感した。破綻したシカゴ・ロック・アイランド・アンド・パシフィック鉄道が1980年3月に清算されて消滅したことで、もはやアメリカの鉄道が重大な問題を抱えていることは誰の目にも疑いようのないこととなった。7,000マイル (11,200 km) を超える鉄道網を抱えていた会社が、どこの会社にも継承されることなく単に消え去ってしまったのである。アメリカ政府はこの問題を重視せざるを得なくなった。

### 規制緩和による再生

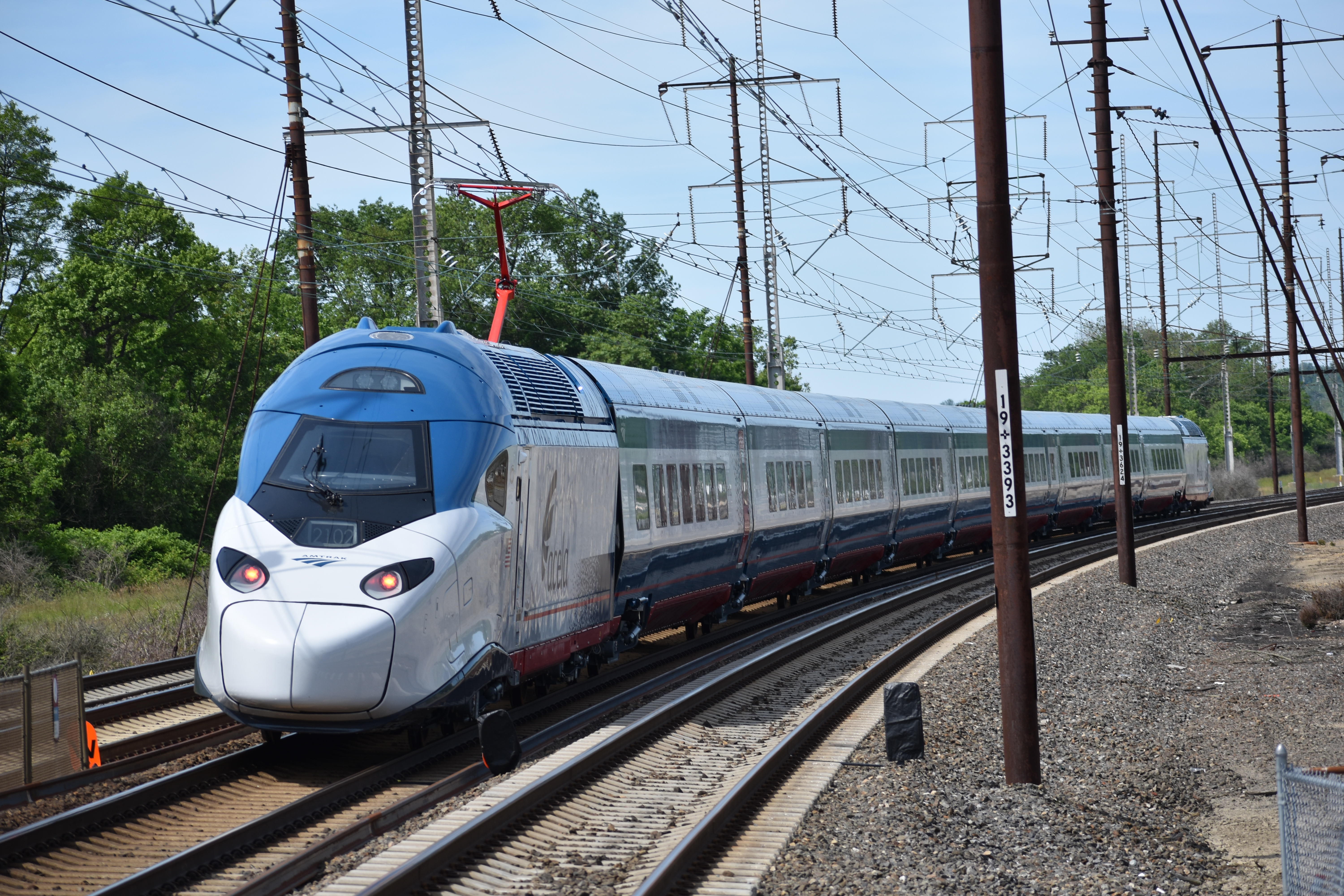
アセラ エクスプレス

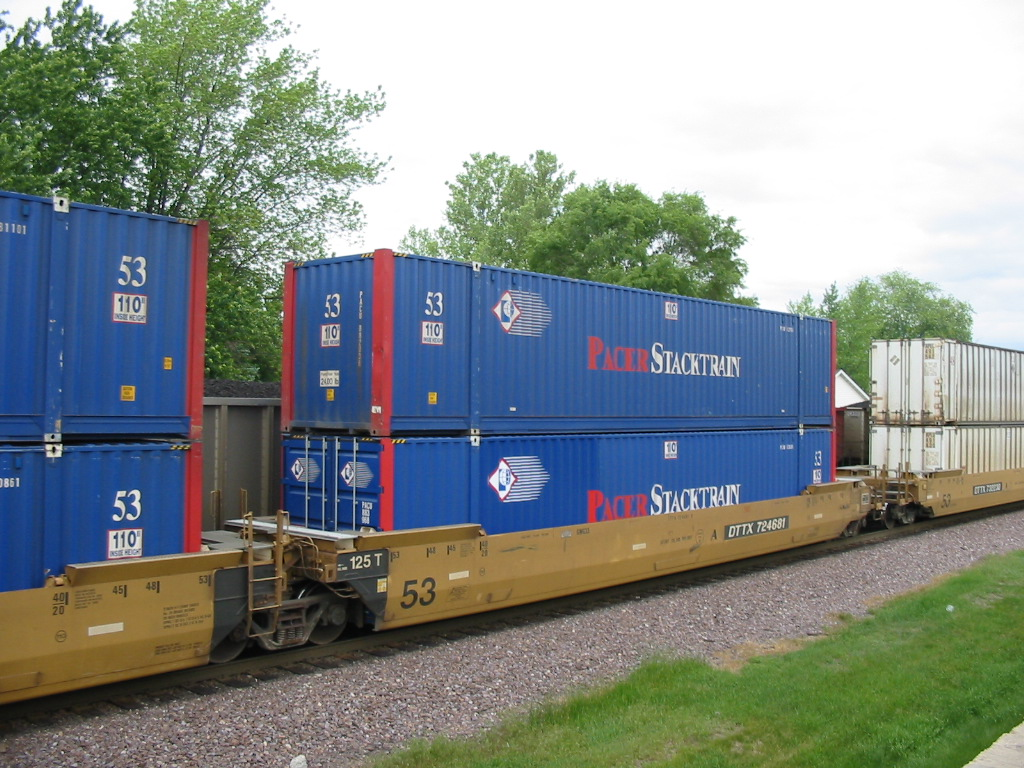
コンテナを2段積みにするダブルスタックトレイン

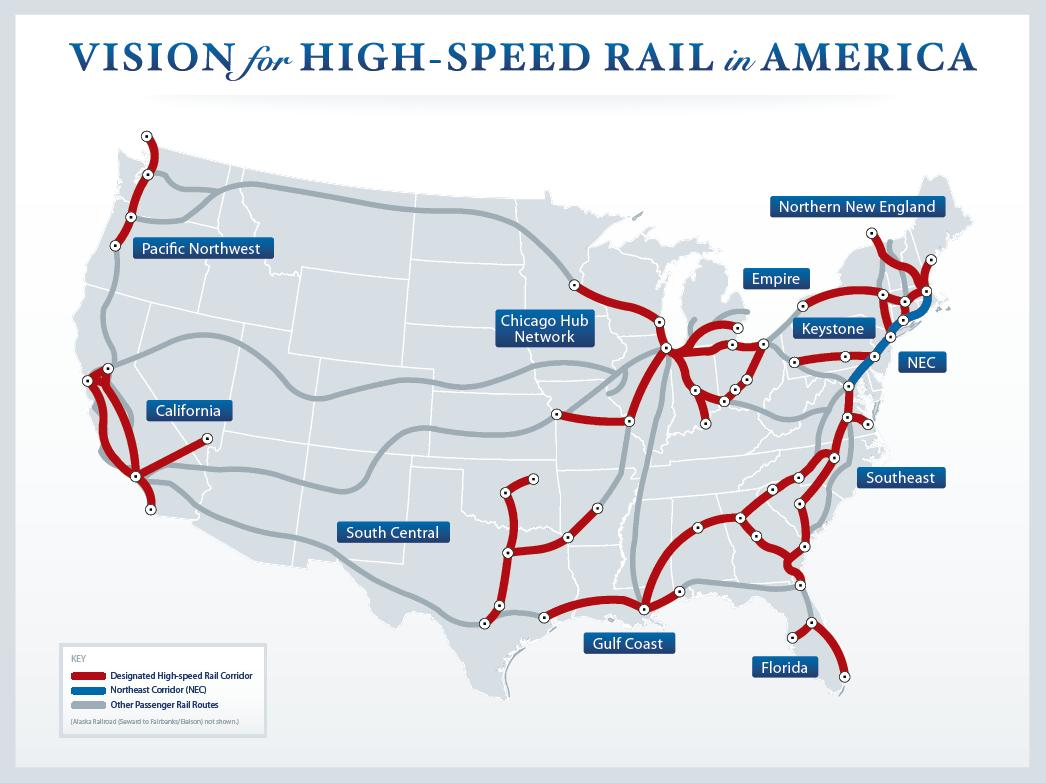
2009年に発表された高速鉄道計画

鉄道業界で利益を上げられるのが、ほんの一握りの大規模な鉄道会社だけになってしまったという現状を受けて、合衆国議会は1980年にスタガーズ鉄道法を可決した。それまで鉄道の運賃は州際通商委員会の監督を受けており、事前の認可が無ければ変更することができなかった。スタガーズ鉄道法では、依然として州際通商委員会の監督自体は残したものの運賃の設定を大幅に自由化し、大口の荷主に対して割引を提供したり、逆に経費を割り込んでいる輸送に対して一方的に運賃の値上げをしたりできるようになった。それまで公表された運賃表に基づく輸送しかできなかったのが、荷主との個別契約に基づいて輸送を請け負うことができるようになったのである。これにより、空車の返却回送時に格安で輸送を請け負ったり、長期の安定契約を獲得したりするようになった。提供される輸送サービスの質も高まり、荷主にとってもおおむね満足であるとの調査結果が出ている。スタガーズ鉄道法は鉄道業界の再生につながる最初の法律であった。
ロナルド・レーガン政権はアムトラックに対して厳しく、補助金に頼らずに鉄道は自立すべきであるとしていた。議会も、少なくともアムトラックは費用の半額を運賃収入で賄えなければならないとしていた。1986会計年度の予算案では、当時の運輸長官のエリザベス・ドールがアムトラックへの補助金全額削減を表明した結果、議会内外で大論争を巻き起こした。こうした補助金削減提案は再三繰り返されたが、議会や世論の影響もあって結局補助金の投入は続けられた。さらにアムトラックが自助努力を続けた結果、1992年には経費に占める運賃収入の割合は79パーセントに達した。これは世界中の旅客鉄道の中でもかなり良好な部類である。
しかし1990年代に入ると再びアムトラックの経営状況は悪化し、利益の上がらない列車の運行中止や、毎日運行であった列車の曜日限定運行への変更などが行われた。1982年には、ペン・セントラル鉄道から引き継いだメトロライナーを当初の電車編成から電気機関車牽引のアムフリート客車に置き換えた。トイレからの汚物垂れ流しに対する環境規制が強められたことや、東部で運行されていた客車の老朽化が限界に達したこともあり、東部で運行できる新型客車としてビューライナーの導入が進められた。
一方コンレールに関しては、労働条件について組合を説得し、また石炭や穀物、インターモーダル輸送に経営資源を集中させることで、1983年末には利益を出せる状態まで経営が回復した。ノーフォーク・サザン鉄道はコンレールを買収しようと交渉したが、コンレールの経営陣や組合、ライバルのCSXトランスポーテーションなどに反対され、結局1987年に株式は公開で売却された。1990年代には再びコンレールの経営状況が悪くなり、ノーフォーク・サザン鉄道とCSXトランスポーテーションがコンレールを巡って争い始めた。結局政府の陸上交通委員会と両社は1997年に、コンレールを分割して両社が吸収することで合意した。CSXトランスポーテーションが旧ニューヨーク・セントラル鉄道の路線を中心に、ノーフォーク・サザン鉄道が旧ペンシルバニア鉄道の路線を中心に継承することになり、1999年6月1日に分割・吸収が実施された。
他の鉄道会社についても、1995年にはバーリントン・ノーザン鉄道とアッチソン・トピカ・アンド・サンタフェ鉄道が合併してバーリントン・ノーザン・サンタフェ鉄道となり、後に社名を変更してBNSF鉄道となった。1996年にはユニオン・パシフィック鉄道がサザン・パシフィック鉄道を合併した。イリノイ・セントラル鉄道も1999年にカナディアン・ナショナル鉄道に買収され、こうしてアメリカ合衆国で規模の大きな鉄道会社である一級鉄道は、ユニオン・パシフィック鉄道、BNSF鉄道、CSXトランスポーテーション、ノーフォーク・サザン鉄道、カンザス・シティ・サザン鉄道と、カナディアン・ナショナル鉄道およびカナダ太平洋鉄道のアメリカにおける子会社だけとなった。一方、1887年以来鉄道を規制する組織として続いてきた州際通商委員会は、1980年のスタガーズ鉄道法によって実質的に規制権限を骨抜きにされた状態となっていたが、1995年の廃止法制定により廃止となり、翌1996年から陸上交通委員会が鉄道の規制を担うことになった。
こうした大規模な合併と規制緩和、そして技術革新により、アメリカの鉄道は他の輸送手段に奪われた貨物を再び取り返してきている。かつてのような輸送における独占状態はもう存在しないが、特にばら積み貨物を特定の2地点間で輸送するためには今でも鉄道は最適な手段である。さらにコンテナを2段積みにして輸送するダブルスタックトレインが、アジアからの輸入物資を西海岸の港で揚陸して東部の都市まで運ぶために、大陸横断鉄道で運行されるようになっている。北米自由貿易協定 (NAFTA) の締結によりカナダやメキシコとの貿易も盛んになり、南北方向での輸送も増加している。
技術的には、転がり軸受を装備した貨車がほとんどになったことで軸焼けの問題がほとんど発生しなくなり、列車末尾に連結したカブースに車掌や制動手が乗務しながら貨車の状態を監視している必要がなくなった。このため1980年代にはフラッシング・リア・エンド・デバイスが導入されて、列車末尾であることを示す灯火を貨車に取り付けるだけになり、アメリカの鉄道の特徴の1つであったカブースの連結はほとんど廃止された。車掌は代わりに機関車に機関士と一緒に乗務するようになった。また1990年代になるとブレーキが電子制御式の自動空気ブレーキに置き換えられるようになり、電気信号ですべての貨車のブレーキを同時に操作できるようになったことから、先頭と末尾でのブレーキが作用する時間差をなくすことができ、停車までの距離も大きく短縮することができるようになった。
1999年春に、メトロライナーに代わる高速鉄道として北東回廊に投入されるアセラ・エクスプレスが発表された。アセラ・エクスプレスはTGVをベースにしたボンバルディア・トランスポーテーション製の車両を使用して、最高速度150マイル毎時 (240 km/h) でボストンとニューヨークを約3時間で、ニューヨークとワシントンD.C.を約2時間45分で結び、航空機から旅客を奪還することを目指して投入された。アセラ・エクスプレスは2000年12月11日に営業運行が開始された。アセラ・エクスプレスはメトロライナーを次第に置き換えていき、2006年10月27日限りでメトロライナーの運行は終了した。
バラク・オバマ政権の下、2009年に2009年アメリカ復興・再投資法が制定され、これに基づいて高速鉄道への投資をする方針が決定された。連邦鉄道局では、全米各地での高速鉄道建設に関する戦略計画を提案している。

### アメリカの高速鉄道の計画・建設
2010年代のアメリカではカリフォルニア高速鉄道と言うロサンゼルスのユニオン駅とサンフランシスコのトランスベイ・ターミナル間を2時間半で結ぶ計画をされたり、一部地方や都市では高速鉄道の見直されての計画や建設される動きやアメリカでは新幹線の輸入と新幹線の開発と研究と開通の実現とする動きがある。